# Liste der Kulturdenkmale in Calw
In der Liste der Kulturdenkmale in Calw sind Bau- und Kunstdenkmale der Stadt Calw verzeichnet, die im „Verzeichnis der unbeweglichen Bau- und Kunstdenkmale und der zu prüfenden Objekte“ des Landesamts für Denkmalpflege Baden-Württemberg verzeichnet sind. Dieses Verzeichnis ist nicht öffentlich und kann nur bei „berechtigtem Interesse“ eingesehen werden. Diese kann über die zuständigen Behörden eingesehen werden. Daher garantiert das Vorhandensein oder Fehlen eines Bauwerks oder Ensembles in dieser Liste nicht, dass es zum gegenwärtigen Zeitpunkt ein eingetragenes Denkmal ist oder nicht. Eine verbindliche Auskunft erteilt das Landesamt für Denkmalpflege Baden-Württemberg.
Die folgende Liste ist daher nicht vollständig. Sie beruht im Wesentlichen auf der veröffentlichten Historischen Ortsanalyse von Calw.

## Allgemein
- Bild: Zeigt ein ausgewähltes Bild aus Commons, „Weitere Bilder“ verweist auf die Bilder im Medienarchiv Wikimedia Commons.
- Bezeichnung: Nennt den Namen, die Bezeichnung oder die Art des Kulturdenkmals.
- Lage: Straßenname und Hausnummer oder Flurstücknummer des Kulturdenkmals, gegebenenfalls auch den Ortsteil. Die Grundsortierung der Liste erfolgt nach dieser Adresse. Der Link (Karte) führt zu verschiedenen Kartendiensten mit der Position des Kulturdenkmals. Fehlt dieser Link, wurden die Koordinaten noch nicht eingetragen. Sind diese bekannt, können sie über ein Tool mit einer Kartenansicht einfach nachgetragen werden. In dieser Kartenansicht sind Kulturdenkmale ohne Koordinaten mit einem roten bzw. orangen Marker dargestellt und können durch Verschieben auf die richtige Position in der Karte mit Koordinaten versehen werden. Kulturdenkmale ohne Bild sind an einem blauen bzw. roten Marker erkennbar.
- Datierung: Baubeginn, Fertigstellung, Datum der Erstnennung oder grobe zeitliche Einordnung entsprechend des Eintrags in der zuständigen Denkmaldatenbank (Landesamt für Denkmalpflege Baden-Württemberg).
- Beschreibung: Kurzcharakteristik des Kulturdenkmals.

## Kulturdenkmale nach Ortsteilen

### Calw

#### Kernstadt
| Bild           | Bezeichnung                                                       | Lage | Datierung | Beschreibung | ID |
| -------------- | ----------------------------------------------------------------- | --- | --------- | --- | -- |
| Weitere Bilder | Stadtbefestigung                                                  | Altburger Straße 23, Beim Weinsteg 1, Burgsteige 1, Im Zwinger 8, 20, 22, Kirchplatz 3, Lederstraße 24, 26, 30, 32, 36, 38, 46/1, 48, 50, Marktstraße 11, 13, Metzgergasse 4, Salzgasse 1a, 3a, 5/1, 9/1, Schulgasse 9, Torgasse 3, 5 (Karte) |           | Die im 13. Jahrhundert auf dem linken Nagoldufer angelegte, ein unregelmäßiges Rechteck bildende Kernstadt war wohl schon bald mit einer 1,5–1,9 m starken Mauer mit vorgelagertem Zwinger und Zwingermauer umgeben worden. Zugang zur Stadt gewährten drei Haupttore – das Scheufeltor, Säutor oder äußere Tor im Südosten, das Obere oder Altburger Tor im Nordwesten und das Untere Tor im Nordosten. Im Lauf der Zeit kamen weitere Tortürme und Pforten hinzu, wovon der Diebsturm, auch Wächterturm oder „Der Lange“ genannt, als einziger bis heute erhalten ist, alle anderen Tore wurden Anfang des 19. Jahrhunderts abgebrochen. Die Stadtmauer, deren Verlauf an den Straßen Metzger- bzw. Salzgasse, Im Zwinger, Torgasse, Lederstraße und Marktstraße ablesbar ist, hat sich heute zum Teil noch im aufgehenden Mauerwerk etlicher Gebäude erhalten (entgegen dem Uhrzeigersinn): Lederstraße 24, 26, 30, 32, Beim Weinsteg 1, Lederstraße 36, 38, 38a, 46/1, 48, 50, Torgasse 5, 3; Altburgerstraße 23, Im Zwinger 22, 20, Kirchplatz 3, Schulgasse 9, Im Zwinger 8; Metzgergasse 4, Salzgasse 9/1, 5/1a, 5/1, 3a, 1a, Marktstraße 11, und 13. Befestigt waren teilweise auch die Vorstädte: südlich der Kernstadt die äußere Vorstadt links der Nagold bis zum Bernhardstor und die eigentliche äußere Vorstadt rechts der Nagold mit Bischofs-, Stammheimer- und Ziegeltor. Nördlich der Kernstadt lagen die Obere oder Altburger Vorstadt und die Untere Vorstadt. Zudem bestand auch eine Verbindungsmauer zur Burg. Die erhaltenen Stadtmauerreste und Türme haben als wesentliche Elemente der Stadtgründung und -befestigung einen hohen dokumentarischen Wert für die Stadtgestalt und -geschichte. Darüber hinaus prägt „Der Lange“ die Stadtsilhouette in entscheidendem Maße. Geschützt nach § 28 DSchG |    |
| Weitere Bilder | Mesnerhaus, heute Geschäftsstelle Diakonie                        | Altburger Straße 1, 1/1 (Karte) |           | Wohn- und Geschäftshaus, schmaler dreigeschossiger giebelständiger Bau, Satteldach mit Aufschiebling, massives (modern überformtes) Erdgeschoss, darüber teilweise verputztes Fachwerk, 2. Obergeschoss und Giebel über Balkenköpfen und kielbogig gefasten und beschnitzten Schwellen vorkragend, giebelseitig Zierfachwerk mit geschweiften Andreas- und Fünferkreuzen, Rauten und genasten Bügen, tonnengewölbter Keller, am südlichen Eckständer bezeichnet, 1693 (i) Das ehemalige Haus des Mesners der Stadtkirche dient seit 1970 als Sitz der Diakonie. Das rückwärtige Hausdrittel, unter dem sich der Keller befindet, ist vollständig erneuert. 2005 Sanierungs-, Instandsetzungs- und Umbaumaßnahmen, u.a. Wärmedämmung Wände und Dach, Sanierung der feuchten Außenwände im Untergeschoss, Renovierung des Versammlungsraums im Untergeschoss, kleinere Renovierungsarbeiten in den Büroräumen im Erd- und Dachgeschoss sowie im Treppenhaus, neue Heizungsanlage, Sanitär- und Elektroinstallation erneuert. Das kurz nach dem großen Stadtbrand von 1692 errichtete Gebäude bildet zusammen mit dem Nachbarhaus Altburger Straße 3 sowohl den nördlichen Abschluss des Marktplatzes als auch den Auftakt der Altburger Straße. Als besonders aufwendig gestalteter Bau ist es nicht nur wichtiger Beleg des barocken Wiederaufbaus, sondern prägt auch das Stadtbild in unmittelbarer Nachbarschaft der Stadtkirche in besonderem Maße. Darüber hinaus ist es auch mit seiner Funktion als Haus des Mesners in charakteristisch naher Lage zu St. Peter und Paul wichtiger Beleg der Kirchen- und Stadtgeschichte. Geschützt nach § 2 DSchG |    |
| Weitere Bilder | Wohn- und Geschäftshaus                                           | Altburger Straße 2 (Karte) |           | Wohn- und Geschäftshaus, dreigeschossiger giebelständiger, teilweise verputzter Bau, Satteldach mit Aufschiebling, Sockel und Teile des Erdgeschosses massiv mit rundbogigem Kellerabgang, ansonsten Fachwerk, Obergeschosse und Giebel über Balkenköpfen, Knaggen und kielbogig gefasten Schwellen vorkragend, straßenseitig mit V-Formen, geschweiften Andreaskreuzen und genasten Bügen, an der Westseite große Rautenfelder, tonnengewölbter Keller, am Kellerbogen bezeichnet, 1707 (i), Umbau des Erdgeschosses zum Ladengeschäft, 1902 (a) Das massive Erdgeschoss wurde 1902 nach Plänen des Werkmeisters Hohnecker als Ladengeschäft mit Bäckerei umgebaut. 2000 Erneuerung nach Dachstuhlbrand; vor 2010 Fachwerkfreilegung; 2019 Einbau einer Weinbar im Erdgeschoss. Das stattlich, nach dem Stadtbrand von 1692 errichtete Gebäude prägt das Straßen- und Stadtbild am Übergang vom Marktplatz und Altenburger Straße, und bildet deren nordöstlichen Auftakt. Es vereinte verschiedene Funktionen unter einem Dach: über dem Kellerzugang befanden sich Handwerkerstube bzw. Materialienkammer, das Obergeschoss diente als Wohngeschoss, der Dachraum der Vorratshaltung. Am Erdgeschoss ist die historische Veränderung durch den Ladeneinbau von 1902 erkennbar. Damit ist es als anschaulich überlieferter baulicher Beleg für die Wiederaufbauphase nach der Zerstörung Calws im Pfälzischen Erbfolgekrieg wie auch für die Wohn- und Arbeitsverhältnisse in der Frühen Neuzeit von wirtschafts- und stadtbaugeschichtlicher Bedeutung. Geschützt nach § 2 DSchG |    |
| Weitere Bilder | Evangelisches Dekanat mit Garten und Hofraum                      | Altburger Straße 3 (Karte) |           | Ev. Dekanat, zweigeschossiger giebelständiger, teilweise verputzter Bau mit Satteldach, massiver Kellersockel mit zwei tonnengewölbten Kellern, Rundbogeneingang und vorgelagerter einläufiger Freitreppe, darüber Fachwerk, Obergeschosse und Giebel über Balkenköpfen, Knaggen und kielbogig gefasten, beschnitzten Schwellen vorkragend, straßenseitig mit V-Formen, geschwungenen Bügen und Rauten, nach Plänen des herzoglichen Werkmeisters Johann Ulrich Heim errichtet, 1696, Umbauten 1777 und Mitte 19. Jahrhundert; rückwärtig terrassierter Garten mit Sandsteinstützmauern und Sandsteintreppen; südlich Hofraum 1890 Umbau; 1978/79 Umbau, Renovierung des Treppenaufgangs mit Umfassungsmauer am Ostgiebel. Das stattliche Dekanatshaus zeigt heute sowohl Gepräge eines Baues aus der Zeit um 1700 mit Geschossvorkragungen und reichem Zierfachwerk an der Giebelfront und dem mächtigen dreigeschossigen Satteldach, als auch eine qualitätvolle historische Überformung des 19. Jahrhunderts. Das Gebäude ist aber nicht nur ein charakteristischer und besonders stattlicher Bau der Wiederaufbauphase nach dem Stadtbrand von 1692 und damit von hohem Zeugniswert für die Stadtbaugeschichte, der in typischer Lage in unmittelbarer Nachbarschaft zur Stadtpfarrkirche stehende Bau ist mit seiner Funktion als Dekanat auch wichtiger Beleg der Kirchen- und Stadtgeschichte. Lage und Gestaltung bringen die besondere Stellung des Dekans in der Stadtgemeinschaft anschaulich zum Ausdruck. Zudem ist das Dekanat eines der wenigen Häuser des ausgehenden 17. Jahrhunderts in Calw, dessen Entwerfer – bezeichnenderweise der herzoglich-württembergischen Werkmeisters Johann Ulrich Heim – bekannt ist. Heim arbeitete u.a. am Ausbau von Schloss Waldenburg, am Bau der Rathäuser in Vaihingen-Enz und Backnang, des Alten Waisenhauses in Stuttgart sowie der Hospitalkirche und des Rathauses in Schwäbisch Hall. Geschützt nach § 2 DSchG |    |
| Weitere Bilder | Wohn- und Geschäftshaus                                           | Altburger Straße 4 (Karte) |           | Dreigeschossiger traufständiger verputzter Bau, Walmdach mit spitzgiebligem Zwerchhaus, Erdgeschoss mit Ladeneinbau in der Westhälfte, ehemaliger Kellerabgang (heute Garage) im Osten, um 1700, 1913 Ladeneinbau, Dachaufbau, nach Plänen von Architekt Kohler; 1973 Garagenneubau. Der im Kern aus der Wiederaufbauphase Calws nach der Zerstörung im Pfälzischen Erbfolgekrieg stammende Bau wurde im frühen 20. Jahrhundert durch den in Calw lebenden Architekten Wilhelm Kohler umgestaltet. Dabei entstand aus dem giebelständigen Bau der Zeit um 1700 durch Zusammenfassung mit einem Nachbargebäude ein breitgelagerter traufständiger Bau mit qualitätvoller Ladenzone. Damit ist der Bau ein anschauliches, sprechendes Beispiel der Bau- und Stadtgeschichte Calws im 18. und 19. Jahrhundert. Geschützt nach § 2 DSchG |    |
| Weitere Bilder | Gasthaus Zum goldenen Becher, heute Wohn- und Geschäftshaus       | Altburger Straße 5 (Karte) |           | Gasthaus Zum goldenen Becher (heute Wohn- und Geschäftshaus), zweigeschossiger giebelständiger, teilweise verputzter Bau mit Satteldach, massives Erdgeschoss mit rundbogigem, über Freitreppe erschlossenem Eingang (und jüngerem Ladeneinbau), darüber Fachwerk, straßenseitig Obergeschosse und Giebel über Balkenköpfen, Knaggen und kielbogig gefasten, beschnitzten Schwellen vorkragend, z.T. geschweifte Andreaskreuze in den Fensterbrüstungen des Obergeschosses, kleiner tonnengewölbter Keller, nach 1698 Ehemalige Schildwirtschaft Zum Goldenen Becher, nach 1698 neu errichtet; 1927 vom Bortenmacher und Kunstmaler Carl Kleinbub erneuert; 1954 Modernisierung des Ladens im Erdgeschoss; 1992 Sanierung der Fassaden (ohne Änderung des Erscheinungsbildes); 2009 Fenstererneuerung an der Straßenfassade. Das nach dem großen Stadtbrand von 1692 errichtete Haus ist mit seinem zeittypischen Fachwerkgefüge mit Vorkragungen, kielbogig gefasten Schwellen mit Klötzchenfriesen und den geschweiften Andreaskreuzen in den Brüstungsfeldern eines der für die Calwer Altstadt charakteristischen barocken Bürgerhäuser in prominenter Lage an einer die Stadt in Nord-Süd-Richtung durchziehenden altstädtischen Hauptverkehrsader. Als reich ausgestaltetes, anschaulich überliefertes und charakteristisches Beispiel für die Wiederaufbauphase um 1700 besitzt das Gasthaus Zum Goldenen Becher hohen architektur- und stadtbaugeschichtlichen Quellenwert. Als traditionsreiches Gasthaus hat es zudem wirtschaftsgeschichtlichen Zeugniswert und erinnert daran, dass Calw als wichtiger Handelsplatz im Tal der Nagold zahlreiche Gasthäuser besaß. Geschützt nach § 2 DSchG |    |
| Weitere Bilder | Gasthaus Zum Ochsen, heute Wohn- und Geschäftshaus                | Altburger Straße 6 (Karte) |           | Gasthaus Zum Ochsen (heute Wohn- und Geschäftshaus), dreigeschossiger giebelständiger, teilweise verputzter Bau, Satteldach mit Aufschiebling, massives Erdgeschoss (mit jüngerem Ladeneinbau), darüber Fachwerk, straßenseitig an 2. Obergeschoss und Giebel über Balkenköpfen, Knaggen und teilweise profilierten Schwellen vorkragend, Fachwerk überwiegend mit geraden Streben, zwei tonnengewölbte Keller, um 1700; schmiedeeiserner Wirtshausausleger mit vergoldeter Figur eines Ochsen, um 1900 Neuere Umbauten fanden 1963/64 und 1974, vor allem im Erdgeschoss und auf der Rückseite statt. Sanierung und Erstellung eines Anbaus in Betonbauweise, Renovierung der Fassade mit Fachwerkfreilegung, einer der beiden Gewölbekeller zu Kegelbahn mit Betonboden ausgebaut, Erdgeschoss völlig umgebaut (u.a. massive Betondecke und -boden). Eisenpfeiler und -träger, neues Treppenhaus, in den Obergeschossen Decken abgehängt und begradigt, Fußböden eingeebnet und neue Beläge, Einbau von Küchen und Bädern, Zentralheizung, Sanitär- und Elektroinstallationen, neue Türen. 2004 Renovierung der Straßenfassade, dabei Ladenfenster im Erdgeschoss neugestaltet bzw. vergrößert. Das nach dem großen Stadtbrand von 1692 errichtete Haus ist mit seinem zeittypischen Fachwerkgefüge mit Vorkragungen und V-Formen in den Brüstungsfeldern eines der für die Calwer Altstadt charakteristischen barocken Bürgerhäuser in prominenter Lage an einer die Stadt in Nord-Süd-Richtung durchziehenden altstädtischen Hauptverkehrsader. Das Haus bestimmt durch seine Breite und Größe den Straßenzug entscheidend mit, wenn auch das Fachwerk durch einen weitgehenden Verzicht auf Zierformen charakterisiert ist. Als anschaulich überliefertes und charakteristisches Beispiel für die Wiederaufbauphase um 1700 besitzt das Gasthaus Zum Ochsen einerseits stadtbaugeschichtlichen und als traditionsreiches Gasthaus andererseits wirtschaftsgeschichtlichen Zeugniswert und erinnert daran, dass Calw als wichtiger Handelsplatz im Tal der Nagold zahlreiche Gasthäuser besaß. Geschützt nach § 2 DSchG |    |
| Weitere Bilder | Wohn- und Geschäftshaus                                           | Altburger Straße 7 (Karte) |           | Wohn- und Geschäftshaus, dreigeschossiger giebelständiger verputzter Bau mit Satteldach, hohes massives Erdgeschoss, erschlossen über Sandsteintreppe, darüber Fachwerk, über Balkenköpfen und profilierten Schwellen vierfach vorkragend, zwei tonnengewölbte Keller, um 1700, Ladengeschäft mit rahmenden Pfeilern und Tür mit Schmuckvergitterung und Glasoberlicht, 1896 1912 Umbau Ladengeschäft; 1989/90 bauhistorische Untersuchung, Umbau, Schaffung von abgeschlossenen Wohneinheiten. 2000 Renovierung von 2. Obergeschoss, Oberflächen und Heizung erneuert, Sanierung Ladenlokal im Erdgeschoss, Fenstererneuerung. Das Haus dürfte um 1700 entstanden sein. Der Laden wurde 1896 von dem Werkmeister Hohnecker für den Buchbinder Häussler im Stil der Neorenaissance umgebaut. Aus dieser Zeit stammen die Pfeilerunterteilung des Erdgeschosses und die Haustür mit Schmuckvergitterung und Glasoberlicht, ebenso die gerade vorgelagerte Sandsteintreppe. Eine Thermografie von 1989 zeigte ein im Wesentlichen ungestörtes Fachwerk des 18. Jahrhunderts in den beiden Obergeschossen, das Erdgeschoss wird hingegen durch einen Ladeneinbau des späten 19. Jahrhunderts dominiert. Bei der Sanierung 1990 wurde auf eine Fachwerkfreilegung verzichtet und das Gebäude als verputzter Bau in der Gestaltung des 19. Jahrhunderts erhalten, die mit dem dominanten Ladeneinbau übereinstimmt. Der im späten 19. Jahrhundert umgestalteter Bau aus der Wiederaufbauphase nach der Zerstörung der Stadt im Pfälzischen Erbfolgekrieg 1692 ist ein anschauliches Beispiel der Bau- und Stadt- und Wirtschaftsgeschichte von Calw Geschützt nach § 2 DSchG |    |
| Weitere Bilder | Wohn- und Geschäftshaus                                           | Altburger Straße 8 (Karte) |           | Wohn- und Geschäftshaus, zweigeschossiger giebelständiger verputzter Bau mit Satteldach, massives Erdgeschoss, darüber Fachwerk, über Balkenköpfen dreifach vorkragend, 2. Hälfte 18. Jahrhundert 1867 Umbau; 1914 Ladeneinbau im Erdgeschoss; 1927 Einbau von zwei Schaufenstern; 1958 Aufstockung des Anbaus Der eher bescheiden dimensionierte Bau besitzt typische Merkmale des 18. Jahrhunderts und dürfte als Handwerkerhaus anzusprechen sein. Zusammen mit zwei weiteren Fachwerkhäusern liegt er etwas von der vorhandenen Straßenflucht zurück, sodass sich im Vorfeld des heute nicht mehr existierenden Oberen Tors der Straßenraum aufweitet. Die einstige Ladeluke im Giebel verweist darauf, dass hier die Vorräte gelagert wurden. Das Gebäude ist damit baulicher Beleg der vom Handwerk und der Nebenerwerbslandwirtschaft geprägten Geschichte Calws und hat Anteil am historischen Stadtbild an der westlichen der beiden Hauptverkehrsachsen der Stadt. Geschützt nach § 2 DSchG |    |
| Weitere Bilder | Landjägergebäude, dann Oberamtsdienergebäude, heute Wohnhaus      | Altburger Straße 9 (Karte) |           | Landjägergebäude, dann Oberamtsdienergebäude (heute Wohnhaus), schmaler dreigeschossiger giebelständiger Bau in Hanglage mit Satteldach, hohes massives Erdgeschoss, darüber Fachwerk, straßenseitig vierfach über Balkenköpfen vorkragend, an der nördlichen Traufe über beschnitztem Bug am 2. Obergeschoss weit vorkragend, an den Obergeschossen gerade Streben, im Giebel genaste Büge, sehr hohes Sockelgeschoss mit breitem Eingangstor, danebenliegendem Fenster mit vergitterter Belichtungsöffnung und tonnengewölbtem Keller, um 1700 1965 Thermographie, Außeninstandsetzung mit Fachwerkfreilegung; 2018 Sanierung der Wohnräume, Böden teilweise freigelegt bzw. mit neuem Belag versehen, Wände, Decken, Türen und Lamperien malertechnisch bearbeitet, Erneuerung Elektroinstallationen, neue Heizungsanlage. Das schmale Fachwerkhaus wurde nach der weitgehenden Zerstörung der Stadt im Pfälzischen Erbfolgekrieg 1692 wohl um 1700 über einem älteren Keller errichtet – 1698 wird an dieser Stelle ein leerer Hausplatz verzeichnet – und ist wichtiger Bestandteil der langen Reihe von giebelständigen Häusern an der Altburger Straße. Aufgrund der starken Hanglage am Turmgässle verfügt es über ein sehr hohes Sockelgeschoss über dem sich ein konstruktiver Fachwerkbau erhebt, der nur im Giebel durch geschwungene Streben mit Nasen aufwendiger gestaltet ist. Der Bau hat nicht nur stadtbaugeschichtlichen Wert für die Wiederaufbauphase nach der weitgehenden Zerstörung Calws im Pfälzischen Erbfolgekrieg, sondern ist als 1873 in den Besitz der Königlich-Württembergischen Staatsfinanzverwaltung gekommener Sitz des Landjägers- und Oberamtsdieners auch Beleg der Verwaltungsgeschichte der alten Amtsstadt an der Nagold. Geschützt nach § 2 DSchG |    |
| Weitere Bilder | Wohn- und Geschäftshaus                                           | Altburger Straße 10 (Karte) |           | Wohn- und Geschäftshaus, zweigeschossiger giebelständiger verputzter Bau mit Satteldach, Giebel zweifach schwach vorkragend, gleichmäßig gereihte Fenster, tonnengewölbter Keller mit Sandsteinplattenbelag, 18. Jahrhundert 1897 Umbau; 1952 Umbau Erdgeschoss; 1993 Fenstererneuerung Der eher bescheiden dimensionierte Bau besitzt typische Merkmale des 18. Jahrhunderts und dürfte als Handwerkerhaus anzusprechen sein. Zusammen mit zwei weiteren Fachwerkhäusern liegt er etwas von der vorhandenen Straßenflucht zurück, sodass sich im Vorfeld des heute nicht mehr existierenden Oberen Tors der Straßenraum aufweitet. Das Gebäude ist damit baulicher Beleg der vom Handwerk geprägten Geschichte Calws und hat Anteil am historischen Stadtbild an der westlichen der beiden Hauptverkehrsachsen der Stadt. Geschützt nach § 2 DSchG |    |
| Weitere Bilder | Wohn- und Geschäftshaus                                           | Altburger Straße 11 (Karte) |           | Wohn- und Geschäftshaus, dreigeschossiger traufständiger verputzter Bau in Hanglage, Satteldach mit mittigem zweiachsigem Zwerchhaus, massives Erdgeschoss mit Ladeneinbau, darüber Fachwerk, am 1. Obergeschoss alternierende Fenstergiebel und Fenstergesimse, um 1800 1902 Ladeneinbau mit Werkstatt und Fassadenveränderung durch Werkmeister Hohnecker für den Goldarbeiter G. Olpp. 1992 Ladenumbau (Einbau eines Imbisslokals in bestehenden Laden), Anstrich Fassade im Erdgeschoss; 1995 Außenanstrich, Fenstererneuerung, Dachdeckung; 2019 Umgestaltung Gaststätte zu Ferienwohnung, Einbau einer Dusche; 2020 Renovierung des unteren Teils der Fassade Das nach Ausweis der Brandversicherungsprotokolle der Stadt Calw wohl um 1800 entstandene Gebäude wurde anstelle von zwei schmalen Vorgängerbauten errichtet und durchbricht als traufständiger Bau die Reihe giebelständiger Häuser an der Altburger Straße. Das Haus ist ein qualitätvoller Barockbau, der sich an den klassizistischen Bauten des Architekten und Hofbaumeisters Reinhard Ferdinand Heinrich Fischer orientiert, die dieser für reiche Calwer Handelsherren errichtet. 1902 erhielt der Bau ein mehr historisierendes Aussehen durch den Ladeneinbau für einen Goldarbeiter. Der auf eine Mittelachse konzipierte Bau mit dem darauf sitzenden abgewalmten Zwerchhaus ist ein qualitätvolles Beispiel für die Bürgerhausarchitektur der Stadt Calw im späten 18. und 19. Jahrhundert. Geschützt nach § 2 DSchG |    |
| Weitere Bilder | Wohn- und Geschäftshaus                                           | Altburger Straße 12 (Karte) |           | Wohn- und Geschäftshaus, dreigeschossiger giebelständiger, teilweise verputzter Bau mit Satteldach in starker Hanglage, hohes massives Sockelgeschoss mit Eckquaderung und Rundbogeneingang, darüber Fachwerk, Erdgeschoss mit Segmentbogenöffnungen, 2. Obergeschoss und Giebel über Balkenköpfen und kielbogig gefasten Schwellen vorkragend, Zierfachwerkgiebel mit Andreaskreuzen, Rauten und genasten Bügen, drei Rundbogenöffnungen im 2. Giebelgeschoss, kurz nach 1702 Das Haus wurde, kurz nachdem Georg Friedrich Demmler den Hausplatz 1702 von seinem Vater und Compagniebuchhalter Jakob Christoph Demmler erhalten hatte, errichtet. 1790 kaufte das Compagniemitglied Johann Christian Vischer das Haus, erweiterter und modernisierte es zur heutigen Kubatur. Die Gestaltung des massiven Sockelgeschosses geht auf diese Zeit zurück. 1982 Ausbau Dachgeschoss; 1992/93 Fassadensanierung, Reparaturen am Fachwerk, Fachwerkfreilegung am Nordostgiebel (an den rückwärtiger Fassaden Fachwerk rein konstruktiv und z.T. verändert, daher nicht freigelegt), teilweise Dachneudeckung, Umbau Dachgeschosswohnung, Fenstererneuerung, 2017 Teilsanierung Das mächtige dreigeschossige Fachwerkhaus erhebt sich an der Ecke zur steil abfallenden Torstraße über einem hohen massiven Sockelgeschoss. Der Bau bildet heute den Abschluss der altstädtischen Häuserzeile der östlichen Altburger Straße – jenseits der Torgasse stand einst das Obere oder Altburger Tor, durch das die Altburger Straße weiter durch die ehemalige Vorstadt zum Schlossberg zog. Als besonders stattliches und reich ausgestaltetes, anschaulich überliefertes und charakteristisches Beispiel für die Wiederaufbauphase nach den Zerstörungen im Pfälzischen Erbfolgekrieg um 1700 besitzt der Bau hohen architektur- und stadtbaugeschichtlichen Quellenwert. Er belegt den Reichtum, den Calwer Compagnieverwandte im 18. Jahrhundert durch den Zeughandel erwirtschafteten und der ihnen den zügigen Neu- und Ausbau stattlicher Wohn- und Handelshäuser erlaubte. Geschützt nach § 2 DSchG |    |
| Weitere Bilder | Wohn- und Geschäftshaus                                           | Altburger Straße 13 (Karte) |           | Wohn- und Geschäftshaus, dreigeschossiger giebelständiger, teilweise verputzter Bau, Satteldach mit Aufschiebling, massiver Kellersockel und Erdgeschoss (mit modernem Ladeneinbau), Eckquaderung im Südosten, darüber Fachwerk, am Giebel über Balkenköpfen, Knaggen und beschnitzten Schwellen dreifach vorkragend, Dreiergruppe von Fenstern im 2. Giebelgeschoss, Erdgeschoss erschlossen über zweiläufige Sandsteinfreitreppe des frühen 20. Jahrhunderts, nach 1692 1980 ergab ein Gutachten zum Zustand der Holzsubstanz, dass Fachwerkaußenwände, Erd- und Obergeschoss stark verändert und in der Substanz stark dezimiert, die Giebel und der Dachstuhl in restaurierungswürdigem Zustand waren. 1994 wurde das Haus durch starke Regenfälle schwer geschädigt, die teilweise durch Oberflächenwasser zerstörte bzw. teilweise abgebrochene Außenwand zur Nr. 15 musste neu und analog zum Bestand in Fachwerk aufgeführt werden, die Decke im vorderen Teil des Kellers wegen Hausschwammbefall abgebrochen und erneuert werden. 1994 Bausubstanzuntersuchung: Untergeschoss aus Bruchsteinund Ziegelmauerwerk teilweise durchfeuchtet, Erdgeschoss zur Straße Fachwerk (guter Zustand), rückwärtig Mischmauerwerk (dieses ebenfalls feucht), 1. Obergeschoss und Dachgeschoss Fachwerk in gutem Zustand. 1999 Umbau und Sanierung (mit Fachwerkfreilegung), Fenstererneuerung, Dachneudeckung, Umbauten im Inneren. Das nach dem großen Stadtbrand von 1692 errichtete Haus ist mit seinem zeittypischen Fachwerkgefüge mit Vorkragungen und V-Formen in den Brüstungsfeldern eines der für die Calwer Altstadt charakteristischen barocken Bürgerhäuser in prominenter Lage an einer die Stadt in Nord-Süd-Richtung durchziehenden altstädtischen Hauptverkehrsader. Das Haus bestimmt durch seine Breite und Größe den Straßenzug entscheidend mit, wenn auch das Fachwerk nur am Giebel durch Zierformen bereichert ist. Als anschaulich überliefertes und charakteristisches Beispiel für die Wiederaufbauphase um 1700 besitzt der Bau stadtbaugeschichtlichen Zeugniswert und ist wichtiger Bestandteil des Ensembles barockzeitlicher Bürgerhäuser an der Altburger Straße. Geschützt nach § 2 DSchG |    |
| Weitere Bilder | Wohn- und Geschäftshaus                                           | Altburger Straße 15 (Karte) |           | Wohn- und Geschäftshaus, zweigeschossiger giebelständiger, teilweise verputzter Bau mit Satteldach, hohes massives Erdgeschoss mit Putznutung, darüber Fachwerk, am Obergeschoss über profilierter Schwelle, am Giebel über Balkenköpfen und kielbogig gefasten, beschnitzten Schwellen vorkragend, Zierfachwerk mit geschweiften Andreaskreuzen, z. T. genasten Rauten und genasten Bügen, am beschnitzten Eckständer bezeichnet, 1695 (i) Nach dem großen Stadtbrand errichtet 1695. Das ehemals eineinhalbgeschossige Erdgeschoss wurde 1909 nach Plänen des Bauwerkmeisters Alber für den Flaschnermeister Karl Griessler umgebaut. 1970 Fachwerkfreilegung. Gebäude durch Unwetter im Dezember 1993 stark beschädigt. 1994 Umbau des Wohn- und Geschäftshauses, Fachwerkwand zu Nr. 17 und Außenwand zur Gartenseite durch Feuchtigkeit stark beschädigt, neu als Mauerwerkswand aufgeführt, Dachneudeckung, Reduzierung der Dachflächenfenster. 1995 Änderung des Grundrisses im 1. Obergeschoss, Bau einer Treppe. 1996 Umbau des 2. Dachgeschosses ohne Veränderung der historischen Struktur, Einbau von Dachflächenfenstern. 2004 Aufbau eines reversiblen Balkons auf eine bestehende Dachgaube, Dachgaube als Austritt auf den reversiblen Balkon. Das nach dem großen Stadtbrand von 1692 errichtete Haus ist mit seinem zeittypischen Fachwerkgefüge mit beschnitztem Eckständer, Vorkragungen, kielbogig gefasten Schwellen mit Klötzchenfriesen, den geschweiften Andreaskreuzen und Rautenmotiven in den Brüstungsfeldern eines der für die Calwer Altstadt charakteristischen barocken Bürgerhäuser in prominenter Lage an einer die Stadt in Nord-Süd-Richtung durchziehenden altstädtischen Hauptverkehrsader. Als reich ausgestaltetes, anschaulich überliefertes und charakteristisches Beispiel für die Wiederaufbauphase um 1700 besitzt es hohen architektur- und stadtbaugeschichtlichen Quellenwert. Geschützt nach § 2 DSchG |    |
| Weitere Bilder | Wohnhausgruppe                                                    | Altburger Straße 17 (Karte) |           | Gebäudegruppe, bestehend aus: zwei hintereinander gestaffelten giebelständigen Wohnhäusern mit Satteldächern in Hanglage, um 1730; zur Straße eingeschossiger konstruktiver Fachwerkbau über hohem massivem, verputztem Sockel, traufseitiger Eingang über Außentreppe erschlossen, Giebel über Balkenköpfen und kielbogig gefasten Schwellen vorkragend; rückwärts anschließend verputztes eingeschossiges Wohnhaus mit tonnengewölbtem Keller, dieser bezeichnet „MRP 1736“ Um 1730 erbaut; um 1870 modernisiert; 1989 Fachwerkfreilegung; 1994 Fenstererneuerung Die Gebäudegruppe fällt in der Reihe der stattlichen giebelständigen Fachwerkhäuser an der Altburger Straße durch ihre eher bescheidenen Dimensionen und die einfachere Gestaltung auf und weist sich damit als Wohn- und Arbeitsstätte von Handwerkern aus. Die einstige Ladeluke im Giebel verweist darauf, dass hier die Vorräte gelagert wurden, das massive Sockelgeschoss dürfte als Kleinviehstall und Lagerraum anzusprechen sein. Die Gebäude sind damit baulicher Beleg der vom Handwerk und der Nebenerwerbslandwirtschaft geprägten Geschichte Calws. Geschützt nach § 2 DSchG |    |
|                | Wohn- und Geschäftshaus                                           | Altburger Straße 19 (Karte) |           | Wohn- und Geschäftshaus, dreigeschossiger giebelständiger, teilweise verputzter Bau mit Satteldach in Hanglage, hohes massives Erdgeschoss, darüber Fachwerk, am Giebel über Balkenköpfen, Knaggen und kielbogig gefasten Schwellen vorkragend, an den Obergeschossen V-Formen in den Brüstungen, Giebel mit genasten Bügen und Rauten, Hauseingang traufseitig am 1. Obergeschoss, über seitliche Steintreppe erschlossen, am südlichen Eckständer Hauswappen mit gekreuzten Schlüsseln und den Initialen HG und SG, darunter Spruch SOLI DEO GLORIA (Gott allein die Ehre) und Jahreszahl, 1699 (i) 1951 Erweiterung des Ladengeschäfts; 2021 Sanierung und Balkonanbau Das kurz nach dem großen Stadtbrand von 1692 errichtete Haus ist mit seinem zeittypischen Fachwerkgefüge mit beschnitztem Eckständer, Vorkragungen, kielbogig gefasten Schwellen, den geschweiften Streben und V-Formen in den Brüstungsfeldern eines der für die Calwer Altstadt charakteristischen barocken Bürgerhäuser in prominenter Lage an einer die Stadt in Nord-Süd-Richtung durchziehenden altstädtischen Hauptverkehrsader. Als anschaulich überliefertes und charakteristisches Beispiel für die Wiederaufbauphase um 1700 besitzt es hohen architektur- und stadtbaugeschichtlichen Quellenwert. Mit seinen stattlichen Dimensionen und der verhältnismäßig aufwendigen Gestaltung belegt es die hohe Wirtschaftskraft Calwer Bürger am Ende des 17. Jahrhunderts, die ihnen den Bau großzügiger Wohn- und Arbeitsstätten nach den Verheerungen des Pfälzischen Erbfolgekrieges erlaubte. Geschützt nach § 2 DSchG | BW |
| Weitere Bilder | Wohnhaus                                                          | Altburger Straße 20, 22 (Karte) |           | Wohnhaus, zwei- bis viergeschossiger, teilweise verputzter Bau in Eck- und starker Hanglage, Satteldach mit zweigeschossigem, spitzgiebligem Zwerchhaus mit zwei rundbogigen Ladeluken, massives Kellergeschoss aus Bruchsteinmauerwerk, massives Hanggeschoss, darüber Fachwerk, allseitig über Balkenköpfen und Knaggen vorkragend, an der Südseite freiliegend, im Kern 17. Jahrhundert (wohl 1630-1680) Ehemaliges Brauereigebäude, in den Gewölbekellern ehemaliges Eislager der Brauerei. Ursprünglich fachwerksichtiger Bau mit profilierten Schwellen, diese bei späterer Überputzung abgeschlagen; ein Teil der Fensteröffnungen im 19. Jahrhundert vergrößert, dabei das Fachwerk teilweise konstruktiv verändert. 1911 in ein Wohnhaus umgebaut, zwei Schleppgauben an der Talseite. Nr. 22: 1997 Umbau, statische Sicherung, Innenisolierung, neue Treppe, Fenster. Nr. 20: 2002 Sanierung und Umbau, Sanierung Fassade und Dach, Keller trockengelegt, marode Veranden an der Rückseite saniert, Wohnungen modernisiert. 2021 Sanierung einer zweistöckigen Wohnung (ebenerdig zu Haggasse) Der stattliche Bau reicht im Kern in die Zeit vor der Zerstörung der Stadt im Pfälzischen Erbfolgekrieg zurück und gehört damit zum ältesten profanen Baubestand in Calw. Am Beginn der Oberen Vorstadt errichtet, markiert er noch heute die städtebaulich wichtige Situation im Vorfeld des Oberen Tors, wo die Haggasse in steil abfallenden Verlauf von der weiter nach Norden zum Schlossberg ziehenden Altburger Straße abzweigt. Das Gebäude weist aufgrund des Geländeabfalls an der Altburger Straße zwei Geschosse, an der Giebelseite drei Geschosse und an der Talseite noch ein zusätzliches Kellergeschoss auf. In seinen Gewölbekellern wurde einst das Eis für die Produktion von Bier gelagert. Die im frühen 20. Jahrhundert zu Wohnzwecken umgestaltete Brauerei ist damit nicht nur von Bedeutung für die Stadtbau- sondern auch für die Wirtschaftsgeschichte von Calw. Geschützt nach § 2 DSchG |    |
|                | Wohn- und Geschäftshaus                                           | Altburger Straße 21 (Karte) |           | Wohn- und Geschäftshaus, dreigeschossiger giebelständiger, teilweise verputzter Bau mit Satteldach in Hanglage, hohes massives Erdgeschoss mit korb- bzw. rundbogigen Eingängen, darüber Fachwerk, am 2. Obergeschoss und Giebel V-Formen bzw. Andreaskreuze in den Brüstungen, Giebel mit Drillingsfenster, spätes 17./frühes 18. Jahrhundert 1984 Abbruchantrag abgelehnt. 1986 Umbau und Instandsetzung, Einbau Ladengeschäft im Erdgeschoss, Fachwerkfreilegung; 2003 Umbau und Sanierung, Renovierung Fachwerkfassade; 2015 Restaurierungs- und Dämmarbeiten; 2016 Sanierung/Austausch des morschen Gebälks an der rechten Hauswand Der Bau bildet heute den Abschluss der altstädtischen Häuserzeile der westlichen Altburger Straße – nördlich stand einst das Obere oder Altburger Tor, durch das die Altburger Straße weiter durch die ehemalige Vorstadt zum Schlossberg zog. Das aus dem späten 17. oder frühen 18. Jh. stammende Gebäude bestimmt durch seine Breite und Größe den Straßenzug entscheidend mit, wenn auch das Fachwerk durch einen Verzicht auf Zierformen charakterisiert ist. Es vereinte verschiedene Funktionen unter einem Dach: das Erdgeschoss wurde dem Rundbogentor zufolge wirtschaftlich genutzt, darüber folgten Wohngeschosse und der Dachraum diente der Vorratshaltung. Damit ist es ein anschaulich überlieferter baulicher Beleg für die Wiederaufbauphase nach der Zerstörung Calws im Pfälzischen Erbfolgekrieg und belegt die Wohn- und Arbeitsverhältnisse in der Frühen Neuzeit. Geschützt nach § 2 DSchG | BW |
| Weitere Bilder | Wohnhaus mit Werkstatt                                            | Altburger Straße 25, 25/1 (Karte) |           | Wohnhaus, dreigeschossiger giebelständiger verputzter, aus zwei Baukörpern bestehender, in die Höhe gestaffelter Bau in Hanglage, Satteldächer, das vordere mit großem Zwerchhaus, massives Sockelgeschoss mit ebenerdigem tonnengewölbtem Keller, massives Erdgeschoss, darüber Fachwerk, am Obergeschoss über Balkenköpfen vorkragend (Vorkragung am Giebel später überputzt), Zwillingsfenster im Giebel, an der nördlichen Traufseite erschlossen, Innenstruktur größtenteils erhalten, um 1700; vorgelagert kleiner zweigeschossiger Bau mit Flachdach (moderne Blechabdeckung), Erdgeschoss aus Sandsteinquadermauerwerk, 1820 (i), verputztes Fachwerkobergeschoss als Zimmer für einen Metzgermeister aufgesetzt, 1893, Einbau einer Schlosserwerkstatt, 1917 2002 Umbau und Sanierung Die aus einem Wohnhaus und einem durch einen Weg getrennten, kleinen zweigeschossigen Bau an der Straße bestehende Gebäudegruppierung liegt außerhalb der alten Kernstadt in der oberen Vorstadt nördlich des ehemaligen Oberen Tores an der platzartige Straßenerweiterung, an der einst der Hagbrunnen stand. Das Hauptgebäude und das kleine, vorgelagerte Gebäude bildeten lange Zeit eine Funktionseinheit, und wurden ursprünglich als Küferwerkstatt mit dahinter liegendem Fasskeller im Haupthaus genutzt. Die Gebäudegruppe ist ein Beispiel für die Einheit von Wohnen und Arbeiten auf einem Grundstück im 18. und 19. Jahrhundert. Damit ist sie Zeugnis der Calwer Wirtschafts- wie auch der Stadtbaugeschichte der Oberen Vorstadt. Geschützt nach § 2 DSchG |    |
| Weitere Bilder | Wohn- und Geschäftshaus                                           | Altburger Straße 27 (Karte) |           | Wohn- und Geschäftshaus, ein- bis zweigeschossiger giebelständiger Bau in Hanglage mit Satteldach, massives verputzter Erdgeschoss (mit modernem Ladeneinbau), darüber Zierfachwerk mit V-Formen, geschweiften Andreaskreuzen, genasten Bügen und Rauten, am Giebel dreifach über Balkenköpfen vorkragend, an der südlichen Traufseite erschlossen, im rückwärtigen Teil zwei Keller, 18. Jahrhundert 1903 wurde an der Südseite ein Dachgaubenband aufgesetzt, 1908 und 1958 Erdgeschoss modernisiert. 2011 Umbau, Fassadensanierung mit teilweiser Fachwerkfreilegung, Dämmung, Einbau neuer Fenster, Lüftungsanlage, neu Dachdeckung, Rückbau Gaube, Einbau neuer Innentreppe. Das Gebäude bildet den Auftakt einer Reihe von giebelständigen Fachwerkhäusern an der Ostseite der Altburger Straße in der ehemaligen Oberen Vorstadt. Der nach Ausweis der Vorkragungen und der Zierformen des Fachwerkgiebels im 18. Jahrhundert entstandene Bau ist ein charakteristisches Handwerkerhaus, in dem Gewerbebereich im Erdgeschoss und Lagerraum im Dachgeschoss mit dem Wohnen im 1. Obergeschoss vereinigt sind. Als barockes Handwerkerhaus mit späterem Ladeneinbau ist das Gebäude wichtiges Zeugnis der Calwer Wirtschafts-, Sozial- und Stadtbaugeschichte. Geschützt nach § 2 DSchG |    |
| Weitere Bilder | Wohnhaus                                                          | Altburger Straße 28 (Karte) |           | Wohnhaus, drei- bis viergeschossiger giebelständiger Bau in starker Hanglage, Satteldach mit zweigeschossigem spitzgiebligem Zwerchhaus mit zwei übereinander liegenden rundbogigen Ladeluken, Keller- und Teile des Erdgeschosses massiv und verputzt, darüber Fachwerk, über Balkenköpfen, Knaggen und kielbogig gefasten profilierten Schwellen vorkragend, Zierformen in den Fensterbrüstungen und Giebelfeldern, an der Südwestecke Fenstererker am 2. Obergeschoss, in der Südostecke rundbogiger Abgang zum tonnengewölbten, mit Sandsteinplatten ausgelegten Keller, historische Innenstruktur größtenteils erhalten, vertäfelte Stube mit Stuckleistendecke im Obergeschoss, am Türsturz bezeichnet, 1620 (i) und 1715 (i); an der talseitigen Giebelfassade Anbau mit Satteldach, vor 1835 Keller wohl von 1620, Gebäude nach Stadtbrand von 1692 neu aufgeführt 1715, Anbau vor 1835, 1967 Baumaßnahmen, 1991 Ausbau Dachgeschoss, 1996 Modernisierung, Erneuerung Sanitär-, Elektro- und Heizungsanlagen, Dämmung, Renovierung der Wohnungen (Decken, Wände, Böden, Fliesen), 2003 Umbau und Sanierung. Das stattliche Fachwerkhaus ist gegenüber den beiden Nachbarhäusern Nr. 26 und 24 weit in die Straße vorgerückt und bildet aufgrund seiner Lage und Höhe einen städtebaulichen Bezugspunkt von vielen Seiten her. Dies wird noch unterstrichen durch das zweigeschossige Zwerchhaus an der Südseite mit zwei übereinander liegenden rundbogigen Ladeluken. Das 1715 anstelle eines wohl 1692 im Pfälzischen Erbfolgekrieg abgebrannten Vorgängers errichtete Gebäude wurde lange Zeit gewerblich als Spinnerei und Zwirnerei sowie für Wohnzwecke genutzt. Als besonders reich ausgestaltetes, anschaulich überliefertes und charakteristisches Beispiel für die Wiederaufbauphase um 1700 belegt es einen gehobenen Gestaltungsanspruch des Erbauers und besitzt hohen architektur- und stadtbaugeschichtlichen Quellenwerk. Geschützt nach § 2 DSchG |    |
| Weitere Bilder | Wohnhaus                                                          | Altburger Straße 29 (Karte) |           | Wohnhaus, zweigeschossiger giebelständiger verputzter Bau mit Satteldach, massives Erdgeschoss, darüber Fachwerk, Giebel zweifach vorkragend, zwei tonnengewölbte Keller, 18. Jahrhundert 1971 Modernisierung, Außentreppe nach innen verlegt, ein Ladenfenster entfernt. Das Gebäude ist Bestandteil der Reihe von giebelständigen Fachwerkhäusern an der Ostseite der Altburger Straße in der ehemaligen Oberen Vorstadt. Im Haus wurde ein gerader Türsturz mit der Jahreszahl 1772 und den Initialen “MGW” und “ACW” gefunden, der auf Neu- oder Umbaumaßnahmen hindeutet. Als barockes Handwerkerhaus ist das Gebäude wichtiges Zeugnis der Calwer Wirtschafts-, Sozial- und Stadtbaugeschichte. Geschützt nach § 2 DSchG |    |
|                | Wohnhaus                                                          | Altburger Straße 30 (Karte) |           | Wohnhaus, zweigeschossiger giebelständiger verputzter Bau mit Satteldach, massiver Kellersockel, darüber Fachwerk, Erdgeschoss an der Südseite über drei Holzstützen weit vorkragend, großer tonnengewölbter Keller, um 1700 Spätes 19. Jahrhundert (wohl 1897) Umbau von Fassade und Dach, Hauseingang nach innen verlegt. 1990 Ausbau Dachgeschoss zu Wohnzwecken. 2006 Sanierung des seit Jahren leerstehenden Gebäudes (durch Fäulnis und Eingriffe in die Konstruktion war eine deutliche Neigung der Südostecke und eine Durchbiegung eines Unterzugs über dem Erdgeschoss entstanden, Süd- und Ostwand sowie Kellergewölbe stark geschädigt), Abriss und Wiederaufbau des Dachstuhls sowie der Süd- und Ostwand, Inneninstandsetzung, rückwärtiger Balkonanbau, Betonplatte über Kellergewölbe eingezogen. Das Gebäude ist Bestandteil eines Gebäudeensembles an der Westseite der Altburger Straße, der zentralen Achse der ehemaligen Oberen Vorstadt. Bemerkenswert ist die durch drei Holzstützen abgefangene, starke Vorkragung an der südlichen Traufseite, unter der sich der Kellerabgang zu dem großen tonnengewölbten Keller, der lange Zeit als kommerziell genutzter Weinkeller diente, befindet. Der um 1900 umgestaltete Bau aus der Wiederaufbauphase nach der Zerstörung der Stadt im Pfälzischen Erbfolgekrieg 1692 ist ein anschauliches Beispiel der Bau- und Stadt- und Wirtschaftsgeschichte von Calw. Geschützt nach § 2 DSchG | BW |
|                | Wohnhaus mit rückwärtigem Werkstattgebäude                        | Altburger Straße 31 (Karte) |           | Wohnhaus, zweigeschossiger giebelständiger Bau mit Satteldach, Erdgeschoss aus Sandsteinquadermauerwerk, darüber verputztes Fachwerk, am Giebel zweifach vorkragend, Gewölbekeller, 2. Hälfte 18. Jahrhundert; rückwärtig Werkstattgebäude, kleiner eingeschossiger, verputzter Bau mit Satteldach, ausgemauertes Fachwerk über Sandsteinsockel, frühes 19. Jahrhundert (vor 1835) Um 1900 Umgestaltung der Fassade (u.a. Fensterrahmung), 1955 Einbau eines Gärtnereiladens im Erdgeschoss, 1993 behördliche Anordnung zu Sicherungsmaßnahmen am an der Rückseite des Hauptgebäudes angebauten Fachwerkhäuschens. 2002 Anbau an bestehendes Wohnhaus (Umbau von Ein- zu Zweifamilienwohnhaus), Sanierung und statische Ertüchtigung des Gebäudes, Umbau des Ladengeschäfts im Erdgeschoss, Austausch Schaufenster und Ladentür, Einbau Heizung, Sanitär- und Elektroinstallationen. Das giebelständige, verputzte, zweigeschossige Fachwerkhaus ist Teil einer Reihe von Fachwerkhäusern an der Ostseite der Altburger Straße in der ehemaligen oberen Vorstadt. Zu dem Haus gehört ein wohl als Werkstattgebäude errichtetes Fachwerkhäuschen auf der Rückseite, das nach Ausweis der Flurkarte der württembergischen Erstvermessung 1835 schon Bestand hatte. Die Gebäudegruppe ist ein Beispiel dafür, dass das im 18. Jahrhundert im Haus betriebene Gewerbe im frühen 19. Jahrhundert in einen gesonderten Bau verlegt wurde. Damit ist sie Zeugnis der Calwer Wirtschafts- wie auch der Stadtbaugeschichte der Oberen Vorstadt. Geschützt nach § 2 DSchG | BW |
|                | Wohnhaus                                                          | Altburger Straße 34 (Karte) |           | Wohnhaus, dreigeschossiger giebelständiger verputzter Bau mit Satteldach, massives Erdgeschoss, darüber Fachwerk, an 1. Obergeschoss und Giebel vorkragend, 18. Jahrhundert Um 1900 Umbau Erdgeschoss, 1992 Sanierung des stark geschädigten Gebäudes, dabei weitgreifende Auswechslungen an der Bausubstanz notwendig Das ist Bestandteil eines Gebäudeensembles an der Westseite der Altburger Straße, der zentralen Achse der ehemaligen Oberen Vorstadt. Das im Vergleich zu den Nachbarhäusern sehr schmale und hohe Haus ist ins 18. Jahrhundert zu datieren. Als barockes Handwerkerhaus ist das Gebäude wichtiges Zeugnis der Calwer Wirtschafts-, Sozial- und Stadtbaugeschichte und belegt wie seine Nachbarn, dass die Obere Vorstadt im 18. Jahrhundert ein von Handwerkern bevorzugtes Wohnquartier war. Geschützt nach § 2 DSchG | BW |
|                | Wohnhaus                                                          | Altburger Straße 36 (Karte) |           | Wohnhaus, zweigeschossiger giebelständiger verputzter Bau, Satteldach mit spitzgiebligem Zwerchhaus an der nördlichen Traufseite, massives Erdgeschoss, darüber Fachwerk, straßenseitig am Obergeschoss vorkragend, 18. Jahrhundert 19. Jahrhundert talseitiges Drittel des Daches an der Nordseite angehoben, 1904 Einbau von zwei Fenstern im Giebel und Zwerchhaus nach Plänen des Werkmeisters Hohnecker. Das Gebäude ist Bestandteil eines Gebäudeensembles an der Westseite der Altburger Straße, der zentralen Achse der ehemaligen Oberen Vorstadt. Der im 19. Jahrhundert umgestaltete Bau belegt Wohnen und Wirtschaften in der bevorzugt von Handwerkern bewohnten Oberen Vorstadt. Geschützt nach § 2 DSchG | BW |
|                | Stützmauer                                                        | Altburger Straße / Schlossberg (Karte) |           | Stützmauer, über einem Sandsteinquadersockel durch Lisenen unterteilte Mauer aus Zyklopenmauerwerk, akzentuiert durch risalitartig vorspringende Mauerteile in Form von auf eine Sandsteinquaderwand aufgeblendeten Torformen, die jeweils drei Mauerteile unterbrechen. Oberes Ende, an dem die Mauer zurückspringt und an ältere Stützmauern (Schlossbefestigung) anschließt, durch einen von einer Pyramide bekrönten Mauerpfeiler in Streifenrustika betont. An den Pfeilern die Wappen von Calw und Württemberg. Am Beginn der Mauer Konsolplatte mit Baujahr und Erbauer, 1902 (i) 1902 wurde die Altburger Straße – durch gewaltige Stützmauern abgesichert – in ihrem oberen Teil um den Schlossberg herumgeführt und der Verkehr musste sich nicht mehr auf einer steilen engen Straße durch die Vorstadt zwängen. Die Anlage der Straße steht in Zusammenhang mit der zunehmenden Erschließung der westlich über der Stadt am Hang verlaufenden Panoramastraße (der heutigen Schillerstraße), an der in den ersten drei Jahrzehnten des 20. Jahrhunderts repräsentative Villen und Einfamilienhäuser entstanden. Damit ist die Stützmauer Dokument sowohl der jüngeren Stadtbaugeschichte als auch des Verkehrswesens. Geschützt nach § 2 DSchG | BW |
| Weitere Bilder | Wohnhaus                                                          | Am Schießberg 4 (Karte) |           | Wohnhaus, breitgelagerter dreigeschossiger giebelständiger verputzter Bau, Krüppelwalmdach mit mittigem dreiachsigem Zwerchhaus (seitlich Schleppgauben der 1930er Jahre), massives Erdgeschoss mit Eckquaderung, darüber Fachwerk, rundbogige Haus- und Kellereingänge, an Erd- und 1. Obergeschoss sowie am Zwerchhaus Fensterverdachungen mit Dreiecksgiebeln, großer tonnengewölbter Keller, am Keilstein des Eingangs bezeichnet, 1812 (i) Rückwärtige Anbauten um 1900 und 1930; Dachausbau um 1930; 1990/91 Sanierung und Umbau, Fenstererneuerung, Reparaturarbeiten im Treppenhaus, Veränderung der Geschossgrundrisse, Erneuerung der rückseitigen Anbauten; 1997 Umbau des Gewölbekellers zum Fitnessstudio; 2004/05 Sanierung Putz an den beiden Fassaden der Giebelseiten, Neuanstrich; 2011 Sanierung der rückseitigen Hausfassade Der stattliche Bau wurde 1812 außerhalb der mittelalterlichen Stadtmauer an der ansteigenden Straße errichtet und zeigt mit seiner traufständigen Stellung, den Dreiecksgiebeln bzw. den geraden Verdachungen über den Fenstern, dem profilierten Stockwerks- und Traufgesims sowie dem großen Zwerchhaus eine für den Klassizismus des frühen 19. Jahrhunderts charakteristische Formensprache. Das außerhalb der Stadtmauern hinter dem ehemaligen Pulverturm errichtete Gebäude ist das älteste noch erhaltene an der stark ansteigenden Straße. Es hat Bedeutung für die jüngere Stadtbaugeschichte Calws, die von der Ausdehnung über die Grenzen der mittelalterlichen Stadtbefestigung hinaus geprägt ist. Geschützt nach § 2 DSchG |    |
| Weitere Bilder | Turnhalle, heute Gaststätte                                       | Auf dem Brühl 1 (Karte) |           | Brühlturnhalle, Fachwerkbau mit Ziegelausmauerung über niedrigem massivem Sockel, dreischiffiger Hallenbau mit basilikalem Querschnitt und mit flach geneigten, weit überstehenden Sattelbzw. Pultdächern, im Norden zur Halle offener Vorbau, Zwerchhausaufbauten, an der Nordostecke Steigturm mit verbretterten Obergeschossen und Zeltdach, im Erdgeschoss große spitzgiebelige Fenster, an Zwerchhaus und Obergaden kleinere, zu Zwillingsöffnungen gruppierte Fenster, im Inneren sichtige Dachkonstruktion, Haupt- und Nebenschiffe durch Holzstützen abgeteilt, nach Plänen des Stadtbaumeisters Werner Auf dem Brühl für die Stadt Calw errichtet, 1869 1907 nordwestlicher Anbau einer öffentlichen Toilette; 1933 Veränderung Dach, Einbau von Holzbalkendecken und Sandsteinplattenbodens; vollflächige Putzfassung und Vertäfelung im Inneren; 1941 kleiner Anbau an der Südseite zur Schaffung einer Bühne; 1969 nördlicher Vorbau durch Sanitäranbau ersetzt; 1984 Erneuerung Dachhaut und Aufdopplung Hallenboden, 2001 restauratorische Untersuchung; 2014/15 Umbau zur Brauhaus-Gastronomie mit Gastraum in der Halle, Anbau eines kleinen Funktionsraums mit Küche und Lager in Richtung Bischofstraße, einige Fenster zur Nagold zu Türen verändert, Innendämmung, Einbauten für den Turnbetrieb entfernt Das markante Turnhallengebäude an der Auffahrt zur unteren Brücke folgt dem Typus der älteren württembergischen Normalturnhalle, die ein Holzfachwerkbau mit basilikalem Querschnitt beinhaltet. Die Calwer Turnhalle ist ein seltenes Beispiel eines erhaltenen Turnhallenbaus aus der Zeit um 1870 und damit Zeugnis der Architekturgeschichte. Mit ihren verschiedenen Nutzungen dokumentiert sie auch verschiedene Aspekte der Calwer Stadtgeschichte. So diente sie nicht nur lange Jahre als Turnhalle des Calwer Turnvereins, der sich 1869 auch zu einem Drittel an den Baukosten beteiligt hatte, 1941 wurde mit dem Bühnenanbau und der Einrichtung von Umkleideräumen auch eine Nutzung als Kino-Vorführsaal und für Theateraufführungen ermöglicht. Erst in den 1960er Jahren wurde diese Nutzung wieder aufgegeben und der Bühnenbereich zurückgebaut. Anlage 1 zur Vorlage Nr. 2022/0100 (Seite 72) Geschützt nach § 2 DSchG |    |
| Weitere Bilder | Wohn- und Geschäftshaus                                           | Badstraße 2 (Karte) |           | Wohn- und Geschäftshaus, dreigeschossiger giebelständiger verputzter Bau mit Satteldach in Hanglage, massives (modern verändertes) Erdgeschoss, darüber Fachwerk, 2. Obergeschoss stark vorkragend, über der Schaufensterfront Holzbalken mit Inschrift “CHW 1693 AMK” und dem Handwerkszeichen der Gerber, vor 1640 (a), 1693 (i) 1920 Reparaturen im Dachstuhl; 2001 Abbruchantrag, abgelehnt, Haus mit finanzieller Unterstützung der Stadt erhalten und umgebaut, Haus komplett entkernt, Fachwerkgerüst hydraulisch angehoben und auf eine Ebene mit dem benachbarten Gasthaus Rössle gebracht, dabei Mezzaningeschoss um rund 1,4 m erhöht, Sanierung von Mauerwerk und Fachwerk Das auch sog. Haus Mitschele gehört zu den ältesten der Stadt. Es stand wohl schon war dem Stadtbrand des Jahres 1634 und wird 1640 erstmals mit seinem Besitzer Niclas Zahn urkundlich erwähnt. Das Haus besaß ursprünglich ein niedriges Zwischengeschoss über dem hohen Erdgeschoss, dass den hier wohnenden und arbeitenden Handwerkern als Lagerraum diente. Um das Haus für eine zeitgemäße Nutzung – als Teil der Gasträume des benachbarten Rössles – zu erhalten, wurde dieses Mezzaningeschoss bei der Sanierung des Jahres 2002 auf eine nutzbare Raumhöhe gebracht. Als eines der ältesten erhaltenen Wohnhäuser der Stadt und seiner in den Archivalien bekundeten jahrhundertelangen Nutzung als Handwerkerhaus, in dem u.a. Gerber, Tuchmacher, Bäcker und Schlosser lebten, ist das Gebäude wichtiger Beleg der Wirtschafts- und Stadtbaugeschichte von Calw. Geschützt nach § 2 DSchG |    |
| Weitere Bilder | Wohn- und Geschäftshaus mit rückwärtigem Kellerbau                | Badstraße 4, 4/1 (Karte) |           | Wohn- und Geschäftshaus (Nr. 4), dreigeschossiger giebelständiger verputzter Bau in Hanglage, Satteldach mit spitzgiebligem Zwerchhaus nach Norden, massives (modern verändertes) Erdgeschoss, darüber Fachwerk, an 2. Oberund Giebelgeschossen vorkragend, Wohngeschoss traufseitig über Außentreppe erschlossen, im Inneren kleiner tonnengewölbter Keller, Türen aus der Zeit um 1700 und dem frühen 19. Jahrhundert, um 1700; rückwärtig angebauter dreigeschossiger Fachwerkbau (Nr. 4/1) mit Satteldach, großer ebenerdiger Gewölbekeller mit Rundbogentor, Wohngeschosse über Außentreppe erschlossen, am Sturz des Kellertors bezeichnet „HJN 1777“ Nr. 4: 1910 Ladeneinbau; 1969 Dachgaube; 1997 Sanierung und Umbau, Instandsetzung des Dachstuhls, Fenstererneuerung, Zwischenwände in Leichtbauweise; 2000 Umnutzung des Elektroladens in ein Einzelhandelsgeschäft für Frischfisch und Imbiss-Straßenverkauf; 2002: Umbau des bestehenden Ladens zu einer Gaststätte und Einbau von Gästetoiletten; Nr. 4/1: 2001 Sanierung mit Baderneuerung, Heizungsanlage, Elektroinstallationen; 2003 Sanierung der Fassade; 2013 Reparatur Dachvorsprung Das wohl nach der Zerstörung Calws 1692 neu aufgebaute Gebäude gehört zu den stattlichsten an der Badstraße, was auf einen gewissen Wohlstand der Bauherren schließen lässt. Es belegt die hohe Wirtschaftskraft etlicher Calwer Bürger am Ende des 17. Jahrhunderts, die ihnen den Bau großzügiger Wohnund Arbeitsstätten nach den Verheerungen des Pfälzischen Erbfolgekrieges erlaubte. Als anschaulich überliefertes und charakteristisches Beispiel für die Wiederaufbauphase um 1700 besitzt das Haus stadtbaugeschichtlichen Quellenwert. Geschützt nach § 2 DSchG |    |
| Weitere Bilder | Gerberei                                                          | Badstraße 7, 7/1 (Karte) |           | Gerberei Balz, bestehend aus: Wohnhaus (Nr. 7), dreigeschossiger traufständiger, weitgehend verputzter Bau mit Satteldach, Erdgeschoss aus Sandsteinquadern, segmentbogiger Hofeingang, aus zwei zuvor selbständigen Häusern zusammengeführt durch Weißgerber Wilhelm Balz aus Durlach, 1878, Fassade verputzt 1899; rückwärtiges Gerbereigebäude (Nr. 7/1), dreigeschossiger verputzter Bau, Walmdach mit großen Gauben, massives Erdgeschoss mit Eckquaderung, darüber verputztes Fachwerk, im Erdgeschoss Gerbraum, im 1. Obergeschoss Fellstube, Zuricht- und Messraum, darüber Wohngeschoss (heute Ausstellung), im Dach Lagerräume und Trockenboden, im 3. Geschoss durch einen Übergang mit dem Wohnhaus verbunden, 1799 (a); Inneneinrichtung und Maschinenpark aus der Zeit um 1900 Nachdem der Gerbereibetrieb 1986 eingestellt worden war, kam die ehemalige Gerberei Balz in den Besitz der Stadt Calw. 1998 gründete sich der Bürgerverein Alte Gerberei e.V. Nach der Sanierung der Gebäude und der Umgestaltung zum Museum werden seit 2011 die Trockenverarbeitung der Felle und Häute sowie deren Vermessung, die unterschiedlichen Methoden des Gerbens, die entsprechenden Endprodukte sowie die Felltrocknung und der Wolltransport gezeigt. Im ehemaligen Wohngeschoss des Rückgebäudes gibt eine Dokumentation Auskunft über die Gerbereitradition in Calw. Die Gebäude dokumentieren zusammen mit der noch funktionsbereiten Ausstattung der Zeit um 1900 den Betrieb einer Gerberei, wie sie seit dem ausgehenden 19. Jahrhundert in den württembergischen Stätten üblich war. Der Bestand der ehemaligen Gerberei Balz, die ihren Betrieb 1986 einstellte, ist in seiner Geschlossenheit ein seltenes Beispiel für diese Art der handwerklichen Betriebe. Das seit dem Kauf durch den Weißgerber Wilhelm Balz als Durlach im Jahr 1878 in Familienbesitz befindliche Anwesen stellt den letzten der ehemals für diesen Stadtteil Calws charakteristischen Gerbereien dar. Insbesondere die gewachsene Einheit von Bau und Produktionsstätte dokumentiert die Wirtschafts- und Sozialgeschichte Calws sowie die die Technikgeschichte allgemein. Als letzte Gerberei der Stadt Calw ist sie von hohem Seltenheitswert. Geschützt nach § 12 DSchG |    |
| Weitere Bilder | Wohn- und Geschäftshaus                                           | Badstraße 8 (Karte) |           | Wohn- und Geschäftshaus, dreigeschossiger giebelständiger, teilweise verputzter Bau in Hanglage, Satteldach mit Schleppgaube nach Süden, massives (modern erneuertes) Erdgeschoss, darüber Fachwerk, V-Formen in den Brüstungsfeldern, im Giebel gebogene Streben, für den Zeugmacher Hans Michel Ratgeb neu errichtet nach dem Stadtbrand von 1692 1710 als Gasthaus Zum Stern genannt, später als Drei Kronen; 1957 Dach an der Südseite ausgebaut; 1964 Instandsetzung Giebelfassade, Fachwerkfreilegung, Umbau Laden im Erdgeschoss; 1994 Umbau, Anbau Heizraum; 1995 Einbau einer Pizzeria in bisherigem Laden und Gewölbekeller; 1998 Einbau einer Eisdiele im Erdgeschoss Bei dem Gebäude handelt es sich um eines der für die westliche Badstraße charakteristischen giebelständigen Bürger- und Handwerkerhäuser, die aus der Zeit des Wiederaufbaus nach den Zerstörungen des Pfälzischen Erbfolgekrieges stammen. Es ist archivalisch überliefert, dass der Zeugmacher Hans Michel Ratgeb es nach dem Stadtbrand von 1692 neu errichten ließ. Das ehemalige Handwerkerhaus ist damit nicht nur von Bedeutung für die Calwer Stadtbaugeschichte um 1700, es gibt auch Hinweise auf die Sozialtopographie und Wirtschaftsgeschichte der Stadt, ließen sich an der Badstraße doch bevorzugt Handwerker nieder. Geschützt nach § 2 DSchG |    |
|                | Wohn- und Geschäftshaus                                           | Badstraße 12 (Karte) |           | Wohn- und Geschäftshaus, dreigeschossiger giebelständiger verputzter Bau mit Satteldach, massives (modern verändertes) Erdgeschoss, darüber Fachwerk, an Obergeschossen und Giebel vorkragend, im Inneren kleiner tonnengewölbter Keller, neu errichtet nach dem Stadtbrand von 1692 1989 Umbau Lebensmittelgeschäft; 2005 Renovierung der Wohnung im Obergeschoss, Oberflächenerneuerung, Badvergrößerung, Einbau Dachfenster, Elektro- und Gasinstallationen Bei dem Gebäude handelt es sich um eines der für die westliche Badstraße charakteristischen giebelständigen Bürger- und Handwerkerhäuser, die aus der Zeit des Wiederaufbaus nach den Zerstörungen des Pfälzischen Erbfolgekrieges stammen. Es ist archivalisch überliefert, dass in diesem Haus immer wieder Handwerker – darunter Schuhmacher und Hafner – lebten und arbeiteten. Damit ist das ehemalige Handwerkerhaus nicht nur von Bedeutung für die Calwer Stadtbaugeschichte um 1700, es gibt auch Hinweise auf die Sozialtopographie und Wirtschaftsgeschichte der Stadt. Geschützt nach § 2 DSchG | BW |
|                | Gerberhaus                                                        | Badstraße 18 (Karte) |           | Gerberhaus, dreigeschossiger giebelständiger, teilweise verputzter Bau mit Satteldach, massives Erdgeschoss, darüber Fachwerk, 2. Obergeschoss und Giebel über Balkenköpfen vorkragend, im 2. und 3. Giebelgeschoss gebogene Streben und segmentbogige Fenster, für den Gerber Hans Jerg Mayer errichtet, 1705 Ab dem frühen 19. Jahrhundert Metzgerei; 1872 Konzession für Gastwirtschaft Rebstock erteilt; 1906 Fassadenveränderung; 1985 Sanierung und Fachwerkfreilegung; 2012 Entwässerung und Belüftung des Gewölbekellers, Reparatur Gewölbe Der stattliche Bau mit dem mächtigen dreigeschossigen Dachstuhl setzt am südlichen Ende der Äußeren Vorstadt links der Nagold einen markanten städtebaulichen Bezugspunkt. Er wurde nach den Zerstörungen im Pfälzischen Erbfolgekrieg 1705 für den Gerber Hans Jerg Mayer errichtet, wobei die großzügigen Dimensionen auf einen relativen Wohlstand des Erbauers hinweisen. Das Anwesen ist eines der letzten Zeugnisse dieses für Calw einst so wichtigen Handwerks. Gerber siedelten sich wegen des hohen Wasserbedarfs und der Geruchsbelästigung südlich vor der Stadtmauer an der Nagold an. Damit ist das Gerberhaus Dokument der Calwer Wirtschafts- wie auch der Stadtbaugeschichte. Geschützt nach § 2 DSchG | BW |
|                | Schule, ehemalige gewerbliche und kaufmännische Berufsschule      | Badstraße 19 (Karte) |           | Gewerbliche und kaufmännische Berufsschule, verputzter Massivbau auf L-förmigem Grundriss, Satteldächer mit Schleppgaubenbändern und einzelnen Schleppgauben, dreigeschossiger, giebelständiger Hauptbau, rückwärtig anschließender zweigeschossiger, der Biegung der Nagold folgender Anbau, an der Nordwestecke des Hauptbaus niedriger, zweigeschossiger Torbau mit Rundbogenöffnung und Hausmeisterloge, Sgraffitos und Fresken an den Fassaden, nach Plänen des Stadtbaumeisters Haas errichtet, 1950 1990 Sanierung des Schulgebäudes, Erneuerung der Dachdeckung, Einbau von Dachgauben im Giebelzimmer, Fenstererneuerung, Innenrenovierung, u.a. neue Deckenverkleidungen und PVC-Böden, Erneuerung der Türen, Malerarbeiten an den Innenräumen Mit der gewerblichen und kaufmännischen Berufsschule in Calw löste der Architekt die Aufgabe „Schule in einer Kleinstadt im Schwarzwald“, indem er gegeneinander abgesetzte Baukörper so gruppierte, dass sie sensibel auf die topografische Lage am Rand der historischen Stadt des 18. Jahrhunderts und an einer Flussbiegung reagieren. Die Gestaltung der Gebäude ist der Architekturauffassung der sog. Stuttgarter Schule als Vertreterin einer konservativen Moderne verbunden. Wenn die Formensprache auch der traditionell eingestellten Baurichtung der 1950er-Jahre folgt, so geschieht dies doch unter Anwendung moderner Techniken und Detailgestaltungen. Bemerkenswert ist die künstlerische Ausschmückung mit Sgraffitos des Malers Kurt Weinhold und die von dem Holzbildhauer Fritz Roller geschnitzte Tür des Haupteingangs. Das Gebäude ist Dokument der Geschichte des Schulbaus der 1950er Jahre in einer Kleinstadt im Nordschwarzwald und belegt zudem die städtebauliche Expansion von Calw in der Zeit nach dem Zweiten Weltkrieg. Geschützt nach § 2 DSchG | BW |
|                | Mädchenschule (heute Grund- und Werkrealschule)                   | Badstraße 26 (Karte) |           | Mädchenschule, dreigeschossiger traufständiger Massivbau aus Buntsandsteinquadern mit Satteldach, rustiziertes Erdgeschoss, an den Obergeschossen reich gegliederte Fassade im Stil der Neurenaissance, schmiedeeiserne Anker, straßenseitig dreiachsiger Mittelrisalit mit Zwerchgiebel, in diesem bezeichnet mit 1893 und Stadtwappen, rückseitig Treppenhausrisalit, nach Plänen des Regierungsbaumeisters Schüle errichtet, 1892/93 1934 Dach nördlich des Mittelrisalits ausgebaut. Ehemalige Lehrerwohnung im Dachgeschoss in den 1950er Jahren für den Hausmeister umgebaut. 1985 offener Parkunterstand an der Rückseite; 1999 Einbau Toiletten; 2017 Brandschutzmaßnahmen, zwei Fluchttreppentürme in Stahlbauweise, Brandmeldeanlage, Einbau von Rauchschutzelementen, Wanddurchbrüche für Rettungswege; 2018 Dachsanierung Nachdem für die Erweiterung der Stadtkirche die benachbarte Mädchenschule 1886 geräumt und abgebrochen werden musste, entschloss sich die Stadt zum Bau eines neuen Schulhauses nach Plänen des Regierungsbaumeisters Schüle. Der Neubau entstand 1892/93 auf dem Vorgelände des städtischen Steinbruchs und aus dem dort gebrochenen Steinmaterial. Die Calwer Mädchenschule ist einer der für die 1880er und 1890er Jahre charakteristischen axialsymmetrisch gestalteten Bauten, die auf ihre bauliche Umgebung meist keinen Bezug nahmen und auf eine besonders repräsentative Wirkung abzielten. Das mächtige Schulhaus ist ein für die Entstehungszeit typischer späthistoristische Bau in Formen der Neurenaissance. In der reichen Fassadengestaltung drückt sich der Bedeutungsgehalt aus, der von Bürgertum und Stadtgemeinde Schulen als Bildungsorten zugemessen wurden. Es ist nicht nur ein anschauliches Zeugnis für die repräsentative bürgerliche Bauaufgabe Schulhaus im späten 19. Jahrhundert, sondern auch wichtiges Zeugnis der Calwer Bildungs- und Sozialgeschichte. Geschützt nach § 2 DSchG | BW |
|                | Wohn- und Geschäftshaus, ehemalige Brauerei mit Felsenkellern     | Badstraße 40 (Karte) |           | Brauerei, zweigeschossiger traufständiger Sandsteinquaderbau mit Satteldach, sehr hohes Erdgeschoss mit drei Rundbogeneinfahrten, über einem Gurtgesims Obergeschoss mit gruppierten Rundbogenfenstern, an der nördlichen Giebelseite Hauseingang mit Putzrustika und Ziergiebel, daneben kleiner tonnengewölbter Keller, zwei große tonnengewölbte Felsenkeller hinter dem Haus, 1846/47 1847 als Bierbrauerei des Gottfried Friedrich Bühler bei der Brandversicherung gemeldet; 1856 Einrichtung einer Zündholzfabrik durch Christian Bozenhardt und August Schnaufer; ab 1886 Umbau zu Brauerei Baumann; 2003 Außen- und Innensanierung, Einbau von vier abgeschlossenen Wohneinheiten und einer Gaststätte, 2020 Erneuerung des Dachaufbaus, 2021 energetische Dachsanierung, Fensterertüchtigung 1846/47 ließ der Bierbrauer Bühler am Hang westlich der Nagold, südlich der Kernstadt eine neue Brauerei mit großen, in den Fels gebauten Bierkellern errichten. In solchen ganz oder teilweise unter der Erde liegenden Kellern wurde das im Winter gebrochene Natureis gelagert, das während der wärmeren Jahreszeit zum Brauen und Lagern des Biers benötigt wurde. Mit der Einführung der Kältemaschinen am Ende des 19. Jahrhunderts verloren die Eiskeller allmählich ihre Bedeutung und sind heute bis auf wenige Beispiele verschwunden. Die Brauerei ist mit ihren Kellern ein anschaulich überliefertes Beispiel Calwer Wirtschaftsgeschichte. Zudem belegt er das Ausgreifen der Stadt nach Süden ins Nagoldtal und ist damit von Bedeutung für die jüngere Stadtbaugeschichte des 19. Jahrhunderts. Geschützt nach § 2 DSchG | BW |
|                | Wohn- und Geschäftshaus, ehemalige Brauerei mit Felsenkellern     | Badstraße 42, 46 (Karte) |           | Bierbrauerei G. Michael, später Julius Dreiss, mit Felsenkellern, wohl nach Plänen des Werkmeisters Werner errichtet, 1870-1874, bestehend aus: Brauerei (Nr. 42), dreigeschossiger traufständiger Bau, flaches Satteldach, hohes massives Sockel- und Erdgeschoss aus Sandsteinquadern, darüber zwei mit Ziegelmauerwerk ausgemauerte Fachwerkgeschosse, zwei Seitenrisalite mit flachen Satteldächern und Balkonen, an der großen Rundbogeneinfahrt zu den drei Felsenkellern (Eiskellern) hinter dem Gebäude bezeichnet, 1870 (i) 1911 zu Wohnzwecken umgebaut und Kniestock in der Mitte zu einem Vollgeschoss ausgebaut, 2002 Sanierung Dach und Wände (Ausbesserung des durch Schädlinge teilweise zerstörten Fachwerks), Entfernen der westlichen Verandavorbauten und Anbau von Austritten in Stahlbauweise, Umbau von zwei Wohnung zu (Einzimmer-)Appartements, Zentral-Heizung, Sanierung Gewölbekeller Wirtschaftsgebäude (Nr. 46), dreigeschossiger traufständiger Bau, flaches Walmdach, hohes massives Erdgeschoss aus Sandsteinquadern mit Rundbogenöffnungen, darüber zwei mit Ziegelmauerwerk ausgemauerte Fachwerkgeschosse, breiter Mittelrisalit mit Satteldach, im Erdgeschoss Pferdestall und Remise, im 2. Obergeschoss großer Wirtshaussaal (Saalbau Weiß), 1874 (i)2012 Sanierung, Einbau zweier Wohnungen im 1. und 2. Oberund Dachgeschoss, Sanierung und Anstrich der Außenfassaden, Dämmung und Neudeckung Dach, Einbau neuer Kreuzstockfenster, Innendämmung der Außenwände, teilweise Freilegung der inneren Fachwerkkonstruktion, Aufarbeitung von Böden im 1. Obergeschoss, neue Böden und Fußbodenheizung im 2. Ober- und Dachgeschoss; 2020: Einbau eines weiteren Zimmers im Dachgeschoss. Der stattliche Komplex dokumentiert anschaulich einen großen Brauereibetrieb der Gründerzeit. Die im Schweizerhausstil gestalteten Bauten sind ein charakteristisches Zeugnis für die in jener Zeit auch in Württemberg stark expandierenden Brauereiwirtschaft. In den großen, in den Hang getriebenen Kellern wurde das im Winter gebrochene Eis vorgehalten, ohne dass in der wärmeren Jahreszeit das Brauen und Lagern des Bieres nicht möglich gewesen wäre. Der große Brauereigasthof (Nr. 46) mit Kegelbahn war einst einer der wichtigen gesellschaftlichen Treffpunkte in Calw. Die großen Rundbogenöffnungen im Erdgeschoss weisen darauf hin, dass sich hier einst der Pferdestall und die Wagen-Remise befanden. Der große Saal im zweiten Obergeschoss – der nach dem Inhaber der Gaststätte Gottlob Weiß (ab 1912) sog. Saalbau-Weiß – wurde für Theateraufführungen und Veranstaltungen genutzt. Die in unmittelbarer Nähe des neuen Calwer Bahnhofes errichteten Bauten sind nicht nur Beleg der Wirtschaftsgeschichte, sie dokumentieren auch die Ausdehnung der Stadt über die mittelalterlichen/frühneuzeitlichen Grenzen hinaus im letzten Drittel des 19. Jahrhunderts. Geschützt nach § 2 DSchG | BW |
|                | Kantinen- und Wohngebäude der Höheren Handelsschule Calw          | Badstraße 54 (Karte) |           | Kantinen- und Wohngebäude der Höheren Handelsschule Calw (Spöhrer-Schule), zweigeschossiger Backsteinbau mit Gliederungselementen aus Sandstein und farbigen Ziegeln über niedrigem Sandsteinsockel, Satteldach, zwei Seitenrisalite mit steilen Giebeln und Loggia im 1. Obergeschoss, im Inneren großer Speisesaal mit Gusseisenstützen, Vertäfelung und bauzeitlicher Innenausstattung, nach Plänen des Werkmeisters Bezler für die Direktoren Carl Spöhrer und dann Gustav Weber errichtet, 1891/92; eingeschossiger Küchenanbau mit abgeschrägter Ecke und hohem Kamin, nach Plänen des Architekten Deichsel, 1903 1992 Umnutzung im Erdgeschoss als Lager und Verkaufsraum, 1994 Nutzungsänderung von Schul- und Kantinenräumen in Videothek, 2003 Umbau des Gebäudes, Wohnungen in Obergeschoss, 1. und 2. Dachgeschoss, Erdgeschoss Laden, Untergeschoss Gaststätte Der Realschullehrer und Kaufmann Carl Spöhrer kam 1875 mit dem Plan, eine Schule für eine fachorientierte Ausbildung zu gründen, nach Calw. Bald war die Schule so beliebt, dass anstelle der zunächst in verschiedenen bestehenden Gebäuden untergebrachten Unterrichtsräumen Neubauten erforderlich wurden. Als erstes entstand 1891/92 nach Plänen des Werkmeisters Bezler das im Stil der Neurenaissance gestaltete Kantinen- und Direktionsgebäude der Handelsschule, das 1903 im gleichen Stil nach Plänen des Architekten H. Deichsel um einen Küchenanbau erweitert wurde. Der gute Ruf der Schule und die qualitätvolle Ausbildung ließen die Zahl der Schüler auch aus dem Ausland stark ansteigen und an der Badstraße entstand ein Schul- und Internatskomplex aus zehn Gebäuden mit Sportplatz und eine Badeanstalt. Als Teil der Spöhrerschule ist das Kantinengebäude wichtiges Zeugnis der Stadt- und Bildungsgeschichte im Industriezeitalter. Geschützt nach § 2 DSchG | BW |
| Weitere Bilder | Gasthaus Zum Waldhorn                                             | Bahnhofstraße 2 (Karte) |           | Gasthaus Zum Waldhorn, zweigeschossiger, dreiflügeliger verputzter Bau mit Walmdach in Ecklage, massives Erdgeschoss, darüber Fachwerk, straßenseitig neunachsige Fassade mit hochrechteckigen Fenstern, Stockwerksgesimse, Mittelrisalit mit abgewalmtem Dach und rustiziertem Eingang Schleppgauben mit Dreiecksgiebeln, an der Nordseite dreiachsiges Zwerchhaus, nach Brand des Vorgängers neu errichtet 1803-1805, an der Nagoldseite dreigeschossiger Bau mit Flachdach angefügt, spätes 19. Jahrhundert; schmiedeeiserner Wirtshausausleger, um 1780 Nach einem Brand im Jahr 1984 unter Beibehaltung des Erdgeschosses und Wiederverwendung von historischen Baudetails wieder errichtet bis 1986. 1995 Austausch eines Fensters gegen die Nagold; 2000 Fassadensanierung, Wirtshausausleger restauriert; 2013 Umbau Erdgeschoss, Putz- und Anstreicharbeiten am Erdgeschoss, Fensterumbau, Vergrößerung des Durchgangsbereichs zwischen den beiden Gasträumen; 2016 Wiederherstellung Deckenkonstruktion über dem Erdgeschoss nach Wasserschaden im 1. Obergeschoss Das Gasthaus Zum Waldhorn an der Nikolausbrücke bestand schon im frühen 18. Jahrhundert. Nach einem Brand im Jahr 1802 wurde es neu aufgebaut und in der Folge mehrfach verändert, u.a. 1925, als man die schmückenden Fassadendetails – profilierte Fenstergiebel und muschelförmige Ornamente unter den Fenstern – beseitigte und den ursprünglich rechteckigen Eingang mit einem Rundbogen versah. Nach einem großen Brand 1984, bei dem der rückwärtige Teil weitgehend zerstört wurde, erfolgte erneut ein Wiederaufbau. Bemerkenswert ist der eiserne Wirtshausausleger aus der Zeit um 1800. Das Waldhorn ist ein wichtiges Zeugnis des Calwer Gasthauswesens. Seine Bedeutung und Funktion manifestieren sich schon in der repräsentativen Gestaltung und im großen Bauvolumen im Vergleich zur umliegenden Bebauung. Zusammen mit seinem Pendant auf der anderen Seite der Nikolausbrücke (Bischofstraße 1) bildete es den westlichen Stadteingang, floss doch einst der aus Richtung Stuttgart und Heckengäu kommende Verkehr über die Nikolausbrücke nach Calw hinein. Als „Tor“ zur Stadt ist das Waldhorn von hoher stadtbaugeschichtlicher und struktureller Bedeutung. Geschützt nach § 2 DSchG |    |
| Weitere Bilder | Gasthaus Zum Lamm                                                 | Bahnhofstraße 5 (Karte) |           | Gasthaus Zum Lamm, zweigeschossiger giebelständiger verputzter Fachwerkbau mit Satteldach, niedriger massiver Sockel, Giebel über Balkenköpfen und profilierten Schwellen zweifach vorkragend, für Veit Lutz errichtet, nach 1692; nach Süden zweigeschossiger etwas niedrigerer Querbau mit Krüppelwalmdach, um 1800 Badebetrieb im Vorgängerbau belegt seit 1523; 1751 Verkauf an den Chirurg und Wirt Johann Konrad Kolb samt „12 Badzüber“; Badstube um 1830 ins Nachbarhaus verlegt. 1911 Haus modernisiert. 2021 Umbau und Umnutzung der ehem. Gaststätte, Reparatur und Dämmung Dach, Fenstererneuerung, Instandsetzung von Fensterläden und historischer Ausstattung, Heizungsanlage Das Gebäude ist wichtiger Bestandteil einer Reihe von meist giebelständigen Fachwerkhäusern an der Ostseite der Bahnhofstraße in der ehemaligen Bischofs-Vorstadt rechts der Nagold. Während der Norden dieser Vorstadt von stattlicheren Anwesen bestimmt ist, konzentrieren sich im Kreuzungsbereich von Bischof- und Bahnhofstraße, von Nikolausbrücke und dem (heute durch den Bahndamm unterbrochenen) Hengstetter Gässle eher bescheidenere Bürger- und Handwerkhäuser. Das nach den Zerstörungen des Pfälzischen Erbfolgekrieges entstandene Gasthaus ist nicht nur Beleg der Calwer Wirtschafts-, Sozial- und Stadtbaugeschichte, mit seiner einstigen Funktion als Badstube, ist es auch Zeugnis der Alltagskultur in der Früher Neuzeit. Es erinnert an die früher vielerorts vorhandenen, heute aber nur noch selten überlieferten Einrichtungen dieser Art, die nicht nur der Körperhygiene, sondern auch der medizinischen Versorgung dienten. Geschützt nach § 2 DSchG |    |
|                | Wohnhaus                                                          | Bahnhofstraße 7 (Karte) |           | Wohnhaus, schmaler dreigeschossiger giebelständiger verputzter Bau, Satteldach mit Aufschiebling, massives Erdgeschoss (mit modernem Garageneinbau), darüber Fachwerk, an 2. Obergeschoss und Giebel schwach vorkragend, Fratzenkopf mit herausgestreckter Zunge am nördlichen Eckpfeiler im Erdgeschoss, überdachte Aufzugsluke im Giebel, nach 1692 1912 Gebäude modernisiert; 1958 Einbau einer Garage. Das nach den Zerstörungen des Pfälzischen Erbfolgekrieges zurückversetzt von der Straße errichtete Haus war einst als Wirtschaftsgebäude dem Gasthaus Zum Lamm (Bahnhofstraße 5) zugeordnet und ist damit Dokument der Stadtbau- und Wirtschaftsgeschichte. Bemerkenswert ist der Fratzenkopf mit herausgestreckter Zunge am nördlichen Eckpfeiler im Erdgeschoss, der aus einem anderen Zusammenhang (vielleicht von einem Stadttor oder aus dem Kloster Hirsau?) stammt und die Schmuckfreude und Steinmetzkunst des 17. Jahrhunderts belegt. Geschützt nach § 2 DSchG | BW |
|                | Wohn- und Geschäftshaus                                           | Bahnhofstraße 11 (Karte) |           | Wohn- und Geschäftshaus, dreigeschossiger traufständiger verputzter Bau, dem Straßenverlauf folgende abgeknickte Fassade, Satteldach mit Aufschiebling, massives Erdgeschoss (mit modernem Ladeneinbau), darüber Fachwerk, an Obergeschossen und Giebel vorkragend, Eckstuben im 1. und 2. Obergeschoss an Fensterstellung ablesbar, im Inneren tonnengewölbter Keller, nach 1692 1925 Umbau und Modernisierung Das heute vor allem im Erdgeschoss stark veränderte Haus entstand in der Zeit des Wiederaufbaus nach dem Pfälzischen Erbfolgekrieg und hat städtebauliche Bedeutung als Teil einer in diese Phase der Stadtbaugeschichte zurückreichenden Häuserzeile an der Ostseite der Bahnhofstraße in der ehemaligen Bischofs-Vorstadt rechts der Nagold. Auffallend ist die dem Straßenverlauf folgende abgeknickte Fassade, die schon auf dem Brunnenplan von 1791 deutlich zu erkennen ist. Hier befand sich einst eine Engstelle in der Straße, auf die beim Bau Rücksicht genommen werden musste. Geschützt nach § 2 DSchG | BW |
| Weitere Bilder | Wohnhaus, ehemaliges Färberhaus                                   | Beim Weinsteg 3 (Karte) |           | Färberhaus, zweigeschossiger verputzter Bau mit Satteldach, massives Erdgeschoss mit Strebepfeilern nach Süden und rundbzw. segmentbogigen Tür- und Fensteröffnungen, darüber Fachwerk, als „schwarzes Farbhaus“ erbaut vor 1712 (a), nach Norden eingeschossiger massiver Anbau mit Satteldach, als Gebäude mit einem Kalzinierofen zur Herstellung von Pottasche angebaut, 1748 (a) 1870 kommt das Färberhaus an die Familie Dr. Müller und um 1900 an die Strickwarenfabrik Christian Ludwig Wagner. Fensteröffnungen im Obergeschoss vergrößert im 19. Jahrhundert (1870?). 2012 Sanierung, Außendämmung, Fenstererneuerung, kleine Umbauten im Inneren; 2017 Treppenaustausch und Anbringung Vordach; 2021 Einbau Außentür anstelle eines Fensters an Nagoldseite, Anbringung Holztreppe Das an der Nagold vor der Stadtmauer unweit des nicht mehr existierenden Gerber- oder Weinstegtörle stehende Haus scheint erstmals 1712 in den Quellen als „schwarzes Farbhaus“ mit Schwefelstube auf und wird 1748 um ein Gebäude mit einem Kalzinierofen zur Herstellung von Pottasche erweitert. Die Färber siedelten sich – wie auch die Gerber und andere geruchsund wasserintensive Gewerbe – bevorzugt in der Nähe der Nagold an. Das einstige Färberhaus erinnert an die für Calw in der Frühen Neuzeit so wichtige Textilproduktion und -veredlung und ist von hoher Bedeutung für die Wirtschafts- und Stadtbaugeschichte. Geschützt nach § 2 DSchG |    |
|                | Wohnhaus                                                          | Biergasse 1 (Karte) |           | Wohnhaus, dreigeschossiger traufständiger verputzter Bau, Satteldach mit breiter Gaube, massives Erdgeschoss, darüber Fachwerk, über älterem Gewölbekeller neu errichtet, um 1700, Fassade überformt, 19. Jahrhundert 2016 Umbau zusammen mit Marktplatz 26: Einbau von drei Loggien, Umbau Büro in Gastronomie im Erdgeschoss, Änderungen in Wohnungen, Schaffung von zusätzlichem Wohnraum, Einbau eines neuen Treppenhauses in dem später Speicher-Zwischenbau zwischen Biergasse 1 und Marktplatz 26. 2018 Sanierung, traufseitige Außenwand in Teilen erneuert, Putz- und Malerarbeiten Das Gebäude wurde wahrscheinlich nach den Zerstörungen von 1692 über einem älteren Keller wiedererrichtet. Im 19. Jahrhundert wurde es dann umgebaut und dabei die Fassadenansicht zur Biergasse gemäß dem Zeitgeschmack überformt. Dies ist im Zusammenhang mit dem benachbarten Zwischenbau (früheres Lagerhaus) des Anwesens Marktplatz 26 interessant, dessen Errichtung um 1900 in der schmalen Lücke zwischen den Gebäuden eventuell der Anlass für diese Umgestaltung von Biergasse 1 war. Das Gebäude Biergasse dokumentiert sowohl die Wiederaufbauphase nach den Zerstörungen des Pfälzischen Erbfolgekrieges wie auch die jüngere Stadtbaugeschichte im 19. Jahrhundert. Geschützt nach § 2 DSchG | BW |
|                | Wohnhaus                                                          | Biergasse 3 (Karte) |           | Wohnhaus, zweigeschossiger giebelständiger Bau mit Mansarddach, massives Erdgeschoss (mit modernem Garageneinbau), darüber Fachwerk, über Balkenköpfen an Obergeschoss und Giebel vorkragend, im Inneren zwei tonnengewölbte Keller, 18. Jahrhundert Das im 18. Jahrhundert errichtete Haus wurde Ende des 19. Jahrhunderts modernisiert, worauf die Gusseisensäule im Erdgeschoss und die Treppe verweisen. Zu einem nicht bekannten Zeitpunkt wurde der zur Straße führende Kellerhals der unter dem Gebäude liegenden Gewölbekeller entfernt. Das Erdgeschoss erfuhr 1928 einen Umbau zum Bäckerladen (heute an dieser Stelle Garage). 1991 Ausbau Dachgeschosswohnung; 1992 Fassadenanstrich, Fenstererneuerung, Umbau des Ladens (Imbiss) im Erdgeschoss; 2009 Sanierung und Modernisierung der Fassade, Holzteile zimmermannsmäßig instand gesetzt, Fassadenanstrich, Modernisierung von Wohnungen im Gebäude Das im 18. Jahrhundert errichtete Haus ist mit seinem zeittypischen Fachwerkgefüge mit Vorkragungen sowie Andreaskreuzen und V-Formen in den Brüstungsfeldern eines der für die Calwer Altstadt charakteristischen frühneuzeitlichen Bürgerhäuser. Wahrscheinlich wurde es nach den Zerstörungen des Pfälzischen Erbfolgekrieges über den Kellern zweier Vorgängerbauten erstellt. Das stattliche Fachwerkhaus hat entscheidenden Anteil am Straßenbild der Biergasse, die eine der bedeutenden West-Ost-Achsen der Calwer Altstadt darstellt und die Stadtpfarrkirche am Marktplatz mit der Lederstraße und über den Weinsteg weitergeführt mit der Bischof-Vorstadt verbindet. Geschützt nach § 2 DSchG | BW |
| Weitere Bilder | Wohnhaus                                                          | Biergasse 5 (Karte) |           | Wohnhaus, zweigeschossige giebelständiger verputzter Bau mit Satteldach, massives Sockel- und Erdgeschoss mit abgeschrägter Ecke, Keller und Werkstattzugang sowie breiter (modern veränderter) Torfahrt, Obergeschoss und Giebel Fachwerk mit Vorkragungen, im Giebelspitz Aufzugsluken, im Giebel reiches Zierfachwerk mit Andreaskreuzen und Nasen (von innen sichtbar), um 1700 An der abgeschrägten Ecke des Erdgeschosses befindet sich ein Eingang in den Keller und in eine ehemalige Schuhmacherwerkstatt. Das Haus wurde auch lange Zeit als Wirtshaus genutzt. Das Dachgaubenband und die Dachdeckung sind Zutaten des 20. Jahrhunderts. 2015 Sanierung des kleinen Ladens im Sockelgeschoss, Nutzung als Ausstellungs- und Werbefläche, Anbringung Türgitter, Neuverputzen der Wände, reversibler Bodenbelag Das nach dem Stadtbrand von 1692 errichtete Gebäude prägt auch mit seiner abgeschrägten Ecke das Straßenbild an der Kreuzung von Bier- und Nonnengasse. Es vereinte verschiedene Funktionen unter einem Dach: über dem Keller befanden sich Handwerkerstube bzw. Materialienkammer, das Obergeschoss diente als Wohngeschoss, der Dachraum der Vorratshaltung. Damit ist es ein anschaulich überlieferter baulicher Beleg für die Wiederaufbauphase nach der Zerstörung Calws im Pfälzischen Erbfolgekrieg wie auch für die Wohn- und Arbeitsverhältnisse in der Frühen Neuzeit. Geschützt nach § 2 DSchG |    |
| Weitere Bilder | Wohnhaus                                                          | Biergasse 7 (Karte) |           | Wohnhaus, dreigeschossiger, teilweise verputzter Bau in Eck- und Hanglage, Satteldach mit Zwerchhäusern an Südwest- und Südostecke, abgeschrägte, dem Straßenverlauf folgende Fassade, massiver Kellersockel mit Putzrustika und rundbogigen Kellerabgängen, darüber Fachwerk mit geschwungenen Bügen, am 2. Obergeschoss und am Südgiebel über Balkenköpfen, Knaggen und profilierten Schwellen vorkragend, zwei große tonnengewölbte Keller, am Kellergewände bezeichnet “1596 N C”, über diesen neu errichtet, um 1700 1904 wurde das Haus, in dem lange Zeit neben einer Wirtschaft auch eine Bäckerei existierte nach Plänen des Werkmeister Hohneckers umgebaut und modernisiert. Neben einem Dachausbau und einer teilweisen Aufstockung durch ein zweiachsiges Querhaus an der Giebelseite wurde neben dem Hauseingang ein kleiner Anbau mit Pultdach angefügt, Besonders bemerkenswert sind der Backofen und zwei gekachelte Badstuben aus der Umbauzeit. Letztere konnten öffentlich benutzt werden. 1975 teilweise Fachwerkfreilegung; 2012 Umbau, Nutzung des gesamten Gebäudes zu Wohnzwecken, Einteilung in sieben Wohneinheiten, Anbau kleiner Balkone, Fenstererneuerung, Ausbau 2. Dachgeschoss Das Gebäude stammt im Kern aus der Zeit des Wiederaufbaus nach dem großen Stadtbrand von 1692 und wurde über zwei älteren Kellern errichtet. Seine heutige Gestalt erhielt es durch einen vergrößernden Umbau des frühen 20. Jahrhunderts. Der Bau erhielt damals eine auf alten Fotografien noch zu erkennende historistische Fassadengestaltung mit Dreiecksgiebeln über den Fenstern (ähnlich Biergasse 2). Das stattliche Gebäude hat entscheidenden Anteil am Straßenbild der Biergasse, die eine der bedeutenden West-Ost-Achsen der Calwer Altstadt darstellt und die Stadtpfarrkirche am Marktplatz mit der Lederstraße und über den Weinsteg weitergeführt mit der Bischof-Vorstadt verbindet. Mit den großen Weinund Bierkellern und der einstigen Nutzung als Bäckerei und Gasthaus ist es zudem ein Dokument der Calwer Wirtschaftsgeschichte. Besondere Erwähnung verdienen die beiden öffentlichen Badstuben, die die hygienischen Verhältnisse in vergangenen Zeiten erlebbar machen. Geschützt nach § 2 DSchG |    |
| Weitere Bilder | Wohn- und Geschäftshaus                                           | Biergasse 8 (Karte) |           | Wohn- und Geschäftshaus, dreigeschossiger giebelständiger, teilweise verputzter Bau mit Satteldach, Sockel aus Buntsandstein, darüber Fachwerk, an 2. Obergeschoss und Giebel straßenseitig vierfach über Balkenköpfen vorkragend, am 2. Obergeschoss (geschweifte) Andreaskreuze in den Fensterbrüstungen, Drillingsfenster im Giebel, im rückwärtigen Teil kleiner tonnengewölbter Keller, um 1700 Ende 19. Jahrhundert Straßenfassade im Erd- und 1. Obergeschoss in historisierendem Stil umgeformt, nördliche Hausecke und mittiger Hauseingang durch Kolossalpilaster betont, am Eingang Blechbaldachin in gotisierenden Formen, Fenster am 1. Obergeschosses zu Zweiergruppen zusammengefasst, z. T. mit kannelierten Säulchen mit Knospenkapitellen 1953 Schaufenster im Erdgeschoss vergrößert; 1981 Fachwerkfreilegung; 1988 Umbau Erdgeschoss; 2001 Umbau Ladeneingang, Fassadenanstrich Das Gebäude stammt im Kern aus der Zeit des Wiederaufbaus nach dem großen Stadtbrand von 1692, wurde aber am Ende des 19. Jahrhunderts umgebaut und in der Fassadengestaltung der beiden unteren Stockwerke an den Zeitgeschmack angepasst. Dabei wurden hohe, die beiden Geschosse zusammenbindende Pilaster vorgeblendet, die Fenster des Zwischengeschosses erhielten gotisierende Säulchen und der Eingang einen schmuckvollen Blechbaldachin. Mit seiner qualitätvollen und dekorativen Überformung im Stil des Historismus ist der lange Zeit als Metzgerei genutzte Bau aus der Wiederaufbauphase nach der Zerstörung der Stadt im Pfälzischen Erbfolgekrieg 1692 ein anschaulich überliefertes Zeugnis der Bau-, Stadt- und Wirtschaftsgeschichte von Calw. Geschützt nach § 2 DSchG |    |
| Weitere Bilder | Wohn- und Geschäftshaus                                           | Biergasse 9 (Karte) |           | Wohn- und Geschäftshaus, dreigeschossiger giebelständiger, teilweise verputzter Bau mit Satteldach, Sockel aus Buntsandstein, massives Erdgeschoss, darüber Fachwerk, an 2. Obergeschoss und Giebel über Balkenköpfen, Knaggen, kielbogig abgefasten und profilierten Schwellen vorkragend, Zwillingsfenster im Giebel, im hinteren Teil kleiner tonnengewölbter Keller, der zum Teil an der Südwestseite über den Hausgrundriss hinausgeht, erbaut wohl von der Gerberfamilie Bozenhardt, 1700 1898/99 von dem Wagnermeister Stüber Haus modernisiert und Laden im historisierenden Stil eingebaut, aus dieser Zeit das hölzerne Ladenschild für den Gemischtwarenladen, die Schaufenstergliederung im Erdgeschoss, die Fensterrahmungen, -untergliederungen und -läden; 1990 Modernisierung der Wohnungen, Einbau WCs, Zentralheizung, Elektroinstallationen, Wärmedämmung Dach, Fensteraustausch, Erneuerung Außenputz und Fensterläden; 1993 Umbau Erdgeschoss, Einbau eines Friseursalons (historische Türanlage erhalten und saniert) Das mächtige Fachwerkhaus war von 1700 bis 1857 in Besitz der Gerberfamilie Bozenhardt, die es wohl auch nach dem Stadtbrand von 1692 neuerrichten ließ. Das außergewöhnlich große Haus mit dem mächtigen viergeschossigen Dachstuhl, der eine Ausnahme in Calw ist, weist auf den Wohlstand des Erbauers hin. 1898/99 wurde von dem Wagnermeister Stüber im Erdgeschoss ein Laden in historisierenden Stil eingebaut. Das hölzerne Ladenschild für den Gemischtwarenladen stammt aus dieser Zeit. Das stattliche Gebäude hat entscheidenden Anteil am Straßenbild der Biergasse, die eine der bedeutenden West-Ost-Achsen der Calwer Altstadt darstellt und die Stadtpfarrkirche am Marktplatz mit der Lederstraße und über den Weinsteg weitergeführt mit der Bischof-Vorstadt verbindet. Mit den einstigen Nutzungen als Gerberhaus und dann als Gemischtwarenladen ist es zudem ein Dokument der Calwer Wirtschaftsgeschichte. Geschützt nach § 2 DSchG |    |
| Weitere Bilder | Gasthaus Zur Jungfer mit zwei rückwärtigen Kellerhäusern          | Biergasse 10, 10a und 10b (Karte) |           | Wohnhaus mit Gaststätte, dreigeschossiger giebelständiger, teilweise verputzter Bau mit Satteldach, Erdgeschoss aus Buntsandsteinquadern mit großer Torfahrt, darüber Fachwerk, an 2. Obergeschoss und Giebel über Balkenköpfen, Knaggen und kielbogig abgefasten Schwellen mit Klötzchenfries vorkragend, rund- und segmentbogige Öffnungen im Giebel, 1698, Wirtshausausleger, Schmiedeeisen, im Schild Jungfer mit Glas, Schlüssel und Hobel, 1919 (i); Hinter dem Gebäude zwei Nebengebäude, Nr. 10a großer tonnengewölbter (Bier-)Keller, Nr. 10b zwei kleinere tonnengewölbte Keller 1958 Dachgauben; 1959 Fachwerkfreilegung, Renovierung Wirtshausschild; 1988 Einbau Ladengeschäft, Schaufenstereinbau; 1994 Nutzungsänderung von Gaststätte zu Büro und Wohnung; 2001 Errichten einer neuen Hofüberdachung nach Abriss der alten; 2014 Dachsanierung; 2019 Errichtung einer zweigeschossigen Balkonanlage an der Rückseite Das Gasthaus Zur Jungfer prägt mit seiner beeindruckenden Größe und dem reichen Zierfachwerk am Giebel das Straßenbild der Biergasse, die eine der bedeutenden West-Ost-Achsen der Calwer Altstadt darstellt und die Stadtpfarrkirche am Marktplatz mit der Lederstraße und über den Weinsteg weitergeführt mit der Bischof-Vorstadt verbindet, in entscheidendem Maße. Die einstige Funktion als Gasthaus mit Bierkellerei und Küferei dürfte für die Biergasse namensgebend gewesen sein. Die stattliche, repräsentativ gestaltete Anlage mit den zugehörigen (Bier-)Kellern dokumentiert die hohe Bedeutung dieser Gasthöfe im städtischen Leben. Als Bau aus der Wiederaufbauphase nach der Zerstörung der Stadt im Pfälzischen Erbfolgekrieg 1692 ist das Gasthaus Zur Jungfer ein anschaulich überliefertes Zeugnis der Stadtbau-, Sozial- und Wirtschaftsgeschichte von Calw. Geschützt nach § 2 DSchG |    |
| Weitere Bilder | Handels- und Wohnhaus (Haus Reichert)                             | Bischofstraße 1 (Karte) |           | Handels- und Wohnhaus (Haus Reichert) auf U-förmigem Grundriss, zweigeschossiger traufständiger, elfachsiger verputzter Bau mit zwei ein- bzw. zweigeschossigen Anbauten zur Nagold, Walmdächer mit Zwerchhäusern, Mitte der Straßenfassade betont durch dreiachsigen Mittelrisalit mit bandrustiziertem Erdgeschoss und rundbogiger, von Doppelpilastern flankierter Torfahrt, im Inneren Teile der bauzeitlichen Innenausstattung erhalten, u.a. kreuzgratgewölbter ebenerdiger Keller, Treppenhaus mit Holz belegter, dreiläufiger Steintreppe mit Eisengeländer, im 1. Obergeschoss kleiner Gesellschaftssaal mit Kachelofen und Stuckdekoration, Türen, für den Handelsmann und Gerichtsverwandten Jakob Friedrich Hasenmayer nach Plänen des Stuttgarter herzoglichen Hofbaudirektors Reinhard Ferdinand Fischer auf dem Gelände des ehemaligen Spitals in der äußeren Vorstadt rechts der Nagold errichtet, 1790/91 (i) Erdgeschoss umgebaut, Festsaal im nördlichen Erdgeschoss nicht erhalten; in der 2. Hälfte 19. Jahrhundert Stockwerks-Wohnungsabtrennungswände eingebaut; 1978 Fassadeninstandsetzung, Umbau südlicher Ladeneingang; 2010 Farbuntersuchung des Treppenhauses und zweier stuckierter Räume im 1. Obergeschoss, 2010 Sanierung des Gebäudes, Umbauten und Sanierung im Inneren (Wohnungen in Erd- und 1. Obergeschoss), Restaurierung Saal, Anbau von drei Balkonen, Einbau von neuen Holzfenstern und drei Dachflächenfenstern, Abbruch von Lagerund Abstellraumgebäudeteilen im Hof, Umnutzung von Lagergebäuden zu Büros und Hobbyräumen; 2015 Waschhaus: Ausbau des Dachgeschosses, Isolierung des Dachs, Einbau eines Treppenaufgangs, Fenstereinbau, Hauptgebäude: Reparaturarbeiten am Dach Der repräsentative Bau wurde 1790/91 für den Handelsmann, Finanzier und Gerichtsverwandten Jakob Friedrich Hasenmayer nach Plänen des herzoglich-württembergischen Hofbaudirektors Reinhard Ferdinand Fischer auf dem Gelände des ehemaligen Spitals in der äußeren Vorstadt rechts der Nagold errichtet. Er weist im 1. Obergeschoss eine herausragende Innenausstattung im Louis-Seize-Stil auf, die wohl vom Hofstuckateur Hetzel ausgeführt wurde. Der stattliche Bau ist von herausragender architekturhistorischer Bedeutung und nimmt im Werk des Architekten Fischer eine hochrangige Stellung ein. Zudem ist er als Sitz eines der bedeutenden Calwer Handelsherren – zu dem sich auch die zugehörigen Nebengebäude wie Waschhaus mit Pferdestall und die Remise erhalten haben – von immenser Bedeutung für die Calwer Wirtschafts-, Sozial- und Stadtbaugeschichte. Geschützt nach § 2 DSchG |    |
| Weitere Bilder | Wohnhaus                                                          | Bischofstraße 26 (Karte) |           | Wohnhaus, dreigeschossiger giebelständiger, teilweise verputzter Bau mit Satteldach in Hanglage, massives Erdgeschoss, darüber Fachwerk, straßenseitig über Balkenköpfen fünffach vorkragend, im Giebel Ladeluke und Kran, traufseitig erschlossen, kleiner tonnengewölbter Keller, 18. Jahrhundert 1938 Dach ausgebaut; 1961 im Erdgeschoss Garage eingebaut; 1963 Fachwerkfreilegung; 1979 Fachwerkrenovierung; 1988 Lärmschutzfenster; 1992 Umbau; 2020 Sanierung Das stattliche Fachwerkhaus bildet – nachdem die südlich einst stehenden Gebäude für den Bau von Marktbrücke und ZOB in den späten 1980er Jahren abgetragen wurden, heute den Auftakt einer langen Reihe historischer Bauten an der östlichen Bischofstraße. Diese zeichnen sich alle durch massive, in den steil ansteigenden Hang gebaute, Sockel aus. Diese dienten nicht nur der Ausübung des Handwerks, der Vorrats- oder Tierhaltung, sondern schützten auch das darüber aufsitzende Fachwerk bei Hochwasser, trat die Nagold doch jahrhundertelang immer wieder über die Ufer und überflutete Bischof- und Lederstraße. Das strenge konstruktive Fachwerk und die reiche Durchfensterung weisen das Haus als einen Bau des 18. Jahrhunderts aus. Zusammen mit den Nachbargebäuden ist es Zeugnis der Architektur- wie auch der Stadtbaugeschichte von Calw. Geschützt nach § 2 DSchG |    |
| Weitere Bilder | Wohnhaus mit Scheune                                              | Bischofstraße 28 (Karte) |           | Wohnhaus, dreigeschossiger giebelständiger, teilweise verputzter Bau mit Satteldach, massives, teilweise rustiziertes Erdgeschoss, darüber Fachwerk, straßenseitig über Balkenköpfen vierfach vorkragend, V-Formen in den Fensterbrüstungen, im Giebel (zum Fenster umgebaute) Ladeluke, 18. Jahrhundert; rückwärtig angebaute Scheune mit Satteldach 1983 Außeninstandsetzung mit Fachwerkfreilegung zur Bischofstraße; 2016 Umbau, Aufbau von zwei Dachgauben; 2019 Sanierung des Scheunengebäudes, Verputz und Anstrich Giebelfassade, Fenstererneuerung Das stattliche Fachwerkhaus ist wichtiger Bestandteil einer langen Reihe historischer Bauten an der östlichen Bischofstraße. Diese zeichnen sich alle durch massive, in den steil ansteigenden Hang gebaute, massive Sockel aus. Diese dienten nicht nur der Ausübung des Handwerks, der Vorrats- oder Tierhaltung, sondern schützten auch das darüber aufsitzende Fachwerk bei Hochwasser, trat die Nagold doch jahrhundertelang immer wieder über die Ufer und überflutete Bischof- und Lederstraße. Bemerkenswert ist die rückwärtig angebaute Scheune, die ebenso wie die große Ladeluke im Giebel des Wohnhauses belegt, dass die Bewohner einst neben ihrem Handwerk eine Landwirtschaft betrieben. Das strenge konstruktive Fachwerk und die reiche Durchfensterung weisen das Wohnhaus als einen Bau des 18. Jahrhunderts aus. Zusammen mit den Nachbargebäuden ist er Zeugnis der Architektur- wie der Wirtschafts- und Stadtbaugeschichte von Calw. Geschützt nach § 2 DSchG |    |
| Weitere Bilder | Wohnhaus                                                          | Bischofstraße 32 (Karte) |           | Massives Erdgeschoss mit segmentbogiger Tür (und zwei Garageneinbauten), darüber Fachwerk, am 1. Obergeschoss über profilierter Schwelle, am 2. Obergeschoss und Giebel über Balkenköpfen vorkragend, im Giebel (zum Fenster umgebaute) Ladeluke, im rückwärtigen Teil tonnengewölbter Keller, vom Zeugmacher Hans Leonhard Zeiller errichtet, um 1700 Nach der Thermographie weist das ursprünglich in Sichtfachwerk errichtete Gebäude als Schmuck Andreaskreuze auf. 1957 Schleppgaube an der Südseite aufgesetzt; 2014 Fassadenneugestaltung/-anstrich, Fenstererneuerung, energetische Dachsanierung, Neudeckung des Dachs, neue Heizungsanlage; 2019 Sanierung (Fenster, Heizung), Um- und Ausbau Dachgeschoss Das stattliche Fachwerkhaus bildet einen wichtigen Bestandteil der langen Reihe historischer Bauten an der östlichen Bischofstraße. Diese zeichnen sich alle durch massive, in den steil ansteigenden Hang gebaute Sockel aus. Diese dienten nicht nur der Ausübung des Handwerks, der Vorrats- oder Tierhaltung, sondern schützten auch das darüber aufsitzende Fachwerk bei Hochwasser, trat die Nagold doch jahrhundertelang immer wieder über die Ufer und überflutete Bischof- und Lederstraße. Nach Ausweis thermographischer Aufnahmen weist das ursprünglich in Sichtfachwerk errichtete Gebäude Andreaskreuze als Zierformen aus. Zusammen mit den Nachbargebäuden ist der wohl bald nach den Zerstörungen des Pfälzischen Erbfolgekriegs erstellte Bau Zeugnis der Architektur- wie der Stadtbaugeschichte von Calw. Geschützt nach § 2 DSchG |    |
| Weitere Bilder | Wohnhaus                                                          | Bischofstraße 34 (Karte) |           | Wohnhaus, dreigeschossiger giebelständiger, teilweise verputzter Bau mit Satteldach, massives Erdgeschoss, teilweise in Buntsandsteinquadern, darüber Zierfachwerk mit geschweiften Andreaskreuzen und genasten Bügen, an Obergeschossen und Giebel über Balkenköpfen, Knaggen und Schwellen mit Klötzchenfries vorkragend, Fenstererker am 1. und 2. Obergeschoss, am Eckständer bezeichnet, 1698 (i) Um 1900 Dachgaube auf der Südseite des Dachs aufgesetzt. Das stattliche Fachwerkhaus bildet einen wichtigen Bestandteil der langen Reihe historischer Bauten an der östlichen Bischofstraße. Diese zeichnen sich alle durch massive, in den steil ansteigenden Hang gebaute Sockel aus. Diese dienten nicht nur der Ausübung des Handwerks, der Vorrats- oder Tierhaltung, sondern schützten auch das darüber aufsitzende Fachwerk bei Hochwasser, trat die Nagold doch jahrhundertelang immer wieder über die Ufer und überflutete Bischof- und Lederstraße. Das Fachwerk des Gebäudes ist am Giebel reich mit geschweiften Andreaskreuzen, beschnitzten Schwellen und Fenstererkern gestaltet. Dies bestätigt die inschriftliche Datierung in die Zeit des Wiederaufbaus nach dem großen Stadtbrand von 1692. Zusammen mit den Nachbargebäuden ist der 1698 erstellte Bau Zeugnis der Architektur- wie der Stadtbaugeschichte von Calw. Geschützt nach § 2 DSchG |    |
| Weitere Bilder | Wohnhaus                                                          | Bischofstraße 38 (Karte) |           | Wohnhaus, dreigeschossiger giebelständiger, weitgehend verputzter Bau mit Satteldach, Sockel aus Buntsandsteinquadern (mit modernem Garageneinbau), darüber Fachwerk, an Obergeschoss und Giebel dreifach über Balkenköpfen und profilierten bzw. beschnitzten Schwellen vorkragend, Fenstererker am 2. Obergeschoss, Aufzugsluke im Giebel, um 1700 1986 Garageneinbau Das stattliche Fachwerkhaus bildet einen wichtigen Bestandteil der langen Reihe historischer Bauten an der östlichen Bischofstraße. Diese zeichnen sich alle durch massive, in den steil ansteigenden Hang gebaute Sockel aus. Diese dienten nicht nur der Ausübung des Handwerks, der Vorrats- oder Tierhaltung, sondern schützten auch das darüber aufsitzende Fachwerk bei Hochwasser, trat die Nagold doch jahrhundertelang immer wieder über die Ufer und überflutete Bischof- und Lederstraße. Das Fachwerk des Gebäudes ist am Giebel weist profilierte und kielbogig gefaste Schwellen und Fenstererker auf, die eine Entstehung bald nach dem großen Stadtbrand von 1692 vermuten lassen. Zusammen mit den Nachbargebäuden ist der Bau Zeugnis der Architektur- wie auch der Stadtbaugeschichte von Calw. Geschützt nach § 2 DSchG |    |
| Weitere Bilder | Wohnhaus mit rückwärtiger Scheune                                 | Bischofstraße 40 (Karte) |           | Wohnhaus, drei-, ursprünglich zweigeschossiger giebelständiger, weitgehend verputzter Bau mit Satteldach, Sockel aus Buntsandsteinquadern, darüber Fachwerk, an Obergeschoss und Giebel über Balkenköpfen vorkragend, um 1700, nach Plänen des Werkmeisters Hohnecker um ein Geschoss erhöht, 1896; rückwärtig Scheunenanbau mit Mansarddach Das Gebäude steht in einer langen Reihe giebelständiger Fachwerkbauten an der östlichen Bischofstraße. Diese zeichnen sich alle durch massive, in den steil ansteigenden Hang gebaute, massive Sockel aus. Diese dienten nicht nur der Ausübung des Handwerks, der Vorrats- oder Tierhaltung, sondern schützten auch das darüber aufsitzende Fachwerk bei Hochwasser, trat die Nagold doch jahrhundertelang immer wieder über die Ufer und überflutete Bischofund Lederstraße. Bemerkenswert ist die rückwärtig angebaute Scheune, die ebenso wie die große (umgebaute) Ladeluke im Giebel des Wohnhauses belegt, dass die Bewohner einst neben ihrem Handwerk eine Landwirtschaft betrieben. Zusammen mit den Nachbargebäuden ist er Zeugnis der Architektur- wie auch der Wirtschafts- und Stadtbaugeschichte von Calw. Geschützt nach § 2 DSchG |    |
| Weitere Bilder | Wohnhaus                                                          | Bischofstraße 44 (Karte) |           | Wohnhaus, dreigeschossiger giebelständiger, teilweise verputzter Bau mit Satteldach, Erdgeschoss und Teile des 1. Obergeschosses in Buntsandsteinmauerwerk, ansonsten Zierfachwerk mit geschweiften Andreaskreuzen, genasten Bügen und Rauten, an 2. Obergeschoss und Giebel über Balkenköpfen und kielbogig gefasten Schwellen mit Klötzchenfries vorkragend, (zum Fenster veränderte) Aufzugsluke im Giebel, um 1700 1925 rückwärtiger Anbau; 1965 Fachwerkfreilegung; 1988 Lärmschutzfenster; 2002 Umbau, Fassadenanstrich, Dachsanierung/- dämmung Das stattliche Fachwerkhaus bildet den Abschluss einer langen Reihe giebelständiger Fachwerkbauten an der östlichen Bischofstraße. Diese zeichnen sich alle durch massive, in den steil ansteigenden Hang gebaute, massive Sockel aus. Diese dienten nicht nur der Ausübung des Handwerks, der Vorrats- oder Tierhaltung, sondern schützten auch das darüber aufsitzende Fachwerk bei Hochwasser, trat die Nagold doch jahrhundertelang immer wieder über die Ufer und überflutete Bischof- und Lederstraße. Das Fachwerk des Gebäudes ist reich mit geschweiften Andreaskreuzen, Rauten und beschnitzten Schwellen gestaltet, was auf eine Entstehung bald nach dem großen Stadtbrand von 1692 schließen lässt. Zusammen mit den Nachbargebäuden ist der Bau Zeugnis der Architektur- wie auch der Wirtschafts- und Stadtbaugeschichte von Calw. Geschützt nach § 2 DSchG |    |
| Weitere Bilder | Palais Vischer, Wohn- und Handelshaus                             | Bischofstraße 48 (Karte) |           | Palais Vischer, dreigeschossige Dreiflügelanlage mit Mansarddach, Erdgeschoss mit Bandrustika, vertikale Eckquaderung, dreiachsigen Mittelrisalit mit abgewalmtem Zwerchhaus und Rundbogeneingang mit gesprengtem Giebel, Risalit und Beletage mit Lisenengliederungen, Stockwerksgesimse, Fenster in der Beletage durch Bogenbekrönungen mit Vasen und Brüstungsfelder mit Stoffgehängen betont, historische Innenstruktur und Teile der bauzeitlichen Innenausstattung erhalten, u.a. stuckierter Musiksalon und vollständig ausgemalte Landschaftszimmer, vom Stuttgarter Hofarchitekten Reinhard Ferdinand Heinrich Fischer für Johann Martin Vischer, führender Kaufmann der Calwer Floß- und Handelskompagnie, errichtet, 1787-1791 1962 Abriss des südlich stehenden Stallgebäudes mit Kutscherwohnung; 1963 Außenfassaden restauriert; 1965 Ausbau zum Heimatmuseum Das imposante Wohn- und Handelshaus wurde 1787-1791 vom Stuttgarter Hofarchitekten Reinhard Ferdinand Heinrich Fischer für den führenden Kaufmann der Calwer Floß- und Handelskompagnie Johann Martin Vischer zwischen Nagold und Felshang als Zweiflügelanlage errichtet. Vischer – vom württembergischen Herzog mit Privilegien im Holzhandel ausgestattet – erwirtschaftete ein enormes Vermögen, das es ihm erlaubte, 1787 drei Häuser in der Bischofstraße aufzukaufen, abreißen zu lassen und an ihrer Stelle ein Palais im Louis-Seize-Stil mit Nebengebäuden erstellen zu lassen. Der reich gestaltete, überaus repräsentative Bau kündet eindrucksvoll vom Selbstbewusstsein des bürgerlichen Bauherrn, der sich hier mit seinem Bauprojekt auf eine Stufe mit dem Adel stellt ebenso wie von der Bedeutung, die Calw als eine der damals reichsten Städte in Württemberg besaß. Das Palais Vischer stellt ein in der Region einmaliges Zeugnis großbürgerlicher Wohnkultur am Ende der Barockzeit dar. Geschützt nach § 12 DSchG |    |
| Weitere Bilder | Wohn- und Handelshaus, Steinhaus                                  | Bischofstraße 52 (Karte) |           | Wohn- und Handelshaus, drei-, ursprünglich zweigeschossiger verputzter Bau in Hanglage, Satteldach mit zwei Querhäusern, Kellerund Erdgeschoss mit Eckquaderung und drei (teilweise zugesetzten) Rundbogentoren, am Obergeschoss breite mehrfach unterteilte Fenster mit (heute verschlossenen) Oberlichtern in der Mittelachse, tonnengewölbter Keller, im südlich rückwärtig angebauten zweigeschossigen Häuschen im Erdgeschoss eine Loggia mit Holzsäulen; für den Compagnieverwandten Johannes Schill, Mitbegründer der Calwer Handelskompagnie errichtet, 1694 (i), für Johann Martin Schill um ein Stockwerk erhöht, 1801, Modernisierung 1758 und 1860 (i) 1870er Jahre teilweise Zerstörung des rückwärtigen terrassierten Gartens beim Bau der Eisenbahntrasse; 1989 Fenstererneuerung (Lärmschutzfenster); 1996 Brand im Hinterhaus; 2014 umfassende Sanierung und Einbau von fünf Wohnungen Das sog. Steinhaus wurde 1694 für Johannes Schill, Mitbegründer der Calwer Zeughandelscompagnie, in Anlehnung an Südtiroler Häuser, die er von seinen Geschäftsreisen zur Messe in Bozen her kannte, rechts der Nagold außerhalb der befestigten Stadt errichtet. Damit setzte er sich deutlich von für Calw charakteristischen Facharchitektur ab und dokumentierte so seine weltmännische Bildung. Die Wahl des Baumaterials dürfte aber auch vor dem Hintergrund des Stadtbrandes von 1692 zu sehen sein, bei dem Calw in weiten Teilen ein Raub der Flammen wurde. Der imposante Bau kündet eindrucksvoll von Reichtum und Selbstbewusstsein der Bauherren, die durch ihre Geschäfte mit dem Calwer Zeug ein großes Vermögen anhäufen konnten. Damit ist er wichtiges Zeugnis der Wirtschafts- und Stadtbaugeschichte. Geschützt nach § 12 DSchG |    |
| Weitere Bilder | Wohnhaus                                                          | Bischofstraße 56 (Karte) |           | Wohnhaus, zweigeschossiger traufständiger, teilweise verputzter Bau, Satteldach mit mittigem spitzgiebligem Zwerchhaus und flankierenden Giebelgauben, massives Erdgeschoss, darüber konstruktives Fachwerk, 1860 1977 Fachwerkfreilegung; 1988 Lärmschutzfenster; 2001 Sanierung des Sandsteinsockels Das traufständige, ursprünglich verputzte Fachwerkhaus wurde 1860 auf einem Gartengrundstück an das Haus Nr. 58 – eines der für Calw charakteristischen giebelständigen Fachwerkhäuser des 18. Jahrhunderts angebaut. Das siebenachsige, streng symmetrisch gestaltete Gebäude, dessen Mitte durch den hohen Hauseingang und das dreiachsige Zwerchhaus mit begleitenden Dachhäusern betont wird, war ursprünglich verputzt und stellt mit seinen ausgewogenen Proportionen und zurückhaltenden Baudetails einen charakteristischen Bau des Spätklassizismus dar. Mit seinem breit gelagerten Baukörper nimmt es eine Sonderstellung innerhalb der langen Reihe der überwiegend giebelständigen barocken Bürgerhäuser an der Bischofstraße ein und ist wichtiger Hinweis auf die städtebauliche Entwicklung von Calw im 2. Drittel des 19. Jahrhunderts. Geschützt nach § 2 DSchG |    |
| Weitere Bilder | Wohnhaus                                                          | Bischofstraße 58 (Karte) |           | Wohnhaus, dreigeschossiger giebelständiger, teilweise verputzter Bau mit Mansarddach, Sockel und Teile des Erdgeschosses in Buntsandstein, ansonsten Fachwerk, 2. Obergeschoss über Balkenköpfen weit vorkragend, im Giebel (zum Fenster veränderte) Ladeluke, 2. Hälfte 18. Jahrhundert 1868 nach Plänen des Werkmeisters Riecker im Erdgeschoss Schlosserwerkstatt eingebaut; 1979 Fachwerkfreilegung Giebelseite; 1988 Lärmschutzfenster; 1998 Umbau und Sanierung, Grundrissänderung durch Trockenbauwände, Sanierung Decken, Türen, Böden, Fenstererneuerung Das hohe Gebäude steht in einer Baugruppe von drei giebelständigen Fachwerkhäusern an der nordöstlichen Bischofstraße. Diese zeichnen sich alle durch massive, in den steil ansteigenden Hang gebaute, massive Sockel aus. Diese dienten nicht nur der Ausübung des Handwerks, der Vorrats- oder Tierhaltung, sondern schützten auch das darüber aufsitzende Fachwerk bei Hochwasser, trat die Nagold doch jahrhundertelang immer wieder über die Ufer und überflutete Bischof- und Lederstraße. Das einfache konstruktive Fachwerk deutet darauf hin, dass der Bau in der 2. Hälfte des 18. Jahrhunderts errichtet wurde und ursprünglich verputzt war. Als ehemaliges Handwerkerhaus, an das rückwärtig eine Scheune angebaut war, ist es Zeugnis der Architektur- wie der Wirtschafts- und Stadtbaugeschichte von Calw. Geschützt nach § 2 DSchG |    |
| Weitere Bilder | Wohnhaus                                                          | Bischofstraße 60 (Karte) |           | Satteldach, Erd- und 1. Obergeschoss in Buntsandsteinquadern, darüber Fachwerk, am 3. Obergeschoss über Balkenköpfen vorkragend, Andreaskreuze in den Fensterbrüstungen, im Giebel (zum Fenster veränderte) Ladeluke, 2. Hälfte 18. Jahrhundert, einachsiger dreigeschossiger Anbau mit Pultdach an der Südseite, frühes 19. Jahrhundert 1914 im Erdgeschoss ein Laden nach Plänen des Baumeisters Alber eingebaut, später Schleppgauben auf beiden Seiten; 1977 Fachwerkfreilegung; 1991 Einbau eines Bistros, Gewölberaum im Erdgeschoss verputzt; 2004 Sanierung, neue Schallschutzfenster, Grundrissänderung (zwei neue Wände und Türöffnungen); 2005 Renovierungsarbeiten am Erdgeschoss, Schließen einer Eingangstür, Erneuerung einer Eingangstür Das hohe Gebäude steht in einer Baugruppe von drei giebelständigen Fachwerkhäusern an der nordöstlichen Bischofstraße. Diese zeichnen sich alle durch massive, in den steil ansteigenden Hang gebaute, massive Sockel aus. Diese dienten nicht nur der Ausübung des Handwerks, der Vorrats- oder Tierhaltung, sondern schützten auch das darüber aufsitzende Fachwerk bei Hochwasser, trat die Nagold doch jahrhundertelang immer wieder über die Ufer und überflutete Bischof- und Lederstraße. Bei diesem Gebäude wurde die im Jahr 1914 im Erdgeschoss ein Ladengeschäft eingebaut. Das einfache konstruktive Fachwerk deutet darauf hin, dass der Bau in der 2. Hälfte des 18. Jahrhunderts errichtet wurde. Er ist Zeugnis der Wirtschafts- und Stadtbaugeschichte von Calw. Geschützt nach § 12 DSchG |    |
| Weitere Bilder | Gasthaus Zur Sonne (heute Wohnhaus)                               | Bischofstraße 62 (Karte) |           | Gasthaus Zur Sonne, dreigeschossiger traufständiger, zwölfachsiger, teilweise verputzter Bau mit spitzwinklig zulaufender Nordwestecke (wegen des Treppenaufgangs zum Kapellenberg), Satteldach mit mittigem, spitzgiebligem Zwerchhaus, Erdgeschoss in Bruchsteinmauerwerk aus Buntsandstein mit Eckquaderung und rundbogigen Eingang bzw. Torfahrt, darüber konstruktives Fachwerk, an der Nordwestecke über Steinkonsole vorkragend, Andreaskreuze in den Fensterbrüstungen, Haustür aus der 1. Hälfte 19. Jahrhundert mit schmiedeeisernem Gitter mit den Initialen FS im Oberlicht, als Gasthaus Zur Sonne von Johann Jakob Keller errichtet, 1773 Der stattliche, breitgelagerte Bau wurde 1773 als Wirtschaft Zur Sonne von Johann Jakob Keller am Ortsausgang von Calw an der entlang der Nagold nach Hirsau führenden Straße errichtet. Zusammen mit der Sonnenwirtschafts-Gerechtigkeit wurde es schon ein Jahr später an Josef Zahn, Teilhaber der Calwer Zeughandelscompagnie, verkauft. Auch in späterer Zeit war das Gebäude im Besitz von Familien, die im Calwer Textilgewerbe tätig waren: ab 1830 gehörte es der Schönfärber-Familie Federhaff, später der Firma Schill und Wagner und den Vereinigten Deckenfabriken. Das imposante Gebäude ist damit wichtiges Zeugnis der Wirtschafts- und Stadtbaugeschichte von Calw. Geschützt nach § 12 DSchG |    |
|                | Gasthaus Zum Schwanen (heute Wohnhaus)                            | Burgsteige 1 (Karte) |           | Gasthaus Zum Schwanen, zweigeschossiger giebelständiger, teilweise verputzt Bau mit Satteldach, zum Ausgleich der Hanglage auf eine Sockelmauer aufgesetzt, die unter dem Putz gemauerte Bögen aufweist, massives Erdgeschoss mit zurückliegendem Rundbogeneingang, offener Vorraum mit Holzstütze, Obergeschoss und Giebel in Zierfachwerk mit Andreaskreuzen und genasten geschweiften Bügen, an der Holzstütze 1683 (i), am Eingangsgewände 1754 (i) 1957/59 nach Plänen des Baumeisters Abel grundlegend umgebaut, dabei Fensteröffnungen vermehrt und verändert, an der Südseite zwei Schleppgaubenbänder, an der Nordseite eines; 1970er Jahre Gasthausbetrieb aufgegeben und Gebäude als Wohnheim für Arbeiter genutzt; 1994/95 grundlegende Instandsetzung, Umbau des ehemaligen Gasthauses zu elf Wohneinheiten, Fachwerkfreilegung Das überaus stattliche Haus mit der für Calw außergewöhnlich breit gelagerte Giebelfassade von 10 Achsen steht etwas erhöht am Anfang der hier von der Altburger Straße abzweigenden Burgsteige. Das unmittelbar nach dem großen Stadtbrand in Pfälzischen Erbfolgekrieg 1693 neu errichtete Haus ist mit seinem zeittypischen Fachwerkgefüge eines der für die Calwer Altstadt charakteristischen barocken Anwesen in prominenter Lage an einer die Kern- und die Obere Vorstadt durchziehenden Hauptverkehrsader. Als anschaulich überliefertes und charakteristisches Beispiel für die Wiederaufbauphase um 1700 besitzt es hohen architektur- und stadtbaugeschichtlichen Quellenwert. Mit seinen stattlichen Dimensionen und der verhältnismäßig aufwendigen Gestaltung belegt es die hohe Wirtschaftskraft Calwer Bürger am Ende des 17. Jahrhunderts, die ihnen den Bau großzügiger Anwesen nach den Verheerungen des Pfälzischen Erbfolgekrieges erlaubte. Die Bedeutung des alten Gasthofs kommt auch in dem im Verhältnis zur Nachbarbebauung deutlich größeren Bauvolumen und der aufwendigen Gestaltung zum Ausdruck. Der Bau ist damit von hoher wirtschafts- und stadtbaugeschichtlicher Bedeutung. Geschützt nach § 2 DSchG | BW |
|                | Wohnhaus                                                          | Burgsteige 2 (Karte) |           | Wohnhaus, zwei- bis dreigeschossiger, teilweise verputzter Bau in Eck- und starker Hanglage, Sockel- und Erdgeschoss massiv (mit modernen Ladeneinbauten), darüber Fachwerk, an den Giebeln dreifach vorkragend, um 1700 1960 Instandsetzung und Freilegung des Fachwerks; 1979 Fachwerkrenovierung (Anstrich); 1989 Fassadensanierung, Fenstererneuerung, Veränderung Treppe Das Gebäude steht in städtebaulich wichtiger Lage an der zentralen Weggabelung der Unteren Vorstadt, wo sich die vom Oberen Tor aus der Stadt herausführende Straße aufgabelt und als Burgsteige zum Schlossberg empor bzw. als Altburger Straße/Mühlweg zur Nagold weiterführt. Aufgrund des Geländeabfalls weist das Gebäude an der Burgsteige zwei Geschosse und an der Talseite zur Altburger Straße noch ein zusätzliches Kellergeschoss auf. Das Gebäude ist aber nicht nur wichtig im Stadtgefüge, als eines der nach den Zerstörungen des Pfälzischen Erbfolgekrieges wieder aufgebauten Anwesen ist es auch von Bedeutung für die Stadtbaugeschichte. Geschützt nach § 2 DSchG | BW |
|                | Wohnhaus                                                          | Burgsteige 9 (Karte) |           | Wohnhaus, zweigeschossiger giebelständiger Fachwerkbau mit massivem verputztem Sockel und Satteldach, konstruktives Fachwerk, traufseitig stark vorkragend, straßenseitig über Balkenköpfen, Knaggen und kielbogig abgefasten, profilierten Schwellen zweifach vorkragend, tonnengewölbter Keller, Mitte 18. Jahrhundert; eingeschossiger Anbau mit Satteldach, zwischen 1781 und 1835 1959 Fachwerkfreilegung; 2012 Errichtung einer Dachgaube Das in das 18. Jahrhundert zurückreichende Gebäude liegt an der Straßenkurve der Burgsteige und der Einmündung des Vorstadtwegs, dem früheren Altburger Weg und prägt hier das Ortsbild in entscheidendem Maße. Im Vergleich zu den deutlich aufwendigeren Fachwerkhäusern in der Kernstadt ist das Gebäude verhältnismäßig schlicht und von geringeren Dimensionen und wurde von weniger wohlhabenden Bewohnern der ehemaligen Oberen Vorstadt errichtet. Der tonnengewölbte Vorratskeller und er einst im massiven Sockelgeschoss befindliche Stall weisen darauf hin, dass die Bewohner einst eine Nebenerwerbslandwirtschaft betrieben. Damit ist der Bau von Bedeutung für die Sozial-, Wirtschafts- und Stadtbaugeschichte. Geschützt nach § 2 DSchG | BW |
|                | Wohnhaus                                                          | Burgsteige 16 (Karte) |           | Wohnhaus, zweigeschossiger giebelständiger Bau mit Satteldach, Sockel und Teile des Erdgeschosses in Bruchsteinmauerwerk, darüber Fachwerk, an Obergeschoss und Giebel über Balkenköpfen vorkragend, Holzstütze mit mehrfach abgetrepptem Kämpfer in der Diele, rückwärtiges Kellergebäude mit tonnengewölbtem Keller, 18. Jahrhundert (vor 1781) In dem Gebäude waren im 19. und frühen 20. Jahrhundert Säle zur Strickwarenherstellung eingerichtet, später für Wohnnutzung unterteilt. 1964 Erneuerung Außenputz; 2006 Dachausbau zu Wohnraum, Einbau von zwei Dachgauben; 2015 Fassadensanierung Nach Ausweis der Fachwerkkonstruktion dürfte das Gebäude im 18. Jahrhundert entstanden sein. Es ist aber nicht nur ein Zeugnis der Stadtbaugeschichte, sondern belegt auch die vom Textilgewerbe geprägte Calwer Wirtschaftsgeschichte. Im 19. und frühen 20. Jahrhundert befand sich hier nämlich eine kleine Strickwarenfabrik. Geschützt nach § 2 DSchG | BW |
|                | Wohnhaus und Gewölbekeller                                        | Burgsteige 20, 20/1 (Karte) |           | Wohnhaus, zweigeschossiger traufständiger verputzter Bau mit Satteldach, niedriger massiver Sockel, darüber Fachwerk, am Giebel zweifach vorkragend, um 1770; Gewölbekeller der ehemaligen rückwärtigen Scheune (zu Wohnzwecken umgebaut) 2006 Sanierung Dach und Fassade (Klappläden reparieren und streichen, Anstrich Putz, Dämmung und Neudeckung Dach, zwei kleine neue Dachfenster) Das schmale verputzte Fachwerkhaus liegt etwas zurück von der Straße an der Einmündung des alten Zufahrtswegs zum ehemaligen Schloss. Das Gebäude ist in seinen Dimensionen und seiner Gestaltung bescheidener als die Fachwerkhäuser im Stadtkern und ist als Behausung eines weniger wohlhabenden Bewohners der Oberen Vorstadt anzusprechen. Der zugehörige tonnengewölbte Keller und die heute ausgebaute ehemaligen Scheune weisen darauf hin, dass die Bewohner einst eine Nebenerwerbslandwirtschaft betrieben. Damit ist der Bau von Bedeutung für die Sozial-, Wirtschafts- und Stadtbaugeschichte. Geschützt nach § 2 DSchG | BW |
|                | Wohnhaus                                                          | Burgsteige 22 (Karte) |           | Wohnhaus, zweigeschossiger, teilweise verputzter (bzw. modern verbretterter) Bau mit Satteldach, niedriger massiver Sockel, darüber Fachwerk, an Obergeschoss und Giebel über Balkenköpfen und Knaggen vorkragend, am Giebel zwei genaste Büge, am Türsturz bezeichnet, 1687 (i) 1889 tonnengewölbter Keller mit Backsteinpflaster eingebaut; 1936 Giebelgaube zur Altburger Straße aufgesetzt; 1950 Überbau des Winkelanbaus; 1965 Fachwerkfreilegung; 1993 Fenstererneuerung; 2021 Renovierung, Reparatur Fachwerk, Neuanstrich Fassaden Das schmale verputzte Fachwerkhaus ist in seinen Dimensionen und seiner Gestaltung bescheidener als die Fachwerkhäuser im Stadtkern und ist als Behausung eines weniger wohlhabenden Bewohners der Oberen Vorstadt anzusprechen. Einst gehörte zu dem Anwesen ein gesonderter Kellerbau mit – ein Hinweis darauf, dass die Bewohner einst eine Nebenerwerbslandwirtschaft betrieben. Der Bau ist aber nicht nur von Bedeutung für die Sozial-, Wirtschaftsgeschichte, mit dem durch eine Inschrift genannten Baudatum 1687 stellte er eines der wenigen Gebäude dar, die vom Stadtbrand des Jahres 1692 verschont geblieben sind. Geschützt nach § 2 DSchG | BW |
|                | Wohnhaus                                                          | Haggasse 8 (Karte) |           | Wohnhaus, dreigeschossiger giebelständiger, teilweise verputzter Bau mit Satteldach in Hanglage, massives Kellergeschoss aus Buntsandstein, darüber Fachwerk, an Obergeschoss und Giebel über Balkenköpfen und Knaggen vorkragend, (zum Fenster umgestaltete) Ladeluke, 17. Jahrhundert 1932 Umbau; 2013 Umbau und Modernisierung, neue Außenerschließung der Wohneinheiten über Stahltreppe und Zwerchhaus, dabei straßenseitige Erschließung des Kellergeschosses aufgegeben Das Haus ist eines der frühneuzeitlichen Handwerker- und Bürgerhäuser, die für Calw charakteristisch sind und die verschiedene Funktionen unter einem Dach vereinten. Die untere Zone war gewerblich genutzt, hier befanden sich Keller, (Klein-)Viehställe und Werkstätten, die Obergeschosse dienten dem Wohnen, der Dachraum der Vorratshaltung. Damit ist das Haus als anschaulich überlieferter baulicher Beleg für die ehemaligen Wohn- und Arbeitsverhältnisse in Calw von wirtschafts- und stadtbaugeschichtlicher Bedeutung. Geschützt nach § 2 DSchG | BW |
| Weitere Bilder | Lagergebäude (heute Geschäftshaus)                                | Haggasse 9 (Karte) |           | Lagergebäude, zwei- bis dreigeschossiger giebelständiger, teilweise verputzter Bau mit Satteldach in Hanglage, Massiv- und Fachwerkbau, Eckquaderung, an der Straßenseite konstruktives Fachwerk, im Giebel (zum Fenster umgestaltete) Ladeluke und weitere Beschickungstüren, über zwei wesentlich älteren, parallel nebeneinander liegenden tonnengewölbten Kellern (1656 schriftlich erwähnt) errichtet, um 1850 1858 im Gebäudekataster als Rindenlager verzeichnet; 1960 Garageneinbauten; 1988 Antrag auf Abbruch (abgelehnt); 2003 Umbau und Sanierung des Gebäudes zu einer Tanzschule (Ober- und Dachgeschoss), Galerie und Büroräumen (im Zwischengeschoss), Gastronomie (Gewölbekeller), dabei vom Hausschwamm befallene Teile der Fachwerksubstanz repariert bzw. ausgetauscht (südliche Traufseite); 2006 Anschließen eines Glas-Stahl-Steges von der Lederstraße 43/45 am Glaselement im 1. Obergeschoss (Verbindungssteg, raumhohe Ladeluke zum Türdurchgang umgebaut) Das Gebäude wurde um 1850 über zwei wesentlich älteren, parallel nebeneinander liegenden tonnengewölbten Kellern errichtet. Nach Ausweis des Gebäudekataster von 1858 diente es als Rinden- bzw. Lohelager, und ist damit eines der wenigen in der Region erhaltenen Lagergebäude des Gerbereihandwerks aus der Mitte des 19. Jahrhunderts. Die für die Rotgerbung erforderliche Lohe wurde aus der zerkleinerten, gerbstoffreichen Rinde, Blätter oder Holz von Eichen oder Fichten hergestellt. Damit ist das Lagergebäude – dessen Ladeluke im Giebel und weitere Beschickungstüren in den Geschossen darunter – auch beim letzten Umbau kenntlich blieben – wichtiger baulicher Beleg des für Calw wichtigen Gerbergewerbes. Es ist aber nicht nur ein Zeugnis der Wirtschaftsgeschichte, mit den beiden aus der Zeit vor den Zerstörungen des Pfälzischen Erbfolgekriege stammenden Gewölbekellern dokumentiert es auch die Stadtbau- und Siedlungsgeschichte des 17. Jahrhunderts. Geschützt nach § 2 DSchG |    |
|                | Wohnhaus                                                          | Haggasse 10 (Karte) |           | Wohnhaus, dreigeschossiger traufständiger verputzter Bau in Hanglage, Satteldach mit kleinem übergiebeltem Zwerchhaus, Fachwerk über niedrigem massivem Sockel, um 1780 mit älterem Kern (16./17. Jahrhundert) Ende 19. Jahrhundert Ladeneinbau; 2019 Sanierung Dach (neue Dachdeckung, Reparaturen am Dachstuhl, Wärmedämmung) und Fassade (Ausbesserung, Neuanstrich), Fensteraustausch Auch wenn es im 18. und 19. Jahrhundert mehrfach verändert wurden, hat das Haus als eines der wenigen Gebäude, die im Kern in die Zeit vor dem großen Stadtbrand des Jahres 1692 zurückreichen, hohe Bedeutung für die Calwer Stadtbaugeschichte. Auch mit dem Ladeneinbau des 19. Jahrhunderts belegt es zudem die Sozial- und Wirtschaftsgeschichte. Geschützt nach § 2 DSchG | BW |
|                | Bahnwärterhaus (heute Wohnhaus) mit Garten                        | Hengstetter Gässle 3 (Karte) |           | Bahnwärterhaus, zweigeschossiger giebelständiger verputzter Massivbau über hohem Kellergeschoss aus Sandsteinquadern mit weit überstehendem Satteldach, an Erd- und Obergeschoss Rundfenster zwischen zwei hochrechteckigen Fenstern, giebelseitig segmentbogiger Zugang zum großen tonnengewölbten Keller, Hauseingang an der nördlichen Traufseite gegenüber den in den Berg gebauten Kellern mit preußischen Kappen, als Wohnhaus für zwei Bahnwärter von dem königlichen Eisenbahnamt nach Plänen des Bauinspektors Sapper unterhalb der Bahnlinie errichtet, 1868; Gärten 2010 Sanierungsmaßnahmen, Dachdeckung, Erneuerung Dachflächenfenster, Sanierung und Anstrich Fassade, Innendämmung Das Gebäude wurde 1868 unterhalb der Bahnlinie als Wohnhaus für zwei Bahnwärter vom königlichen Eisenbahnamt nach Plänen des Bauinspektors Sapper errichtet. Anlass war die Einrichtung der beiden Bahnlinien Pforzheim – Horb (Nagoldbahn) und Weil der Stadt – Calw (Schwarzwaldbahn), die Calw und das Nagoldtals an die großen Verkehrsströme anbanden. Der große tonnengewölbte Keller mit ebenerdigem Stichbogeneingang an der westlichen Giebelseite diente als gewerblich genutzter Weinkeller. Die Calwer, die in hochwassergefährdeter Lage lebten, waren darauf angewiesen, vor den Fluten der Nagold sichere Lagerstätten an den Hängen mieten zu können. Damit ist der Bau von Aussagekraft für die Eisenbahn- und Verkehrsgeschichte Calws in der 2. Hälfte des 19. Jahrhunderts Geschützt nach § 2 DSchG | BW |
|                | Wohnhaus                                                          | Hengstetter Gässle 4 (Karte) |           | Wohnhaus, zweigeschossiger giebelständiger verputzter Bau mit Satteldach in Hanglage, Fachwerk über massivem Sockel-/Kellergeschoss, an Obergeschoss und Giebel vorkragend, Ladeluke im Giebelspitz, wohl um 1700 19. Jahrhundert unter Beibehaltung der Grundstruktur modernisiert; 20. Jahrhundert Vorratsräume im Erdgeschoss eingebaut, Fensteröffnungen entsprechend verkleinert und bergseitig Dach ausgebaut Das Gebäude bildet den östlichen Abschluss der barocken Bebauung der äußeren Vorstadt nach dem Bau von Nagold- und Schwarzwaldbahn im späteren 19. Jahrhundert. Der Hauseingang liegt an der Bergseite. Das wohl um 1700 errichtete Gebäude ist baulicher Beleg der Wiederaufbauphase nach den Zerstörungen des Pfälzischen Erbfolgekrieges. Geschützt nach § 2 DSchG | BW |
|                | Wohnhaus mit Garten                                               | Hermann-Haffner-Straße 8 (Karte) |           | Wohnhaus, zweigeschossiger giebelständiger Bau in Hanglage, Krüppelwalmdach mit Gauben, Sockel aus Buntsandstein, verputztes Erdgeschoss mit Segmentbogenfenstern, Obergeschoss und Giebel verschindelt, an der Südseite zweiachsiger Risalit mit Zwerchhaus und Walmdach, im Zwickel zwischen diesem und der Giebelfassade Wintergarten in Fachwerk am 1. Obergeschoss, Holzbalkon im Giebel, im rückwärtigen Teil des Erdgeschosses ein Gewölbekeller, nach Plänen des Werkmeisters Hohnecker für den damaligen Stadtpfleger Georg Schütz errichtet, 1904; Garten 2015 Sanierung, Dacherneuerung/-neudeckung, Reparaturen am Holzwerk (Dachstuhl, Deckenbalken), Farbfassung/Sanierung der Fassade nach altem Befund, Dämmung der obersten Geschossdecke Um 1900 wurde der alten „Schafweg“ für eine Neubebauung erschlossenen und an der neu angelegten Hermann-Haffner-Straße entstanden von großzügigen Gärten umgebende Wohnhäuser und Villen. Das Haus Nr. 8 ist ein gestalterisch qualitätvolles Beispiel für den konservativen, an Gedanken der Heimatkunstbewegung orientierten Wohnhausbau des frühen 20. Jahrhunderts. Es knüpft mit seiner Gestaltung in romantisierender Weise an das traditionelle Schwarzwaldhaus und interpretiert dessen charakteristische Baumaterialien und Motive – Holz, Schindeln, Balkone, weite Dachüberstände u.a. – aber durchaus neu. Als gediegen ausgeführtes, gehobenes Wohnhaus jener Zeit ist es Beleg der Architektur- und jüngeren Stadtbaugeschichte von Calw. Zudem entfaltet es als Teil der westlichen „Stadtkrone“ stadtbildprägende Wirkung. Geschützt nach § 2 DSchG | BW |
|                | Villa mit erhaltenswertem Garten                                  | Hermann-Haffner-Straße 10 (Karte) |           | Villa, zweigeschossiger giebelständiger Bau, Halbwalmdach mit Andeutung eines Eulenlochs, Erdgeschoss aus Bossenmauerwerk, Obergeschoss und Giebel verschindelt bzw. verbrettert, Obergeschoss in Sichtfachwerk straßenseitig über Holzstreben weit vorkragend (westliche Hälfte ursprünglich offen), nach Plänen des Stuttgarter Architekten Joseph Hennings für den Lehrer Karl Jäkle errichtet, 1903 1906 Balkon am westlichen Obergeschoss verglast und darüber ein offener Balkon eingerichtet; 2014 Sanierung nach Wasserschaden (Anstrich Fassade, Fenster und Schindeln, Reparaturen/teilweiser Austausch Holzwerk, Neueindeckung und Dämmung Dach, Austausch einiger Fenster und Dachflächenfenster, Aufarbeitung Eingangstüren und Sandsteinsockel, Neuinstallationen); 2017 Kellersanierung Um 1900 wurde der alten „Schafweg“ für eine Neubebauung erschlossenen und an der neu angelegten Hermann-Haffner-Straße entstanden von großzügigen Gärten umgebende Wohnhäuser und Villen. Das Haus Nr. 10 ist ein gestalterisch qualitätvolles Beispiel für den konservativen, an Gedanken der Heimatkunstbewegung orientierten Wohnhausbau des frühen 20. Jahrhunderts. Es knüpft mit seiner Gestaltung in romantisierender Weise an das traditionelle Schwarzwaldhaus und interpretiert dessen charakteristische Baumaterialien und Motive – Holz, Schindeln, weite Dachüberstände u.a. – aber durchaus neu. Als gediegen ausgeführtes, gehobenes Wohnhaus jener Zeit ist es Beleg der Architektur- und jüngeren Stadtbaugeschichte von Calw. Zudem entfaltet es als Teil der westlichen „Stadtkrone“ stadtbildprägende Wirkung. Geschützt nach § 2 DSchG | BW |
| Weitere Bilder | Wohnhaus mit Gaststätte                                           | Hermann-Hesse-Platz 1 (Karte) |           | Wohnhaus, dreigeschossiger Bau mit Satteldach über trapezförmigem Grundriss in Ecklage, massives (modern erneuertes) Erdgeschoss, darüber konstruktives Fachwerk mit Andreaskreuzen in Fensterbrüstungen, am Giebel dreifach schwach vorkragend, im Inneren Türen des 18. und späten 19. Jahrhunderts, für den Kürschner Johannes Bernhard Wagner errichtet, um 1780 1963/64 im Erdgeschoss und teilweise im 1. Obergeschoss grundlegend modernisiert; 1967 Fachwerkfreilegung; 1985 Renovierung Fachwerk; 1997 Umbau, Sanierungs- und Modernisierungsarbeiten, Umbau 2. Obergeschoss, 1. und 2. Dachgeschoss, Umnutzung 1. Obergeschoss von Praxis zu Büroräumen, neue Treppe zwischen 1. und 2. Obergeschoss, neuer Schornstein, neue Heizung, Versetzen von Gauben und Fenstern; 2013 Renovierung Nord-Ost-Fassade (Beseitigung von Schäden an der Giebelwand) Das Gebäude prägt den zwischen Nikolausbrücke und dem einstigen Scheufeltor liegenden Platzraum am südlichen Eingang zur Innenstadt. Das konstruktive, an den Giebeln nur wenig vorkragenden Fachwerk deutet auf eine Entstehung in der 2. Hälfte des 18. Jahrhunderts hin. Tatsächlich belegen die Quellen, dass der Bau 1780 für den Kürschner Bernhard Wagner errichtet wurde. In dem an der Nagold gelegenen Areal um Badstraße und Hermann-Hesse-Platz siedelten sich bevorzugt Handwerker an, die – wie Gerber, Färber oder Kürschner – ein geruchs- und wasserintensives Gewerbe betrieben. Damit ist das Gebäude Hermann-Hesse-Platz 1 von Aussagekraft für die Wirtschafts- und Stadtbaugeschichte. Geschützt nach § 2 DSchG |    |
| Weitere Bilder | Gasthaus Rössle                                                   | Hermann-Hesse-Platz 2 (Karte) |           | Gasthaus Rössle, dreigeschossiger, teilweise verputzter Bau mit Satteldach in Ecklage, massives (modern erneuertes) Erdgeschoss aus Buntsandsteinmauerwerk, darüber Fachwerk, am 2. Obergeschoss giebelseitig über Balkenköpfen vorkragend, kielbogig gefaste Schwellen, V-Formen in den Fensterbrüstungen, im Giebel Okuli und Lunettenfenster, erbaut wohl um 1780; Wirtshausausleger mit vollplastischer vergoldeter Pferdeskulptur, um 1900 Um 1860 wohl in Zusammenhang mit dem zugehörigen Neubau Metzgergasse 1 von 1861 modernisiert; 1978 Fachwerkfreilegung; 1991 Einbau einer Pilsbar und Weinstube; 2002/03 Umbau und Erweiterung, Verlegung des Treppenhauses in das Nachbargebäude, Verlegung Eingang, Umbau des Saals zu Gästezimmern, Umgestaltung des Thekenbereichs im 1. Obergeschoss; 2016 Fassaden- und Fensterinstandsetzung Das Gasthaus Rössle wurde in städtebaulich dominierender Lage an dem Platz vor dem einstigen Scheufeltor am südlichen Eingang zur Kernstadt in gasthaustypischer verkehrsgünstiger Position errichtet. In den meisten Städten befanden sich Gasthäuser in unmittelbarer Nähe der Stadttore, die den Reisenden, die die Stadt erst nach deren Schließung erreichten, Unterkunft geben konnten. Das Gebäude hat wichtigen Zeugniswert für die vorstädtische Bebauung der Frühen Neuzeit außerhalb des Mauerrings und dokumentiert anschaulich die Wirtschafts- und Stadtbaugeschichte. Geschützt nach § 2 DSchG |    |
| Weitere Bilder | Wohn- und Geschäftshaus                                           | Hermann-Hesse-Platz 6 (Karte) |           | Wohn- und Geschäftshaus, zweigeschossiger giebelständiger Bau mit Satteldach, massives verputztes Sockelgeschoss, darüber Fachwerk mit Zierformen, dreifach über Balkenköpfen und kielbogig gefasten Schwellen vorkragend, um 1700 1977 Renovierung Fassade und Fachwerkfreilegung; 1998 Einbau eines Schaufensters, Freilegung von zwei alten Fensteröffnungen im Sockelgeschoss, Anbringung von Fensterläden, Neuanstrich Fassade; 2000 Sanierung, Umbau Wohnung 1. Obergeschoss und Wohnung Dachgeschoss, Fassadensanierung; 2018 Nutzungsänderung in Beratungs- und Büroräume (Caritas Zentrum) Mit seinen beiden Nachbarn bildet das Gebäude eine markante Gruppe von giebelständigen Häusern an der Südseite des Hermann-Hesse-Platzes. Als reich ausgestaltetes, anschaulich überliefertes und charakteristisches Beispiel für die Wiederaufbauphase um 1700 besitzt das Gebäude hohen architektur- und stadtbaugeschichtlichen Quellenwert. Geschützt nach § 2 DSchG |    |
|                | Wohn- und Geschäftshaus                                           | Hermann-Hesse-Platz 8 (Karte) |           | Wohn- und Geschäftshaus, zwei- bis dreigeschossiger verputzter Bau in Ecklage, Satteldach mit vierachsigem Zwerchhaus zur Nagold, massives Sockelgeschoss, darüber Fachwerk, an Obergeschoss und Giebel vorkragend, im Sockelgeschoss kleiner tonnengewölbter Keller und verschiedene Lagerräume, für die Gerber Johannes Kohler und Jörg Friedrich Schnaufer errichtet, unmittelbar nach 1692 Unmittelbar nach dem großen Stadtbrand von 1692 errichtet (thermografische Untersuchung zeigt ein Zierfachwerk); 1849 Eröffnung einer Zigarrenfabrik; 1913 Umbau für den Buchhändler Friedrich Häussler, dabei Zwerchgauben aufgesetzt; Anfang 1970er Jahre Erdgeschoss modernisiert. Mit seinen beiden Nachbarn bildet das Gebäude eine markante Gruppe von giebelständigen Häusern an der Südseite des zwischen der Nikolausbrücke und dem ehemaligen südlichen Stadttor gelegenen Hermann-Hesse-Platzes. Nach Ausweis einer thermografischen Untersuchung verbirgt sich unter dem Verputz ein Giebel mit Zierfachwerk, wie ihn auch andere Häuser aus der Wiederaufbauphase nach dem großen Stadtbrand von 1692 zeigen. Bald nach diesem verheerenden Ereignis ließen die Gerber Johannes Kohler und Jörg Friedrich Schnaufer das Gebäude neu aufführen. In dem an der Nagold gelegenen Areal um Badstraße und Hermann-Hesse-Platz siedelten sich bevorzugt Handwerker an, die – wie Gerber, Färber oder Kürschner – ein geruchs- und wasserintensives Gewerbe betrieben. Damit ist das Gebäude Hermann-Hesse-Platz 8 Beleg der Calwer Wirtschafts- und Stadtbaugeschichte. Geschützt nach § 2 DSchG | BW |
|                | Hermann-Hesse-Brunnen                                             | Hermann-Hesse-Platz 8 bei (Karte) |           | Brunnen, Sandstein, achtseitige, stark gebauchte Brunnenschale mit abgesetztem Sockel und Rand, quaderförmigen Stele über längsrechteckigem Grundriss, bekrönt von einer Kugel über abgetrepptem Sockel, vier schlicht gestaltete metallene Hähne, an der nördlichen Seite Relief mit Porträt von Hermann Hesse, 1920 Der Brunnen, der in seiner Gestaltung zeittypische Stilmerkmale des Expressionismus zeigt, wurde 1920 zur Erinnerung an Hermann Hesse aufgestellt. Der Schriftsteller und Nobelpreisträger, der 1877 in Calw geboren wurde und bis heute der wohl berühmteste Sohn der Stadt ist, hat diese auch literarisch verewigt. Calw – für Hesse „die schönste Stadt von allen“ – wurde als „Gerbersau“ Schauplatz mehrere seiner Erzählungen. Geschützt nach § 2 DSchG | BW |
|                | Wohnhaus                                                          | Im Biegel 1 (Karte) |           | Wohnhaus, zweigeschossiger giebelständiger, teilweise verputzter Bau mit Satteldach in Hanglage, massives Kellergeschoss mit segmentbogigem Eingang zum kleinen tonnengewölbten Keller, darüber konstruktives Fachwerk, wohl 1750 1870er Jahre Schuppenanbau an der Rückseite; 1913 Abortanbau; 1992 Fenstererneuerung, Aufbau Dachgaube; 1994 Fassadenverkleidung; nach 2003 Sanierung Das in der Unteren Vorstadt stehende Gebäude ist ein anschaulich überliefertes Handwerkerhaus aus der Mitte des 18. Jahrhunderts. Im Erdgeschoss des schmucklosen Baus aus konstruktivem Fachwerk gingen von jeher Handwerker – u.a. Schneider und Schreiner – ihrem Gewerbe nach. Er ist ein charakteristisches Beispiel eines frühneuzeitlichen Handwerkerhauses, das Wohnen und Wirtschaften unter einem Dach vereint. Geschützt nach § 2 DSchG | BW |
|                | Georgenäum                                                        | Im Zwinger 3 (Karte) |           | Georgenäum, zweigeschossiger Bau mit hohem Sockel, Flächen aus Buntsandsteinquadern, Architekturglieder in hellem Sandstein, dreiachsiger Mittelbau mit Pilastergliederung und Mansarddach, gerahmt von zwei Pavillonbauten mit steilem Walmdach, Ecken der Pavillons durch alternierende Eckquaderung betont, Hauptgeschoss ausgezeichnet durch Rundbogenöffnungen, toskanische Pilaster und übergiebelte Nischen mit den Statuen von Friedrich Schiller und dem Reutlinger Volkswirtschaftler Friedrich List, am Obergeschoss Zwillingsfenster mit ionischen Säulen, erschlossen über geschwungene einläufige Podesttreppe, für Emil Wilhelm von Georgii-Georgenau und seine Frau Sophie Emilie vom Stuttgarter Oberbaurat Josef von Egle erbaut, 1871; straßenseitig hohe Sandsteinstützmauer; rückwärtiger Garten (heute Teil des Stadtgartens) 1986 Außeninstandsetzung; 1998 Sanierung Eingangsstützmauer; 1999 Umnutzung (von Stadtbibliothek zu Aurelius Sängerknaben und Veranstaltungssaal) und Sanierung, neue Farbfassung Konzert- und Festsaal sowie Chorprobenraum, Teilrekonstruktion bauzeitlicher Bemalung, Fenstererneuerung, Sanierung Treppenhaus, Elektroinstallationen, Heizung; 2005 Sanierputz am Untergeschoss; 2010 Umbau Erdgeschoss, Schaffung von Büroräumen durch Einziehen einer Leichtbau-Trennwand Das repräsentative Gebäude wurde 1868 vom königlichen niederländischen Generalkonsul für Württemberg und Bankier Emil Wilhelm von Georgii-Georgenau und seine Frau Sophie Emilie als öffentliche Bibliothek mit Vortragssaal gestiftet, um die Bildung besonders der Jugend zu befördern. Der mütterlicherseits Calwer Familie Doertenbach stammende Gärtner und seine Frau, eine Tochter des württembergischen Finanzministers von Gärttner, statteten ihre Stiftung zudem mit einem ansehnlichen Geldbetrags für die Arbeit als Volksbildungsstätte aus. Im großen Saal wurden zahlreiche Vorträge angeboten, die gut ausgestattete Bibliothek, die Konversations- und Lesezimmer standen allen Calwer Bürgern offen. Im Georgenäum fanden auch Zeichen- und Malunterricht sowie Aufführungen des Chors und des Kirchengesangvereins statt. Das Georgenäum ist damit Zeugnis des Mäzenatentums des reichen Bürgertums in der Gründerzeit, das mit Stiftungen auch die weniger vom Schicksal Privilegierten an seinen Reichtum teilhaben ließ. Der schlossartige Bau wurde von dem renommierten Architekten Josef von Egle, Direktor an der Stuttgarter Baugewerbeschule und Hofbaumeister, in den Formen einer Neurenaissance französischer Prägung errichtet, die in den letzten Jahrzehnten des späten 19. Jahrhunderts als besonders nobel galt, und ist ein wichtiges Zeugnis der Architektur- wie der Stadtbaugeschichte. Geschützt nach § 2 DSchG | BW |
|                | Wohnhaus                                                          | Im Zwinger 7 (Karte) |           | Wohnhaus, zweigeschossiger giebelständiger verputzter Bau mit Mansarddach in Hanglage, massives Erdgeschoss mit Eckquaderung, darüber Fachwerk, am Giebel über profilierten Schwellen zweifach schwach vorkragend, axialsymmetrische Fassade mit Mitteleingang, im Keilstein des Türsturzes Handwerkerzeichen und Initialen, im Inneren kleiner Gewölbekeller, bauzeitlicher Dachstuhl, vom Maurer Simon Friedrich Kienzle errichtet, 1792 (i) 1941 Umbau; 1979 Modernisierung und rückwärtiger Anbau errichtet; 2014 Fassadenrenovierung, Fenstererneuerung, neue Dachdeckung Das Haus wurde einer Bauinschrift zufolge 1792 von dem Maurer Simon Friedrich Kienzle für sich und den Wirt Jakob Heinrich Greis errichtet. Dieser betrieb zu jener Zeit das Gasthaus Zur Jungfer in der Biergasse. Der Bau ist nicht nur ein Zeugnis eines spätbarocken Bürger- und Handwerkerhauses, er dokumentiert auch die Überbauung des Zwingerbereichs in einer Zeit, als die Stadtbefestigung ihre fortifikatorische Bedeutung verloren hatte, und ist damit von Bedeutung für die Stadtbau- und Siedlungsgeschichte. Geschützt nach § 2 DSchG | BW |
|                | Eichamt (heute Wohnhaus)                                          | Im Zwinger 8 (Karte) |           | Eichamt (heute Wohnhaus), zweigeschossiger traufständiger verputzter Bau mit Sockel aus Buntsandstein und Satteldach, an der Ostseite Reste der Stadtmauer, Kniestock und Giebel verbrettert, Obergeschoss rückwärtig über Holzstützen stark vorkragend, an der südlichen Giebelseite im 1. Obergeschoss dreiseitiger Erker, an der Rückseite Zwerchhaus mit Sichtfachwerk, als eingeschossiger Sichtfachwerkbau nach Plänen des Stadtbaumeisters Werner errichtet, 1871 1919/20 nach Plänen des Baumeisters Kohler um ein Geschoss erhöht, das straßenseitige Zwerchhaus auf die Rückseite versetzt, Erker angefügt und Obergeschoss und Giebel verschindelt; 1989 Sanierung und Umbau für Verwaltungszwecke (zusammen mit Schulgasse 9), dabei Grundriss für die neue Nutzung in Teilen verändert, Neubau eines Verbindungsbaus; 2020 Fassadensanierung, Ausbesserungsarbeiten, Neuanstrich Fassade, Fenster und Läden Das Gebäude wurde 1871 als Eichamt im Bereich des Zwingers zwischen der westlichen Stadtmauer und der vorgelagerten Zwingermauer errichtet. Die talseitige Traufmauer steht auf den Resten der Stadtmauer. Es dokumentiert die Überbauung des – auf dem Brunnenplan von 1781 noch völlig ungestört erkennbaren – westlichen Zwingers und damit die Expansion der Stadt in der 2. Hälfte des 19. Jahrhunderts. Als ehemaliges Eichamt ist der Bau zudem ein Zeugnis der Rechts- und Wirtschaftsgeschichte. Mit der Gründung des Deutschen Reiches wurde die einige Jahre zuvor erlassene, auf dem metrischen System begründete Maß- und Gewichtsordnung des Norddeutschen Bundes für das ganze Reichsgebiet verbindlich und schaffte zum Teil jahrhundertealte Maße und Gewichte ab. Geschützt nach § 2 DSchG | BW |
|                | Doppelwohnhaus                                                    | Im Zwinger 13, 15 (Karte) |           | Doppelwohnhaus, zweigeschossiger traufständiger verputzter Bau mit Mansarddach in Hanglage, massiver Sockel, darüber Fachwerk, straßenseitig am Obergeschoss schwach vorkragend, profiliertes Traufgesims, 1780 (i) 1885 Umbau von Nr. 15, Errichtung des Zwerchhauses (ehemalige Ladeluke) und Anbau mit Satteldach auf der Rückseite über einer Hofdurchfahrt, der eine Verbindung vom Futterraum zum Pferdestall ermöglichte. Von dem Pferdestall ist nur noch der massive Keller darunter vorhanden. 1990/91 Umbau und Sanierung Der breitgelagerte Bau wurde einer Inschrift über dem Kellereingang zufolge im Jahr 1780 von zwei Bauherren errichtet. Er ist nicht nur ein Zeugnis eines spätbarocken Handwerkerhauses, er dokumentiert auch die Überbauung des unmittelbar vor dem Zwinger gelegenen Bereichs in einer Zeit, als die Stadtbefestigung ihre fortifikatorische Bedeutung verloren hatte, und ist damit von Bedeutung für die Stadtbau- und Siedlungsgeschichte. Geschützt nach § 2 DSchG | BW |
|                | Landhaus Rheinwald mit Garten                                     | Im Zwinger 17 (Karte) |           | Landhaus Rheinwald, zweigeschossiges giebelständiges Wohnhaus mit weit überstehendem Satteldach in starker Hanglage, massives Sockelgeschoss, verschindeltes Obergeschoss, talseitig weit vorkragender verschindelter Giebel mit Loggia, mehrseitiger Eckerker an der Südostseite, Zwerchhaus an der Nordseite, Verandaanbau an der Südseite und Küchenanbau an der Nordseite mit abgeschleppten Dächern, Obergeschoss über Außentreppe an der Nordseite erschlossen, vor der talseitigen Giebelfassade ebene Plattform auf Stützmauer, nach Plänen des Ludwigsburgers Architekten Friedrich Hausser für den Rechtsanwalt Ernst Rheinwald, 1906 1992/93 Instandsetzung, Umbau 2. Dachgeschoss, Zugangsbrücke; 2019 Teilsanierung Im ersten Jahrzehnt des 20. Jahrhunderts beginnt die Bebauung der westlich über der Stadt am Hang verlaufenden Panoramastraße, an der in der Folge großzügige Wohnhäuser und Villen entstehen. 1906 ließ sich Rechtsanwalt und Heimatforscher Ernst Rheinwald, Bezirksbeauftragter für Naturschutz im Kreis Calw, unterhalb der heute sog. Schillerstraße ein Wohnhaus errichten. Dieses ist ein gestalterisch qualitätvolles Beispiel für den konservativen, an Gedanken der Heimatkunstbewegung orientierten Wohnhausbau des frühen 20. Jahrhunderts. Es knüpft mit seiner Gestaltung in romantisierender Weise an das traditionelle Schwarzwaldhaus und interpretiert dessen charakteristische Baumaterialien und Motive – Holz, Schindeln, weite Dachüberstände u.a. – aber durchaus neu. Der Architekt greift mit der Asymmetrie in der Fassadengestaltung, der Mischung verschiedener Fensterformen und Fenstergrößen sowie der Verwendung unterschiedlicher Materialien auch moderne Strömungen auf. Als gediegen ausgeführtes, gehobenes Wohnhaus des frühen 20. Jahrhunderts Zeit ist der Bau Beleg der Architektur- und jüngeren Stadtbaugeschichte von Calw. Geschützt nach § 2 DSchG | BW |
|                | Gefängnis (heute Stadtarchiv) mit Gefängnishof und Diebsturm      | Im Zwinger 20, 22 (Karte) |           | Diebsturm oder der „Lange“ (Nr. 22), Stadtmauerturm, dreigeschossiger verputzter Massivbau mit kleinen unregelmäßig verteilten Fenstern, Fachwerkaufbau und Krüppelwalmdach, im Inneren Gefängniszellen mit gusseisernen Öfen, im Fachwerkstock Wohnung des Wächters, mittelalterlicher Turm nach Zerstörung 1692 neu errichtet und mit Fachwerkaufsatz versehen, 1706/07; südlich angebaut Gefängnis (Nr. 20), dreigeschossiger verputzter Bau mit Satteldach, erbaut vor 1835, um ein Geschoss aufgestockt, 1877; Gefängnishof im ehemaligen Stadtgraben, begrenzt von talseitig von der Stadtmauer, bergseitig von der Zwingermauer 1948 Nutzung als Gefängnis aufgegeben, 1954 Instandsetzung, Freilegung des Fachwerks am Turmobergeschoss; 1979 Außenrenovierung von Gefängnis und Stadtturm; 1989 Umbau des Gefängnisses zum Stadtarchiv; 2010 aufgrund starker Schäden und Schädlingsbefall Fachwerks der sog. Türmerwohnung abgetragen und unter Berücksichtigung von zu erhaltendem Fachwerk neu errichtet Der 1518 erstmals in den Quellen erwähnte Diebsturm wurde nach dem Stadtbrand von 1692 wieder instand gesetzt und erhielt einen Fachwerkaufsatz mit Türmerwohnung. Von 1716 an wurde vom Turm aus wieder die Hochwart ausgeübt und das Wohnrecht stand dem nach Mitternacht diensttuenden Wächter zu. Als das in den unteren massiven Stockwerken des Turms untergebrachte Gefängnis nach Einrichtung des Oberamtsgerichts im Jahr 1806 zu klein geworden war, entstand ein Anbau, der 1877 vergrößert wurde. Als letzter erhaltener Turm der Stadtbefestigung ist der Diebsturm von hoher stadtbaugeschichtlicher Bedeutung. Zusammen mit dem angebauten Gefängnis ist der – dessen Inneneinrichtung mit Arrestlokalen aus dem frühen 19. Jahrhundert eine Seltenheit darstellt – zudem ein Zeugnis der Geschichte des Rechtswesens. Geschützt nach § 2 DSchG | BW |
|                | Wohnhaus                                                          | Im Zwinger 31 (Karte) |           | Wohnhaus, zweigeschossiger giebelständiger Fachwerkbau mit hohem massivem Sockelgeschoss und asymmetrischem Satteldach in Hanglage, Obergeschoss und Giebel straßenseitig über Balkenköpfen und Knaggen dreifach vorkragend, als eingeschossiger Bau errichtet, um 1800 1908 nach Plänen des Architekten Alber durch Anheben der Traufseiten um ein Vollgeschoss erweitert; 1983/84 an der Südseite im 2. Obergeschoss ein Balkon in Holzkonstruktion angefügt; 1985 Außeninstandsetzung und Fachwerkfreilegung; 2018 Renovierung der Fassade Das Gebäude wurde um 1800 an eine ältere Häuserzeile angefügt, die sich westlich vor der ummauerten Kernstadt, ungefähr parallel zur Stadtmauer als Teil der Oberen Vorstadt am Hangfuß erstreckt. Es ist Auftakt und integraler Bestandteil dieser Reihe von zweigeschossigen, giebelständigen Handwerkerhäusern. Auch wenn diese Häuser heute teilweise jünger überformt sind, bilden sie ein sozialwie stadtbaugeschichtlich aussagekräftiges Ensemble. Geschützt nach § 2 DSchG | BW |
|                | Wohnhaus                                                          | Im Zwinger 39 (Karte) |           | Wohnhaus, zweigeschossiger giebelständiger verputzter Bau mit Satteldach, massives Erdgeschoss, Obergeschoss und Giebel in Fachwerk, giebelseitig dreifach vorkragend, Rundbogeneingang mit querrechteckigem Oberlicht, bauzeitliche Haustür mit vier Feldern und Klopfer, im Inneren Keller mit flacher Balkendecke, bauzeitliches Treppengeländer, Holzvertäfelung im Treppenhaus und in den Zimmern wohl 19. Jahrhundert, 18. Jahrhundert (vor 1781) Zwei Dachgauben im rückwärtigen Teil des Dachs aufgesetzt im 20. Jahrhundert; 2002 Innen- und Außensanierung, Renovierung der Fassaden, Vollwärmeschutz, Fenstererneuerung Das Gebäude ist integraler Bestandteil einer Reihe von zweigeschossigen, giebelständigen Handwerkerhäusern, die sich westlich vor der ummauerten Kernstadt, ungefähr parallel zur Stadtmauer als Teil der Oberen Vorstadt am Hangfuß erstreckt. Das Gebäude belegt Wohn- und Lebensverhältnisse im frühneuzeitlichen Calw. Auch wenn diese Häuserzeile heute teilweise jünger überformt ist, bildet sie doch ein sozial- wie stadtbaugeschichtlich aussagekräftiges Ensemble. Geschützt nach § 2 DSchG | BW |
|                | Wohnhaus                                                          | Im Zwinger 41 (Karte) |           | Wohnhaus, zweigeschossiger giebelständiger, teilweise verputzter Bau, Satteldach mit Aufschiebling und südlicher Schleppgaube, massives Erdgeschoss, darüber Fachwerk mit Zierformen am Obergeschoss, giebelseitig über Balkenköpfen vierfach vorkragend, rundbogige (zum Fenster umgebaute) Ladeluke, an der Nordseite erschlossen, Keller mit flacher Balkendecke, um 1760 (a) 1992 Umbau Erdgeschoss (Konstruktion des Erdgeschosses war so schadhaft, dass es massiv erneuert werden musste), Fassadensanierung mit Fachwerkfreilegung, Dachneudeckung, rückwärtiger Anbau abgebrochen und neu errichtet (in Fachwerkbauweise) Das Gebäude ist integraler Bestandteil einer Reihe von zweigeschossigen, giebelständigen Handwerkerhäusern, die sich westlich vor der ummauerten Kernstadt, ungefähr parallel zur Stadtmauer als Teil der Oberen Vorstadt am Hangfuß erstreckt. Das Gebäude belegt Wohn- und Lebensverhältnisse im frühneuzeitlichen Calw. Mit seinem Zierfachwerk und den Vorkragungen am Giebel stellt es eines der für Calw charakteristischen Bürger- und Handwerkhäuser des 18. Jahrhunderts dar und hat dokumentarischen Wert für die Stadtbaugeschichte. Geschützt nach § 2 DSchG | BW |
|                | Wohnhaus                                                          | Im Zwinger 47 (Karte) |           | Wohnhaus, schmaler, ein- bis zweigeschossiger giebelständiger, verputzter Bau in Hanglage, Satteldach mit Aufschiebling, massives Erdgeschoss, darüber Fachwerk, am Giebel über Balkenköpfen und Knaggen vorkragend, Zwillingsfenster im Giebel, an der nördlichen Traufseite überdachter Eingang, im hinteren Teil Keller mit Balkendecke, errichtet nach 1781 und vor 1835 2015 Errichtung einer Gaube, Fenstererneuerung Das Gebäude weist sich durch die ungewöhnlich geringen Dimensionen und die schlichte Gestaltung als Wohnstatt eines der wenig vermögenden Handwerkers oder eines Tagelöhners aus. Der bescheidene Bau steht stellvertretend für die Häuser einer unter- oder kleinbürgerlichen Schicht, die sich abseits der großen Hauptstraßen in den Vorstädten bzw. an der Peripherie niederließ. Das Haus ist damit ein für die die Sozialtopographie interessanter Bau und hat zudem Bedeutung für die Stadtbaugeschichte Calws in der Zeit um 1800. Geschützt nach § 2 DSchG | BW |
| Weitere Bilder | Wohnhaus                                                          | Im Zwinger 51 (Karte) |           | Wohnhaus, zweigeschossiger giebelständiger Bau, Satteldach mit Aufschiebling, massives verputztes Erdgeschoss, darüber Fachwerk, straßenseitig am Obergeschoss über Balkenköpfen und Knaggen vorkragend, 18. Jahrhundert 1984 Anbau Treppenhaus Das Gebäude weist sich durch die geringen Dimensionen und die schlichte Gestaltung als Wohnstatt eines der weniger vermögenden Calwer Einwohners aus. Der bescheidene Bau steht stellvertretend für die Häuser einer unter- oder kleinbürgerlichen Schicht, die sich abseits der großen Hauptstraßen in den Vorstädten bzw. an der Peripherie niederließ. Das Haus ist damit ein für die die Sozialtopographie interessanter Bau und hat zudem Bedeutung für die Stadtbaugeschichte Calws im 18. Jahrhundert. Geschützt nach § 2 DSchG |    |
| Weitere Bilder | Wohnhaus mit Gaststätte                                           | Inselgasse 1 (Karte) |           | Wohn- und Geschäftshaus, dreigeschossiger giebelständiger, teilweise verputzter Bau mit Satteldach, massives Erdgeschoss mit Eckquaderung, darüber Fachwerk, über Balkenköpfen und teils kielbogig gefasten Schwellen straßenseitig vierfach vorkragend, am Obergeschoss zwei geschweifte Andreaskreuze in Fensterbrüstungen, an den Obergeschossen gleichmäßig gereihte Fenster mit hölzernen Klappläden, rundbogige (zum Fenster umgestaltete) Ladeluke im Giebelspitz, im Inneren zwei tonnengewölbte Keller, für Georg Friedrich Giebenrath errichtet, 1712 Der ursprünglich zweigeschossige Bau wurde im 19. Jahrhundert um ein Geschoss aufgestockt. Die geschwungenen Segmentbogenabschlüsse in den Öffnungen am Erdgeschoss weisen auf einen Umbau am Anfang des 20. Jahrhunderts. 1968 grundlegende Modernisierung und weitgehende Entkernung; 1989 Erweiterung des Fensters an der Giebelfront zu einem neuen Eingang, Einbau eines Fensters an der Traufseite; 1988/89 Teilabbruch und Wiederaufbau des rückwärtigen Anbaus; 1993 Verlängerung des Gebäudes um 25 cm, Einzug einer zusätzlichen Decke, Überdachung des Übergangs; 2002 Renovierung der Fassaden; 2003 Umnutzung Laden in Gaststätte Das stattliche Gebäude markiert den Beginn der Inselgasse, die in Weiterführung der Lederstraße als Hauptachse die einstige Untere Vorstadt durchzieht. Es wurde 1712 für Georg Friedrich Giebenrath errichtet und kam Mitte des 19. Jahrhunderts an die Familie Stroh, deren Strumpfweberei sich 1905 zur Trikotagenherstellung weiterentwickelte. Der Bau dokumentiert ein für das Calwer Wirtschaftsleben im 18. und 19. Jahrhundert bedeutsames Handwerk – die Erzeugnisse der Calwer Strumpfwirker wurden nicht nur in Deutschland, sondern auch in die Schweiz, die Niederlande und sogar bis nach Weißrussland gehandelt. Zudem entfaltet das Gebäude als ein den nördlichen Stadteingang von der unteren Brücke her entscheidend prägender Bau Wirkung für das Stadtbild. Geschützt nach § 2 DSchG |    |
| Weitere Bilder | Wohn- und Geschäftshaus                                           | Inselgasse 11 (Karte) |           | Wohn- und Geschäftshaus, zweigeschossiger giebelständiger, teilweise verputzter Bau in Hanglage, Satteldach mit Aufschiebling, massives Erdgeschoss, darüber konstruktives Fachwerk, am straßenseitigen Giebel über Balkenköpfen und Knaggen vorkragend, am Obergeschoss gleichmäßig gereihte Fenster mit hölzernen Klappläden, spätes 18. Jahrhundert 2. Hälfte 20. Jahrhundert an der Nordseite zurückgesetzt ein Dachgaubenband erstellt und Erdgeschoss durch Restauranteinbau verändert; 1994 Umbau, Wohnungssanierung und Anbau Treppenaufgang, Anbau Vordach Der bescheiden dimensionierte Bau gibt sich als Wohnhaus eines der weniger begüterten Einwohner Calws zu erkennen. Das Sockel-/Erdgeschoss diente als Werkstatt und (Kleinvieh-)Stall, darüber waren die Wohnräume angeordnet. Das Gebäude belegt Wohn- und Lebensverhältnisse in der Frühen Neuzeit und hat zudem städtebauliche Aussagekraft als Teil der langen Reihe von (Handwerker-)Häusern des 18. Jahrhunderts an der westlichen Inselgasse. Geschützt nach § 2 DSchG |    |
| Weitere Bilder | Kellergebäude der Unteren Mühle                                   | Inselgasse 21 (Karte) |           | Kellergebäude der Unteren Mühle, eineinhalbgeschossiger traufständiger, in den Hang gebauter, verputzter Massivbau mit Satteldach, Eckquaderung und Gewände der Tür- und Fensteröffnungen in Buntsandstein, im nördlichen Teil segmentbogiger Eingang und zwei kleine übereinander liegende Fenster, im südlichen Teil zwei Rundbogentore zu zwei tonnengewölbten Kellern, zwischen diesen Inschriftentafel mit Wappenkartusche, südlicher Teil 1624 (i), nördlicher Teil 1771 (i) Im 19. Jahrhundert Kniestock, spitzgiebliges Zwerchhaus und flankierende Schleppgauben aufgesetzt; 1981 Abbruchantrag abgelehnt; in den 1980er Jahren Instandsetzung, Renovierung und Umbau, Hangkellergeschoss in der Substanz erhalten, Fachwerkaufbau zimmermannsmäßig repariert, Dachgauben, Balkonausbau, Dachdeckung, Sanierung Klappläden, Fenstererneuerung, Balkonanbau; 2006 Nutzungsänderung Lager in Obst- und Gemüseladen; 2017 Anbau einer Garage Bei dem in den Hang hinein gebauten Lagergebäude handelt es sich um den letzten baulichen Rest der Unteren Mühle und diente dieser als Kühlraum und Scheune. Schon im Lagerbuch von 1523 werden drei Mahlmühlen – die Obere Mühle bei der Nikolausbrücke, die Mittlere Mühle gegenüber der Unteren Insel und die Untere am nördlichen Ende der Stadt – genannt. Der Hangkeller ist als Relikt dieser drei wichtigen Einrichtungen von hoher Bedeutung für die der Ortsund Wirtschaftsgeschichte. Geschützt nach § 2 DSchG |    |
| Weitere Bilder | Ev. Stadtkirche Peter und Paul                                    | Kirchplatz 1 (Karte) |           | Ev. Stadtkirche St. Peter und Paul, dreischiffige Hallenkirche mit Querschiff aus Buntsandstein, eingezogener Chor mit 3/8-Schluss, Chorflankenturm mit Spitzhelm, südlich Sakristeianbau, im Inneren kreuzrippengewölbte Stufenhalle mit Emporen, neugotische Ausstattung teilweise erhalten, Sakristei mit Netzrippengewölbe und figürlichen Schlusssteinen, 1505, Reste einer Jakobskapelle zwischen Turm und Chor, um 1200, neben dieser erster Kirchenbau errichtet, um 1260, Neubau Chor Ende 14. Jahrhundert, vergrößernder Neubau von Schiff und Turm (über der Jakobskapelle) von Peter von Breisach, 1505, teilweise Zerstörung 1634 und 1692, Wiederaufbau, 1655 und 1700, Neubau anstelle des baufälligen Langhauses und Turms nach Plänen des Stuttgarter Baurats Felix von Berner, 1884-1888; am Außenbau Kreuzigungsgruppe, 17. Jahrhundert; Denkmal für die Gefallenen des Ersten Weltkriegs von Eugen Mäckle, 1922 1887-1915 Glasfenster im Chor als Stiftungen Calwer Familien entstanden; 1930/32 und 1950 Fenster im Schiff unter der Empore erneuert; 1956/57 Neugestaltung des Inneren durch Prof. Seytter aus Stuttgart; 1996/97 Innenrenovierung Die erstmals um 1262 in den Quellen aufscheinende Stadtkirche wurde an der Ostseite des Marktplatzes neben der von Hirsau ausgegründeten Jakobkapelle um 1260 errichtet. Nachdem bereits im 14. Jahrhundert ein neuer Chor aufgerichtet wurde, entstand ab 1505 südlich von diesem ein Neubau, in den die alte Jakobskapelle miteinbezogen wurde. Dieser wurde bei den beiden großen Stadtbränden der Jahre 1634 und 1692 erheblich beschädigt wurde, nur der polygonal schließende Chor mit Kreuzrippengewölbe sowie die südlich angebaute Sakristei mit aufwendigem Netzgewölbe blieben erhalten. Beim Wiederaufbau des Schiffs ließ man die Außenmauern aus Sparsamkeitsgründen stehen – was sich später rächen sollte. Die ausgeglühten Mauern gaben unter der Last des Dachs nach und im späteren 19. Jahrhundert war das Kirchenschiff so baufällig, dass es durch einen Neubau ersetzt werden musste. Dem Zeitgeschmack entsprechend wurde die neue Kirche im Stil der Neugotik errichtet und ausgestattet. Diese Ausstattung wurde jedoch bei einer Renovierung in den 1950er Jahren dezimiert. Mit ihrer langen und wechselvollen Geschichte ist die Stadtkirche das zentrale bauliche Dokument der Orts-, Siedlungs- und Kirchengeschichte von Calw. Geschützt nach § 12 DSchG |    |
|                | Lateinschule (heute Volkshochschule)                              | Kirchplatz 3 (Karte) |           | Lateinschule (heute Volkshochschule), zweigeschossiger, zwölfachsiger Bau in Eck- und leichter Hanglage mit Satteldach, Sockel und Erdgeschoss massiv und weitgehend verputzt, an der Hangseite mit Teilen der Stadtmauer, darüber Fachwerk mit Zierformen, beide Giebel über beschnitzten Balkenköpfen und Knaggen sowie profilierten Schwellen vierfach vorkragend, rundbogiger Kellerabgang, an Erd- und Obergeschoss gleichmäßig gereihte Fenster, in den Giebeln (zu Fenstern umgestaltete) rund- und segmentbogige Ladeluken, zum Kirchplatz spitzgiebliges dreiachsiges Zwerchhaus, im Inneren zwei tonnengewölbte Keller, als städtische Schule von den Zimmerleuten Günther und Martin errichtet, 1695 1985-1987 Sanierung und Umbau zur Volkshochschule, Fachwerk und Stadtmauer sichtbar gemacht, Modernisierung aller Räumlichkeiten, Treppenhaus aus dem späten 19. Jahrhundert abgebrochen und Treppenhausturm an der Westseite erstellt, Dach ausgebaut und über neue Dachgauben belichtet, Fenstererneuerung, Gebäude im Bereich der Mittelwand angehoben, um die Höhenunterschiede in den Stockwerken anzugleichen, Trennwände in Fachwerk eingebaut, 2011 Abbruch Dach Eingangsvorbau, Anbringung von Rettungspodesten unterhalb der Dachgaubenfenster Die alte Lateinschule wurde wenige Jahre nach dem großen Stadtbrand von 1692 südwestlich der Stadtpfarrkirche an die Stadtmauer angebaut. Bis 1766 beherbergte der stattliche Bau nicht nur die lateinische und die deutsche Schule sowie die Wohnungen des lateinischen Präzeptors und des deutschen Schulmeisters, im mächtigen Dachstuhl befand sich auch die Fruchtkammer der Geistlichen Verwaltung. Der mächtige Schulbau prägt das Umfeld der Stadtpfarrkirche in entscheidendem Maße und ist wichtiges bauliches Zeugnis der Wiederherstellung der im Pfälzischen Erbfolgekrieg stark zerstörten Stadt und ihrer Infrastruktur. Mit seiner einstigen Doppelfunktion als Lateinschule, die die Söhne der wohlhabenden Bürger auf den Besuch einer Universität vorbereitete, und als deutscher Schule, die seit der Kirchenreform des Jahres 1559 zusätzlich eingeführt wurde, ist er auch wichtiges Zeugnis der Bildungs- und Schulgeschichte. Geschützt nach § 2 DSchG | BW |
|                | Wohnhaus                                                          | Kronengasse 1 (Karte) |           | Wohnhaus, dreigeschossiger giebelständiger, verputzter Fachwerkbau mit Sockel aus Steinquadern und Satteldach, 1. Obergeschoss traufseitig vorkragend, straßenseitig 2. Obergeschoss und Giebel über Balkenköpfen vorkragend, symmetrische Fassadengestaltung, im Giebelspitz (zu Fenster umgestaltete) ehemalige Ladeluke, tonnengewölbter Keller, 18. Jahrhundert, für den Buchhändler Emil Georgii umgebaut, 1872 1872 bei der grundlegenden Modernisierung u.a. Fenster teilweise vergrößert und im Erdgeschoss ein Laden eingebaut. 1985 wurde das Gebäude zusammen mit dem Haus Marktplatz 16 modernisiert und umgebaut, Instandsetzung und Reparatur Fachwerkgefüge, Dachneudeckung, Fenstererneuerung, Holzklappläden entfernt, Zwischenbau zu Haus Marktplatz 16 angefügt Das im 18. Jahrhundert errichtete Gebäude stellt eines der für die Calwer Altstadt charakteristischen frühneuzeitlichen Handwerker- und Bürgerhäuser dar. Wahrscheinlich wurde es nach den Zerstörungen des Pfälzischen Erbfolgekrieges über dem teilweise außerhalb des Hauses liegenden Keller eines Vorgängerbaus erstellt. Das stattliche Fachwerkhaus hat städtebauliche Bedeutung als nordwestlicher Auftakt der Kronengasse, die eine der wichtigen West-Ost-Achsen der Calwer Altstadt darstellt und den Marktplatz mit der Lederstraße verbindet. 1872 wurde es für den Buchhändler Emil Georgii modernisiert und mit einem Ladengeschäft versehen. Georgii betrieb neben einer Buchhandlung mit Verlag auch einen Kolonialwarenhandel, ein Bank- und Versicherungsgeschäft und eine Auswanderungsagentur in Calw. Als Wohn- und Geschäftshaus der Familie Georgii, die das Wirtschafts- und Kulturleben in Calw mitprägte, hat das Gebäude auch stadtgeschichtliche Bedeutung. Geschützt nach § 2 DSchG | BW |
|                | Wohn- und Geschäftshaus                                           | Kronengasse 3 (Karte) |           | Wohn- und Geschäftshaus, zweigeschossiger giebelständiger Fachwerkbau mit massivem Sockel in Hanglage, Satteldach mit Aufschiebling, Hauseingang an der bergseitigen abgeschrägten Hausecke, an der Talseite Rundbogeneingang zu einem großen tonnengewölbten Keller, über diesem neu errichtet Mitte 18. Jahrhundert 1985 unter weitgehender Beibehaltung der Innenstruktur umgebaut, Fachwerkfreilegung, Fenstererneuerung (Fensterunterteilungen und Fensterläden nach altem Vorbild erneuert), Einbau Ladengeschäft im Erdgeschoss, an der Rückseite zwei kleine Balkone in den beiden Dachgeschossen angebaut. Das Fachwerkhaus steht an der steil ansteigenden Kronengasse, die die Lederstraße mit dem Marktplatz verbindet. Das konstruktive Fachwerk ohne Vorkragungen weist auf eine Entstehung um die Mitte des 18. Jahrhunderts hin. Das Gebäude ist eines der für die Calwer Altstadt charakteristischen frühneuzeitlichen Handwerker- und Bürgerhäuser von Bedeutung für die Stadtbaugeschichte. Der rundbogige Kellerabgang verweist zudem darauf, dass Weinbau und -handel und seit dem 17. Jahrhundert auch die Bierbrauerei im Calwer Wirtschaftsleben eine nicht unbedeutende Rolle spielten. Geschützt nach § 2 DSchG | BW |
|                | Wohnhaus                                                          | Kronengasse 5 (Karte) |           | Wohnhaus, zweigeschossiger giebelständiger verputzter Fachwerkbau mit massivem Sockel und Satteldach in Hanglage, Obergeschoss und Giebel straßenseitig schwach vorkragend, gleichmäßig gereihte Fenster mit Klappläden, im Giebelspitz (zu Fenster umgestaltete) Ladeluke, tonnengewölbter Keller, um 1700 Das ursprünglich in Sichtfachwerk errichtete Haus ist nach den geschwungenen Streben im Giebel zu schließen wohl um 1700 entstanden. 1922 an der Rückseite zweigeschossiger Flachdachanbau als Schreinerwerkstatt angefügt; dieser 1951 zu Wohnzwecken umgenutzt; 1933 Dachgeschosse ausgebaut; 1990er Jahre Modernisierung (Kellerabgang entfernt); 2005 kleinere Sanierungsarbeiten, Malerarbeiten Fassade, Fenster und Klappläden Das Fachwerkhaus steht an der steil ansteigenden Kronengasse, die die Lederstraße mit dem Marktplatz verbindet. Wahrscheinlich wurde es nach den Zerstörungen des Pfälzischen Erbfolgekrieges teilweise über dem Keller eines Vorgängerbaus erstellt. Als in die Zeit um 1700 zurückreichendes Bürgerhaus ist es ein Dokument der Calwer Stadtbaugeschichte. Geschützt nach § 2 DSchG | BW |
|                | Hofanlage (heute Wohnhaus)                                        | Kronengasse 9 (Karte) |           | Hofanlage, bestehend aus: - dreigeschossiges verputztes Wohnhaus, Walmdach mit zwei großen Giebelgauben, massives Erdgeschoss mit drei Rundbogenöffnungen, darüber Fachwerk, an den Obergeschossen vorkragend, breites Traufgesims, zwei tonnengewölbte Keller, im Kern nach 1692, durch Architekt Kohler umgebaut, 1916; - zweigeschossiger firstparalleler Remisenanbau mit Satteldach zur Kronengasse, im massiven Erdgeschoss große vermauerte Rundbogeneinfahrt, Raum mit Tonnengewölbe, vor 1781; - nördlicher mächtiger Scheunenanbau mit Mansarddach in gleicher Firstrichtung, vor 1781 1993 Instandsetzung Außenfassade, Putzausbesserung, Außenanstrich, Dachdeckung, Reparatur Sandsteingewände, Fenstererneuerung, Einbau Zentralheizung und Nasszellen, Sanierung Wohnung im 1. Obergeschoss Die zwischen Kronengasse und Lederstraße situierte Hofanlage besteht aus dem stattlichen Wohnhaus, einem schmalen zweigeschossigen Remisenanbau zur Kronengasse und einem mächtigen ehemaligen Scheunenbau an der anderen Seite. Den Gebäuden war ein Hofraum vorgelagert, zur Lederstraße war ein Ziergarten angelegt, auf der Rückseite des Hauses befand sich ein Gemüsegarten. Zusammen mit der Lederstraße 11 und 15 bildete die Kronengasse 9 ein Ensemble, das einen straßenseitigen Freiraum vor Kronengasse rahmte, der heute aber geschlossen und teilweise durch Lederstraße 13 überbaut ist. Die tonnengewölbten Keller dürften der Lagerung und Herstellung von Bier oder Wein gedient haben, im frühen 20. Jahrhundert war das Anwesen jedenfalls im Besitz der Bierbrauerfamilie Rau, die den Hauptbau umbauen ließ. Als eine der stattlichsten, im Calwer Altstadtkern erhaltenen Hofanlagen mit im 20. Jahrhundert qualitätvoll erneuertem Wohnhaus, Remisengebäude, Scheune und Gewölbekellern ist das Anwesen von hoher Bedeutung für die Stadtbaugeschichte und dokumentiert Lebens- und Wirtschaftsweisen wohlhabender Calwer Bürger seit dem späten 17. Jahrhundert. Geschützt nach § 2 DSchG | BW |
| Weitere Bilder | Wohn- und Geschäftshaus                                           | Lederstraße 2 (Karte) |           | Wohn- und Geschäftshaus, dreigeschossiger, teilweise verputzter Bau mit Krüppelwalmdach in Ecklage, massives Erdgeschoss mit jüngerem Ladeneinbau, darüber konstruktives Fachwerk, giebelseitig gleichmäßig gereihte Fenster, im Giebelspitz (zu Fenster ungestaltete) Ladeluke, 1850 1963 Erdgeschoss grundlegend umgebaut; 1979/80 Fachwerkfreilegung, Traufseite erhielt nach dem Abriss des Nachbarhauses neue Fensteröffnungen; 2002 Änderung und Erweiterung der bestehenden Dachgauben, Neueindeckung und Innendämmung des Dachs; 2003 Umnutzung des ehemaligen Schuhgeschäfts in Bäckerladen mit Café Nach der Neugestaltung des südöstlichen Stadteingang, dem Bau der neuen Marktbrücke und dem Abriss seines westlichen Nachbarn bildet das Gebäude heute den Auftakt der Lederstraße und zudem zusammen mit Nr. 8 das „Tor“ zum Parkhaus Lederstraße. Ungeachtet der späteren Umgestaltungen ist das Gebäude ein Dokument der Stadtbaugeschichte und städtebaulich wichtiger Eckpfeiler am Übergang vom Sparkassenplatz zur Lederstraße. Geschützt nach § 2 DSchG |    |
|                | Wohn- und Geschäftshaus                                           | Lederstraße 11 (Karte) |           | Wohn- und Geschäftshaus, zweigeschossiger verputzter Bau in Ecklage, Satteldach mit Aufschiebling, zweigeschossigem Zwerchhaus und flankierenden Schleppgauben zur Kronengasse, massives Erdgeschoss mit jüngerem Ladeneinbau, darüber Fachwerk, am Giebel zweifach vorkragend, am Obergeschoss gleichmäßig gereihte Fenster mit Klappläden, im Giebelspitz Zwillingsfenster, 1. Hälfte 18. Jahrhundert Das Gebäude stand schon im 18. Jahrhundert als einzelnes Haus an der Ecke Kronengasse, von den Nachbarhäusern durch Hofraum und Garten getrennt. Aufgrund von thermografischen Untersuchungen, die ein reich verziertes Fachwerk zeigen, dürfte das Haus in der 1. Hälfte des 18. Jahrhunderts entstanden sein. 1932 Aufsetzen von Schleppgaubenbändern auf beiden Seiten des Zwerchhauses und Umbau der dortigen rundbogigen Ladeluke zum hochrechteckigen Fenster; 1920er Jahre Einbau von zwei Geschäften im Erdgeschoss; 1932 Ausbau des Dachgeschosses nach Plänen des Architekten Kohler; 1948 Einbau einer Garage; 1960er Jahre Geschäftseinbau, 1979 thermografische Aufnahmen; 1995 Umbau und Sanierung, Veränderung im Erdgeschoss (Einteilung, Schaufenster zur Kronengasse) und 1. Obergeschoss (Praxis/Büroräume), Sanierung Fassade, Fenstererneuerung, Dachdeckung; 2019 energetische Sanierung, Fenstererneuerung, Fassadenanstrich Das Gebäude stand schon im 18. Jahrhundert als einzelnes Haus an der Ecke zur Kronengasse, von den Nachbarhäusern durch Hofraum und Garten getrennt. Das durch thermografische Untersuchungen belegte reich verzierte Fachwerk weist auf eine Entstehung in der 1. Hälfte des 18. Jahrhunderts hin. Das Anwesen Kronengasse 9 bildete einst zusammen mit Lederstraße 11 und 15 ein Ensemble, das einen straßenseitigen Freiraum zwischen Lederstraße und Kronengasse rahmte (heute geschlossen und teilweise überbaut durch Lederstraße 13). Damit ist es von Bedeutung für die Stadtbau- und Siedlungsgeschichte, belegt es doch, dass die Lederstraße einst keine geschlossene Häuserzeilen aufwies, sondern lockerer bebaut und durch Freiräume gekennzeichnet war. Geschützt nach § 2 DSchG | BW |
| Weitere Bilder | Wohn- und Geschäftshaus                                           | Lederstraße 17 (Karte) |           | Wohn- und Geschäftshaus, zweigeschossiger giebelständiger, teilweise verputzter Bau, Satteldach mit Aufschiebling, massives Erdgeschoss mit Eckquaderung, großer Torfahrt und segmentbogigen Fenstern, darüber Fachwerk mit Zierformen, u.a. geschwungenen Andreaskreuzen und Streben, am Giebel über Balkenköpfen bzw. reich profilierten Schwellen vorkragend, am 1. Dachgeschoss Fenstererker, im 2. Dachgeschoss Zwillingsfenster, im 3. Dachgeschoss (zu Fenster umgestaltete) Ladeluke, unmittelbar nach dem Stadtbrand von 1692 erbaut, 1693 1985 Instandsetzung und Umbau, gesamte Holzkonstruktion freigelegt, Gebäude, das sich zur Lederstraße stark abgesenkt hatte, wieder in die Waage gebracht, Stahlträgerrost über 1. Obergeschoss als neue Gründung für den Dachstuhl eingebaut, Fachwerkfreilegung, ehemalige rundbogige Toreinfahrt in größeren Dimensionen nachempfunden; 2009 Austausch des mittleren Fensterelementes durch ein doppelflügeliges Türelement Das 1693 erbaute Gebäude verdankt seine heutige Gestalt einem Umbau der 1980er Jahre, bei dem die Erdgeschosszone durchgreifend umgestaltet wurde. Dabei entstand nicht nur ein Ladengeschäft, auch die einst vorhandene Torfahrt wurde (in größeren Dimensionen) nachempfunden. Diese weist auf eine ehemals landwirtschaftliche Nutzung hin, ursprünglich befand sich hinter dem Haus ein Hof mit Ökonomiegebäuden. Im 19. Jahrhundert betrieb Johannes Bozenhardt in dem Gebäude eine Gerberei, im 20. Jahrhundert war es im Besitz eines Landwirts, später eines Eisenwarenhändlers. Das Anwesen ist nicht nur baulicher Beleg der Wiederaufbauphase nach den Zerstörungen des Pfälzischen Erbfolgekriegs, es dokumentiert auch Aspekte der Calwer Wirtschaftsgeschichte. Geschützt nach § 2 DSchG |    |
| Weitere Bilder | Wohn- und Geschäftshaus                                           | Lederstraße 22 (Karte) |           | Wohn- und Geschäftshaus, dreigeschossiger giebelständiger, teilweise verputzter Bau mit Satteldach, massives (neu erstelltes) Erdgeschoss, darüber konstruktives Fachwerk, an den Obergeschossen gleichmäßig gereihte Fenster mit Klappläden, im Giebel (zu Fenster umgestaltete) Ladeluke, flankiert von zwei kleinen Segmentbogenfenstern, 2. Hälfte 18. Jahrhundert um 1850 Veränderung der Fenster, Ausbau 1. Dachgeschoss zu Wohnzwecken, Verputz bzw. Aufgabe der Fachwerksichtigkeit; ab den 1960er Jahren Nassräume eingebaut, Böden erneuert, Fenster ausgetauscht, Wände und Decken aufgedoppelt; 2002/03 Umbau und Sanierung, dabei Bau um 89 cm angehoben, Wände im Erdgeschoss und Fundament weitgehend neu erstellt, rückwärtiges Gebäude durch Neubau ersetzt, Sanierung der ehemaligen Werkstatt an der Stadtmauer Das Haus besaß ursprünglich ein niedriges massives Erdgeschoss, das zu landwirtschaftlichen bzw. gewerblichen Zwecken diente. Um das nicht unterkellerte Haus für eine rentable Nutzung zu erhalten, wurde dieses bei der Sanierung Anfang der 2000er Jahre durch eine Anhebung der Fachwerkkonstruktion auf eine nutzbare Raumhöhe gebracht. Als ehemaliges Handwerkerhaus, das nach Ausweis des vorkragungslosen konstruktiven Fachwerks in der 2. Hälfte des 18. Jahrhunderts entstanden sein dürfte, ist es wichtiger Beleg der Wirtschafts- und Stadtbaugeschichte von Calw. Geschützt nach § 2 DSchG |    |
| Weitere Bilder | Wohn- und Geschäftshaus                                           | Lederstraße 23 (Karte) |           | Wohn- und Geschäftshaus, zweigeschossiger giebelständiger verputzter Fachwerkbau mit niedrigem massivem Sockel in Ecklage, Satteldach mit Schleppgaubenband, Obergeschoss weit vorkragend, Giebel über Balkenköpfen schwach vorkragend, am Obergeschoss gleichmäßig gereihte Fenster mit Klappläden, vom Weißgerber Johann Mörsch anstelle des abgebrannten Vorgängers errichtet, 1693 1867 Nutzung durch Buchdruckereimeister Oelschläger, der hier die Vorgängerzeitung der heutigen Kreisnachrichten produzierte. 1945 Dachausbau und Schleppgaubenbänder; 1959 Umbau des Erdgeschosses; 1990 Auswechslung von Fenstern; 1993 Umbau und Sanierung, u.a. Unterfangen von Teilen der Erdgeschossdecke mit Stahlträgern, Umbau von Treppenhaus, Erd-, Zwischen- und Obergeschoss, Tür- und Fenstererneuerung, Außenputz, Vordach Hinterhof Als Eckhaus zur Biergasse und als Auftakt einer Reihe von giebelständigen Fachwerkhäusern an der Lederstraße hat das Gebäude straßenbildprägende Wirkung. In dem 1693 von dem Weißgerber Johann Mörsch errichteten Gebäude wohnten und arbeiteten lange Zeit Gerber, dann Zuckerbäcker. Ab 1806 wohnte der Stadtbaumeister Simon Werner und später sein Sohn Christian Martin Werner, ebenfalls Stadtbaumeister, in dem Haus. Ab 1867 zog der Buchdruckereimeister Oelschläger ein, der die Vorgängerzeitung der heutigen Kreisnachrichten herausbrachte. Mit den vielfältigen gewerblichen Nutzungen ist das Gebäude von Bedeutung für die Calwer Wirtschaftsgeschichte, zudem belegt es mit seiner Entstehung in der Wiederaufbauphase nach der weitgehenden Zerstörung der Stadt im Pfälzischen Erbfolgekrieg die Stadtbaugeschichte im späten 17. Jahrhundert. Geschützt nach § 2 DSchG |    |
| Weitere Bilder | Wohn- und Geschäftshaus                                           | Lederstraße 24 (Karte) |           | Wohn- und Geschäftshaus, viergeschossiger giebelständiger, teilweise verputzter Bau mit Satteldach, rückseitige, zur Nagold gelegene Giebelseite steht auf der Stadtmauer, teilweise massives Erdgeschoss und 1. Obergeschoss, ansonsten Fachwerk, verputztes Obergeschosse und Giebel mit Zierformen, u.a. geschweifte Andreaskreuze und genaste Büge, am Erdgeschoss segmentbogige Schaufenster, an den Obergeschossen gleichmäßig gereihte Fenster, im Giebel (zu Fenster umgestaltete) Ladeluke, um 1700 1889-1893 Wohnhaus der Familie Hesse; 1981 Modernisierung und Umbau, dabei Erd- und 1. Obergeschoss an der Straßenseite massiv erneuert, Einbau von Ladenzone mit Schaufenstern, Fachwerkfreilegung; 1990 Balkonanbau; 2001 Verfugung Stadtmauer, Fachwerkfreilegung; 2002 Garagenanbau Das stattliche, nach dem Stadtbrand von 1692 errichtete Gebäude besitzt eines der in Calw immer wieder zu beobachten Zwischengeschoss zwischen dem massiven Erd- und den Fachwerkobergeschosse, das einst einem der hier ansässigen Handwerker zur Ausübung seines Gewerbes diente. Auf beiden Seiten sowohl zu Lederstraße als auch zur Nagold waren Ladevorrichtungen über den Luken angebracht, Hinweis auf Lagernutzungen frühere Zeiten. Das reiche Zierfachwerk des Giebels und die stattlichen Dimensionen des Hauses weisen auf einen durchaus wohlhabenden Erbauer hin. Als anschaulich überlieferter baulicher Beleg für die Wiederaufbauphase nach der Zerstörung Calws im Pfälzischen Erbfolgekrieg wie auch für die Wohn- und Arbeitsverhältnisse in der Frühen Neuzeit ist das Gebäude von wirtschafts- und stadtbaugeschichtlicher Bedeutung. Zudem hat es als zeitweises Wohnhaus des Schriftstellers und Nobelpreisträgers Hermann Hesse – die Familie Hesse wohnte hier in den Jahren 1889-1893 im zweiten Stock – Wert für die Stadtgeschichte. Geschützt nach § 2 DSchG |    |
| Weitere Bilder | Wohn- und Geschäftshaus                                           | Lederstraße 25 (Karte) |           | Wohn- und Geschäftshaus, dreigeschossiger giebelständiger, teilweise verputzter Bau mit Satteldach, Erdgeschoss und 1. Obergeschoss teilweise massiv erneuert, ansonsten Fachwerk, teilweise mit Zierformen, u.a. geschweifte Andreaskreuze und geschwungene Streben, an Obergeschoss und Giebel über Balkenköpfen, Knaggen und kielbogig gefasten Schwellen vorkragend, im Giebelspitz (zu Fenster umgestaltete) Ladeluke, um 1700 1899 Einrichtung einer mechanischen Schreinerei; 1927 Dachgaubenbänder aufgesetzt; 1945 Bombenschaden; 1956 Instandsetzung der Straßenseite, Fachwerkfreilegung; 1958 Umbau der beiden unteren Geschosse für Geschäftsnutzung Das nach dem großen Stadtbrand von 1692 errichtete Haus ist mit seinem zeittypischen Fachwerkgefüge mit Vorkragungen, kielbogig gefasten Schwellen und den Zierformen in den Brüstungsfeldern eines der für die Calwer Altstadt charakteristischen barocken Bürgerhäuser in prominenter Lage an der Lederstraße als der westlichen der beiden die Stadt in Nord-Süd-Richtung durchziehenden altstädtischen Hauptverkehrsadern. Als reich ausgestaltetes, anschaulich überliefertes und charakteristisches Beispiel für die Wiederaufbauphase um 1700 besitzt es architektur- und stadtbaugeschichtlichen Quellenwert. Geschützt nach § 2 DSchG |    |
| Weitere Bilder | Wohn- und Geschäftshaus                                           | Lederstraße 26 (Karte) |           | Wohn- und Geschäftshaus, zweigeschossiger giebelständiger verputzter Bau, Satteldach mit Zwerchhaus, massives Erdgeschoss mit jüngerem Ladeneinbau, darüber Fachwerk, an Ober- und 1. Dachgeschoss straßenseitig gleichmäßig gereihte Fenster, im Giebel zwei (zu Fenstern umgestaltete) Ladeluken, 18. Jahrhundert Das Gebäude fällt durch seine Gedrungenheit auf, die meisten Fachwerkhäuser an der Lederstraße sind schlanker proportioniert. An den beiden oberen Dachgeschossen verweisen die beiden rundbogige Luken bis heute auf die einstige Funktion als Lagerraum. Das Gebäude belegt Wohn- und Wirtschaftsformen in der Frühen Neuzeit und hat Bedeutung für die Stadtbaugeschichte Calws im 18. Jahrhundert. Geschützt nach § 2 DSchG |    |
| Weitere Bilder | Wohn- und Geschäftshaus                                           | Lederstraße 27 (Karte) |           | Wohn- und Geschäftshaus, zweigeschossiger giebelständiger, teilweise verputzter Bau, Satteldach mit Schleppgauben, massives Erdgeschoss mit jüngerem Ladeneinbau, darüber Fachwerk mit Zierformen im Giebel, am Obergeschoss traufseitig schwach vorkragend, am straßenseitigen Giebel über Balkenköpfen, Knaggen und kielbogig gefasten Schwellen zweifach vorkragend, am straßenseitigen Obergeschoss gleichmäßig gereihte Fenster, im Giebel (zu Fenstern umgestaltete) Ladeluke, 1715 1953 Dachausbau mit Schleppgauben; 1957 Fachwerkfreilegung (Giebelseite); 1968 Instandsetzung und Fachwerkfreilegung (Traufseite); 1994/95 Instandsetzung und Umbau, Sanierung des Holzwerks nach Befall mit Hausschwamm, Umbau Eisdiele (Gastraum und Ladenfassade, WC-Anlage), Einbau von neuen Bädern in den Wohnungen, neue Heizung; 2010 Umgestaltung Eingang, Einbau Fluchttür Das einige Jahre nach dem großen Stadtbrand von 1692 errichtete Haus ist mit seinem zeittypischen Fachwerkgefüge mit Vorkragungen, kielbogig gefasten Schwellen und den reichen Zierformen am Giebel eines der für die Calwer Altstadt charakteristischen barocken Bürgerhäuser in prominenter Lage an der Lederstraße als der westlichen der beiden die Stadt in Nord-Süd-Richtung durchziehenden altstädtischen Hauptverkehrsadern. Als reich ausgestaltetes, anschaulich überliefertes und charakteristisches Beispiel für die Wiederaufbauphase nach den Zerstörungen des Pfälzischen Erbfolgekrieges besitzt es architektur- und stadtbaugeschichtlichen Quellenwert. Geschützt nach § 2 DSchG |    |
| Weitere Bilder | Wohn- und Geschäftshaus                                           | Lederstraße 30 (Karte) |           | Wohn- und Geschäftshaus, zurückversetzt von der Lederstraße gelegen, breitgelagerter zweigeschossiger, traufständiger Bau, der an der Nagoldseite an die ehemalige Stadtmauer grenzt, die wohl im Erdgeschoss mitverwendet wurde, Krüppelwalmdach mit Zwerchhaus und Gauben, massives verputztes Erdgeschoss, darüber konstruktives Fachwerk, am Obergeschoss gleichmäßig gereihte Fenster mit Klappläden, tonnengewölbter Keller, 1790 mit älterem Kern Das Gebäude gehörte zusammen mit Nr. 28 für lange Zeit bedeutenden Familien der Calwer Compagnie, zuerst der Familie Wagner, dann Dörtenbach und ab 1875 Schauber. 1986 Umbau im Zuge des Baus der Lederpassage; 2004/05 Umbau und Sanierung von zwei Wohnungen im 1. Dachgeschoss, dabei eine Wohnung ins 2. Dachgeschoss erweitert, Fensteröffnungen in Wand und Dach, Errichtung einer Dachgaube (Fluchtweg), Dachflächenfenster, Putzarbeiten am Sockelgeschoss Das mit der Rückseite an bzw. auf die Stadtmauer gebaute Haus erhielt sein heutiges Aussehen im Jahr 1790. Lange Zeit im Besitz bedeutender Familien der Calwer Compagnie, zuerst der Familie Wagner, dann Dörtenbach und ab 1875 Schauber, ist es baulicher Beleg der Wirtschaftsgeschichte. Der stattliche Bau am Ufer der Nagold dokumentiert die Wohn- und Lebensverhältnisse bedeutender Calwer Familien im 18. und 19. Jahrhundert. Zudem belegt er – wie etliche andere Anwesen an Bischof- und Lederstraße auch – dass sich die Angehörigen der Handelshäuser bevorzugt in den Straßen entlang der Nagold ihre Wohnsitze errichten ließen. Geschützt nach § 2 DSchG |    |
| Weitere Bilder | Andreähaus, Wohn- und Geschäftshaus                               | Lederstraße 32 (Karte) |           | Andreähaus, Wohn- und Geschäftshaus, zweigeschossiger giebelständiger, teilweise verputzter Bau, Satteldach mit Aufschiebling, massives Erdgeschoss mit jüngerem Ladeneinbau, an der Nagoldseite von der Stadtmauer gebildet, an der Nordostecke Eckquaderung mit Abschrägung und Falz (Verweis auf das ehemals hier stehende Stadttor), darüber Zierfachwerk, u.a. mit geschweiften Andreaskreuzen und genasten Bügen, an Obergeschoss und Giebel über Balkenköpfen, Knaggen und kielbogig gefasten Schwellen vorkragend, am Giebel segmentbogige Fenster und (zu Fenstern umgestaltete) Ladeluken, nach 1692 Nach dem großen Stadtbrand von 1692 anstelle des ehemaligen Reischacher Hofs als Färberhaus neu errichtet; 1714-1797 „Neues Kaufhaus“ der Zeughandelscompagnie, dann Tuch- und Kratzenfabrik; 1878 Kauf durch den Ev. Verein und Umbau durch Werkmeister Weyhenmeyer zum Gemeindehaus; 1955 grundlegende Modernisierung, dabei Fachwerkaußenwände des Erdgeschosses komplett durch Backsteinwände ersetzt, im Erdgeschoss vier gusseiserne Stützen herausgenommen und durch Stahlabfangkonstruktion ersetzt, um einen stützenfreien Raum (Saal) zu schaffen; 1965 Dachkonstruktion erneuert, Dachausbau, Neueindeckung, im Obergeschoss den nicht mehr voll tragfähigen Außenwänden der Traufseiten innen neue Fachwände vorgesetzt; 1967/68 die beiden Fachwerkgiebel instand gesetzt, dabei große Teile erneuert; 1987/88 Instandsetzung, Fachwerkfreilegung, Umbauarbeiten im Inneren, Ausbau Dachgeschoss; 2000 Herstellung am hinteren Ende des Hofs; 2012 Sanierung, Umbau und Umnutzung (Einzelhandel), Anbau an das bestehende Gebäude, Einbau Treppe und Aufzug. Das mit der Rückseite an bzw. auf die Stadtmauer gebaute Haus ist als ehemaliges Färberhaus, als Kaufhaus der Zeughandelscompagnie, die hier eine Färberei und ein Wolllager betrieb, sowie als Tuch- und Kratzenfabrik ein für die Calwer Wirtschaftsgeschichte bedeutender Bau. Zudem dokumentiert es den Wiederaufbau der Stadt nach dem großen Stadtbrand im Pfälzischen Erbfolgekrieg. Geschützt nach § 2 DSchG |    |
| Weitere Bilder | Wohn- und Geschäftshaus                                           | Lederstraße 33 (Karte) |           | Wohn- und Geschäftshaus, zweigeschossiger giebelständiger, teilweise verputzter Bau mit Satteldach, massives Erdgeschoss mit jüngerem Ladeneinbau, darüber Fachwerk, mit Zierformen im Giebel, u.a. geschweifte Andreaskreuze und genaste Büge, am Obergeschoss über profilierten Schwellen und am Giebel über Balkenköpfen und kielbogig gefasten Schwellen vorkragend, im Giebel zwei (zu Fenstern umgestaltete) Ladeluken, um 1700 Ende des 19. Jahrhunderts Wohn- und Geschäftshaus des Rotgerbers und Lederhändlers Wochele; 1912 Schleppgaubenbänder aufgesetzt; 1961 Fachwerkfreilegung; 1990 Umbau Eingangsbereich; 2017 Sanierung und Umnutzung des Obergeschosses von Arztpraxis zu Wohnen Das kurz nach dem großen Stadtbrand von 1692 errichtete Haus ist mit seinem zeittypischen Fachwerkgefüge mit Vorkragungen, kielbogig gefasten Schwellen und den Zierformen am Giebel eines der für die Calwer Altstadt charakteristischen barocken Bürgerhäuser in prominenter Lage an der Lederstraße als der westlichen der beiden die Stadt in Nord-Süd-Richtung durchziehenden altstädtischen Hauptverkehrsadern. Als charakteristisches Beispiel für die Wiederaufbauphase nach den Zerstörungen des Pfälzischen Erbfolgekrieges besitzt es architektur- und stadtbaugeschichtlichen Quellenwert. Für das 19. Jahrhundert ist eine Nutzung durch den Rotgerber und Lederhändler Wochele, belegt. Die Gerber siedelten sich – wie auch andere geruchsund wasserintensives Gewerbe – bevorzugt in der Nähe der Nagold an. Das einstige Gerberhaus erinnert an ein für Calw in der Frühen Neuzeit wichtiges Handwerk und ist damit von Bedeutung für die Wirtschaftsgeschichte. Geschützt nach § 2 DSchG |    |
| Weitere Bilder | Gasthaus Zum Bären (heute Wohn- und Geschäftshaus)                | Lederstraße 34 (Karte) |           | Wohn- und Geschäftshaus, zweigeschossiger giebelständiger, teilweise verputzter Bau mit Satteldach, massives Erdgeschoss mit jüngerem Ladeneinbau, darüber Fachwerk, mit Zierformen, u.a. geschweifte Andreaskreuze und genaste Büge, an Obergeschoss und Giebel über Balkenköpfen, Knaggen und kielbogig gefasten Schwellen vorkragend, straßenseitig gleichmäßig gereihte Fenster, anstelle des 1692 zerstörten Vorgängers für den Metzger Ruoff Schnaufer erbaut 1699; schmiedeeiserner Wirtshausausleger mit vollplastischem goldenem Bären Das nach dem großen Brand von 1692 von der Metzgerfamilie Schnaufer errichtete Gebäude war von an 1717 lange Zeit im Besitz von Gerben und Leimsiedern. 1880 wurde in dem Gebäude eine Schankwirtschaft eingerichtet. 1922 erhielt der Besitzer Karl Scheuerle das Recht eine Gastwirtschaft zu betreiben und den Namen Zum Bären zu führen. 1969 Umbau Erdgeschoss, Erweiterung Metzgerei, Verkleinerung Gastwirtschaft; 1987 Umbau Laden im Erdgeschoss, Fassadenänderung; 2003 Sanierung, Änderung der Fassade; 2004 Nutzungsänderung, Grundrissänderung im Erdgeschoss; 2016 Fassadensanierung und Balkonanbau; 2018 Sicherungsmaßnahmen, teilweiser Rückbau und Wiederaufbau nach Brandschaden (Brand im Obergeschoss); 2019 Überarbeitung und Anstrich Außenputz Das unmittelbar nach dem großen Stadtbrand von 1692 errichtete Haus ist mit seinem zeittypischen Fachwerkgefüge mit Vorkragungen, kielbogig gefasten Schwellen und den Zierformen am Giebel eines der für die Calwer Altstadt charakteristischen barocken Bürgerhäuser in prominenter Lage an der Lederstraße als der westlichen der beiden die Stadt in Nord-Süd-Richtung durchziehenden altstädtischen Hauptverkehrsadern. Als charakteristisches Beispiel für die Wiederaufbauphase nach den Zerstörungen des Pfälzischen Erbfolgekrieges besitzt es architektur- und stadtbaugeschichtlichen Quellenwert. Mit seiner langjährigen Nutzung als Gerberhaus – die Gerbereien siedelten sich als geruchs- und wasserintensives Gewerbe bevorzugt in der Nähe der Nagold an – und als Gasthaus Zum Bären ist es zudem wichtiges Dokument der Wirtschaftsgeschichte. Geschützt nach § 2 DSchG |    |
| Weitere Bilder | Wohn- und Geschäftshaus                                           | Lederstraße 35 (Karte) |           | Wohn- und Geschäftshaus, dreigeschossiger, teilweise verputzter Bau in Ecklage, Satteldach mit Aufschiebling und Zwerchhaus, massives Erdgeschoss mit jüngerem Ladeneinbau, darüber Fachwerk, mit Zierformen, u.a. (geschweifte) Andreaskreuze und geschwungene Streben, an Obergeschoss und Giebel über Balkenköpfen und Knaggen vorkragend, gleichmäßig gereihte Fenster, nach 1692 1904 modernisiert, Erdgeschoss umgebaut und zur Torgasse breites Zwerchhaus mit Walmdach; Anfang 1970er Jahre Modernisierung, dabei Fensterläden entfernt; 1984 Thermographie; 1990er Jahre Fachwerkfreilegung; 2008 Sanierung und Umbau, gewerbliche Nutzung in den unteren, Wohnnutzung in den oberen Geschossen, Anbau von Aufzug und Treppenhaus am westlichen Giebel, Ausbau des 3. Dachgeschosses zu einer Wohnung; 2009 Natursteinverkleidung des Sockelgeschosses aus den 1950er Jahren entfernt und Putz neu aufgebracht Das nach dem großen Stadtbrand von 1692 errichtete Haus ist mit seinem zeittypischen Fachwerkgefüge mit Vorkragungen und Zierformen in den Brüstungsfeldern und am Giebel eines der für die Calwer Altstadt charakteristischen barocken Bürgerhäuser in prominenter Lage an der Lederstraße als der westlichen der beiden die Stadt in Nord-Süd-Richtung durchziehenden altstädtischen Hauptverkehrsadern. Als charakteristisches Beispiel für die Wiederaufbauphase nach den Zerstörungen des Pfälzischen Erbfolgekrieges besitzt es architektur- und stadtbaugeschichtlichen Quellenwert. Mit seiner stattlichen Größe dokumentiert es den Wohlstand und die hohe Wirtschaftskraft etlicher Calwer Bürger am Ende des 17. Jahrhunderts, die ihnen den Bau großzügiger Wohn- und Arbeitsstätten unmittelbar nach den Verheerungen des Pfälzischen Erbfolgekrieges erlaubte. Geschützt nach § 2 DSchG |    |
| Weitere Bilder | Wohn- und Geschäftshaus                                           | Lederstraße 36 (Karte) |           | Wohn- und Geschäftshaus, zweigeschossiger giebelständiger, teilweise verputzter Bau mit Satteldach, massives an der Rückseite an die ehemalige Stadtmauer grenzendes Erdgeschoss mit jüngerem Ladeneinbau, darüber Fachwerk, am Giebel vorkragend, hier rundbogige Ladeluke, tonnengewölbter Keller, 18. Jahrhundert 1933 Werkstatteinbau im Erdgeschoss; 1934 Ausbau des Dachs, Einbau Dachgauben; 1972 Ladeneinbau im Erdgeschoss, große Schaufensteranlage, Innenraum mittels Stahlunterzügen stützenfrei gemacht; 2008 Umbau Erdgeschoss, Umgestaltung der Fassade, neue Schaufensteranlage, an der Traufseite Stahltreppe zur Erschließung des 1. Obergeschosses vorgebaut Das schmale, aber sehr tiefe, bis an die Stadtmauer reichende Fachwerkhaus bildet mit Nr. 40 die seitliche Rahmung des Vorgartens von Haus Nr. 38. Damit ist es von Bedeutung für die Stadtbau- und Siedlungsgeschichte, belegt es doch, dass die Lederstraße einst keine geschlossene Häuserzeilen aufwies, sondern lockerer bebaut und durch Freiräume gekennzeichnet war. Mit seinen früheren Nutzungen – im Erdgeschoss befanden sich einst eine Remise und Lagerräume, dann eine Werkstatt – ist das Haus zudem ein Beleg der Calwer Wirtschaftsgeschichte in der Frühen Neuzeit. Geschützt nach § 2 DSchG |    |
|                | Stälinsches Anwesen / Villa Wagner                                | Lederstraße 38 (Karte) |           | Stälinsches Anwesen, Villa Wagner, bestehend aus: - Wohnhaus (Nr. 38), dreigeschossiger traufständiger verputzter Bau mit Walm- und Plattformdach, im Kern 18. Jahrhundert, um drei Fensterachsen nach Norden und um schmäleren zurückgesetzten Anbau verlängert, 1835, um ein Geschoss erhöht und Anbau in der Flucht des Hauptbaus vorgezogen, Mittelrisalit ebenfalls aufgestockt und durch Plattformdach gedeckt, 1898; - Garagenbau mit Stadtmauer (Nr. 38a), an die Stadtmauer angebaut, Obergeschoss in Fachwerk, 1854; - sog. Türkisches Dampfbad (Nr. 38b), Waschhaus und Geflügelstall, Sandsteinquaderbau mit Plattformdach aus Zinkblech, achtzackige Sternöffnungen, vor 1835; - Gartenpavillon (Nr. 38/2), zweigeschossiger oktogonaler Bau mit Zeltdach, verputztes Fachwerk über Sandsteinsockel, Erdgeschoss als offene Halle gebildet, an den Ecken hölzerne Halssäulen, vor 1835; - Reste des Ziergartens zur Nagold hin (Flst. 226); - ehemaliger Gemüsegarten (Flst. 225) mit Gartenhäuschen, um 1920; - ehemaliger Ziergarten zur Lederstraße (Flst. 227) 1814 kommt das Anwesen an Doertenbachs Schwiegersohn Jakob Friedrich Stälin; 2002 Sanierung Gartenpavillon; 2014 Umbau und Modernisierung von fünf Wohnungen in den Obergeschossen, Dachterrasse und Anbau Balkonen, Einbau einer Gaststätte im Erdgeschoss und im Badhaus, Verbindung zwischen Ledergasse 38 und altem Badhaus sowie einer Wohnung in der Remise Die von der Lederstraße zurückversetzte und durch eine Grünanlage von ihr getrennte Villa Wagner geht auf ein im Kern noch spätbarockes Gebäude zurück, das bis 1725 auf einer bislang nicht bebauten Parzelle für den reichen Handelsherrn Mose Doertenbach inmitten eines großen Gartens errichtet worden war. Heute geht das Erscheinungsbild im Wesentlichen auf einen vergrößernden Umbau von 1898 zurück. In der 1. Hälfte des 19. Jahrhunderts werden in dem weitläufigen, bis zur Nagold reichenden Garten ein gotisierender Gartenpavillon und ein maurisch gestaltetes Waschhaus (sog. Türkisches Dampfbad) erstellt. Weitere dekorative Kleinbauten im Garten folgen im frühen 20. Jahrhundert. Die repräsentativ gestaltete Villa mit dem großen Garten und den mit hohem Anspruch gestalteten Nebengebäude ist ein bemerkenswertes Zeugnis der Wohnverhältnisse und der Lebensweise der bedeutenden Familie Stälin (später Wagner) in Calw, die durch Handel und Produktion von Textilien zu großem Wohlstand kam. Als Geburtsstätte des Historikers Christoph Friedrich Stälin (1805-) – der sich um die württembergische Landesgeschichte verdient gemacht hat und auch die Geschichte seiner Heimatstadt beschrieben hat – ist das Anwesen auch von Bedeutung für die Wissenschaftsgeschichte. Zudem hat es siedlungs- und städtebauliche Bedeutung als das einzige bis heute erhaltene Anwesen mit großzügigen Freiflächen an der Lederstraße. Es stellt eine in der ansonsten von Gerbereien, also Handwerk geprägten Straße singuläre, repräsentative stadträumliche Hinterlassenschaft der Calwer Finanzaristokratie der Barockzeit dar. Geschützt nach § 2 DSchG | BW |
| Weitere Bilder | Haus Schnaufer, Wohn- und Geschäftshaus                           | Lederstraße 39 (Karte) |           | Haus Schnaufer, dreigeschossiger giebelständiger Fachwerkbau mit niedrigem Sandsteinsockel, Satteldach mit Aufschiebling, reiches Zierfachwerk, u.a. mit geschweiften Andreaskreuzen und genasten Bügen, an Obergeschoss und Giebel über Balkenköpfen, Knaggen und kielbogig gefasten Schwellen mit Klötzchenfries fünffach vorkragend, große Toreinfahrt im Erdgeschoss, dreiseitiger Erker im 2. Obergeschoss, zahlreiche rundbogige (zu Fenstern umgestaltete Ladeluken im Giebel, für den Compagnieverwandten Hans Jakob Schill d. J. errichtet, 1694 (i) 1718 erwirbt der Compagnieverwandte und Calwer Bürgermeister Johann Michael Wagner das Haus und richtet einen Weinhandel ein. 1751 nach Kauf durch die Familien Zahn und Dörtenbach Einrichtung einer Porzellanmanufaktur im Anbau (bis 1756). Später Kauf durch die Familie Schnaufer, die hier bis 1975 eine Wein- und Sektkellerei betrieb. 1978 Dachstuhlbrand, Dachgeschosse weitgehend vernichtet, die darunter liegenden Geschoss durch Löscharbeiten erheblich beschädigt; bis 1980 Wiederaufbau, aus statischen Gründen eine stehende Konstruktion mit Unterstützung von Stahlstützen anstatt der liegenden Konstruktion des historischen Dachstuhls errichtet; 2010 Umbaumaßnahmen im Erd- und 1. Obergeschoss, rückwärtige Anbindung an den Treppenhausturm des Neubaus Lederstraße 41; 2015 Sanierung Nord- und Westseite; 2017 Verbreitung einer Gaube Das Fachwerkhaus, das zwei Jahre nach dem Stadtbrand von 1692 für den Compagnieverwandten Hans Jakob Schill d. Jüngeren neuerrichtet wurde, weist mit seinen außergewöhnlichen Dimensionen, dem mächtigen viergeschossigen Dachstuhl und der reichen Gestaltung auf den Wohlstand des Erbauers hin. Das stattliche Gebäude hat entscheidenden Anteil am Straßenbild der Lederstraße, die eine der beiden großen Nord-Süd-Achsen der Calwer Altstadt darstellt. Mit den einstigen Nutzungen als Handelshaus, Porzellanmanufaktur und Weinhandel ist es zudem ein wichtiges Dokument der Calwer Wirtschaftsgeschichte. Geschützt nach § 2 DSchG |    |
| Weitere Bilder | Gasthaus Zur Goldenen Rose (heute Wohn- und Geschäftshaus)        | Lederstraße 40 (Karte) |           | Gasthaus Zur Goldenen Rose (heute Wohn- und Geschäftshaus), zweigeschossiger giebelständiger, teilweise verputzter Bau mit Satteldach, massives Erdgeschoss mit jüngerem Ladeneinbau, an der südöstlichen Traufseite mit Sandsteingliederung, darüber Fachwerk mit Zierformen, an Obergeschoss und Giebel über Balkenköpfen, Knaggen, kielbogig gefasten oder profilierten Schwellen vorkragend, nach dem Stadtbrand von 1692 anstelle des Vorgängers (seit 1682 Gasthaus Zur Rose) um 1700, Zwerchhaus an der Traufseite aufgesetzt, um 1800, Sandsteingliederung an der Traufseite, um 1900 Anfang 20. Jahrhundert Haus des Oberamtsarztes und später des Stadtarztes; ab 1912 Bezirkskrankenkasse, später die Ortskrankenkasse Eigentümer und Nutzer; 1970 Entkernung im Erd- und Obergeschoss, erhalten nur Außenhülle und Dachgeschoss; 1990 Umbau Erdgeschoss für Geschäftsstelle des Schwarzwälder Boten, dabei die blinden Fensteröffnungen der Traufseite wieder geöffnet, Abbruch und Neuerrichtung von Kaminen; 2008 Fassadensanierung (Ausbesserungsarbeiten, Neuanstrich) Das nordwestlich vom ehemaligen Ziergarten der Villa Stälin bzw. Wagner stehende Gebäude markiert den Auftakt einer Gruppe giebelständiger Fachwerkhäuser an der östlichen Lederstraße. Nach Ausweis der Zierfachwerks der Giebelseite dürfte es um 1700 errichtet worden sein. Als charakteristisches Beispiel für die Wiederaufbauphase nach den Zerstörungen des Pfälzischen Erbfolgekrieges besitzt es architektur- und stadtbaugeschichtlichen Quellenwert. In dem Haus befand sich lange Zeit das Gasthaus Zur Goldenen Rose, in dem aufgrund einer Stiftung reisende Buchbindergesellen wohnen konnten. Mit seinen Nutzungen – später auch als Sitz des Stadtarztes bzw. der Ortskrankenkasse – belegt es Aspekte der Calwer Sozialund Wirtschaftsgeschichte. Geschützt nach § 2 DSchG |    |
| Weitere Bilder | Färber- und Gerberhaus (heute Wohn- und Geschäftshaus)            | Lederstraße 42 (Karte) |           | Färber- und Gerberhaus (heute Wohn- und Geschäftshaus), dreigeschossiger, giebelständiger verputzter Bau, Satteldach mit Aufschiebling, massives Erdgeschoss mit jüngerem Ladeneinbau, darüber Fachwerk, 2. Obergeschoss und Giebel vorkragend, an der Rückseite zwei Holzlauben im 1. und 2. Obergeschoss, tonnengewölbter Keller mit Sandsteinplatten, für den Färber Simon Bozenhardt errichtet, 1711 1898 Modernisierung und Einbau eines Ladengeschäftes für den Uhrmachermeister Zahn; 1970er Jahre Erdgeschossfassade umgestaltet, Verkleidung mit poliertem Naturstein, Schaufenster mit eloxierten Rahmen; 2004 Neuverglasung der Schaufenster Der hohe verputzte Bau hat Anteil an einer Reihe von giebelständigen Fachwerkhäusern an der östlichen Seite der Lederstraße. Das 1711 für den Färber Simon Bozenhardt errichtete Anwesen war für Jahrhunderte Wohn- und Arbeitsstätte von Gerbern und Färbern. Bemerkenswert sind auf der Rückseite zwei Holzlauben an den Obergeschossen, die zum Trocknen der Häute dienten. Als Gerberhaus in für Calw charakteristischer Lage – die Gerber und Färber siedelten sich mit ihrem geruchs- und wasserintensiven Gewerbe bevorzugt in der Nähe der Nagold an – ist es wichtiges Dokument der Wirtschaftsgeschichte. Zudem dokumentiert es die Wiederaufbauphase nach den Zerstörungen des Pfälzischen Erbfolgekrieges und hat damit stadtbaugeschichtlichen Quellenwert. Geschützt nach § 2 DSchG |    |
| Weitere Bilder | Doppelwohn- und Geschäftshaus                                     | Lederstraße 43, 45 (Karte) |           | Doppelwohn- und Geschäftshaus, breitgelagerter, ursprünglich dreigeschossiger, heute zweigeschossiger, traufständiger Bau mit Satteldach, massives verputztes Erdgeschoss mit Eckquaderung, darüber Fachwerk mit Zierformen, u.a. durchkreuzte Rauten, geschweifte Andreaskreuze und genaste Büge, im südlichen Hausteil rundbogige Torfahrt, am nördlichen Teil Inschriftentafel des damaligen Besitzers Bäcker Simon Kleinbub 1742 (i), nach Brand von 1692 wiederaufgebaut; 1694 1911 im nördlichen Teil richtet die Bäckersfamilie Pfrommer im nördlichen Teil einen Laden und 1954 ein Café ein; 1981 Fachwerkinstandsetzung; 2006/07 umfassender Umbau, erhalten blieb die Fassade, im Inneren vollständig entkernt, Erdgeschoss- und Zwischengeschoss zu einem Stockwerk zusammengefasst Der breitgelagerte Bau hat als Endpunkt der Lederstraße und wichtige Rahmung des an ihrem Ende entstandenen Platzraum an der Unteren Brücke hohen städtebaulichen Wert. Als eines der nach dem großen Stadtbrand des Jahres 1692 entstandene Anwesen – 1694 baute Hans Jakob Zahn es wieder auf – mit reichem Zierfachwerk ist es auch wichtiges Dokument der Stadtbaugeschichte. Zudem verdeutlicht es verschiedene Aspekte der Calwer Wirtschaftsgeschichte: Die Torfahrt führte in den rückwärtigen Teil der Parzelle, wo zu jeder Hälfte des Doppelhauses eine Scheune gehörte, in der die Feldfrüchte gelagert wurden. Zu den Besitzern gehörten mehrfach Bäcker, auf einen von ihnen, einen Simon Kleinbub, weist die mit einer Brezel, dem Zeichen dieses Berufsstandes verzierte Hausmarke aus dem Jahr 1742 hin. Im 19. Jahrhundert betrieben hier Wilhelm Linkenheil und Friedrich Pfrommer ihre Bäckereien. Geschützt nach § 2 DSchG |    |
| Weitere Bilder | Wohn- und Geschäftshaus                                           | Lederstraße 44 (Karte) |           | Wohn- und Geschäftshaus, zweigeschossiger giebelständiger, teilweise verputzter Bau mit Satteldach, massives Erdgeschoss mit jüngerem Ladeneinbau, darüber Fachwerk mit Zierformen, u.a. geschweifte Andreaskreuze und geschwungene Streben, am Giebel über Balkenköpfen vorkragend, rundbogige (zu Fenster umgestaltete) Ladeluke, nach dem Stadtbrand von 1692 für Johannes Bozenhardt und den Schuhmacher Hans Bernhard Frohnmüller neu errichtet, 1698, rückwärtiger schmaler und höherer Anbau in Fachwerk, 19. Jahrhundert In dem Haus waren für lange Zeit eine Schuhmacherei, eine Wirtschaft und eine Metzgerei untergebracht. 1995 Sanierung und Umbau, Einbau Buchladen im Erdgeschoss, Anbau Balkon; 2000 Anbau Glasvordach an der Straßenfront Das Gebäude gehört zu einer Gruppe giebelständiger Fachwerkhäuser an der östlichen Lederstraße. Nach der weitgehenden Zerstörung der Stadt im Pfälzischen Erbfolgekrieg wurde es 1698 von zwei Bauherren wieder errichtet. Als Zeugnis der Wiederaufbauphase nach dem großen Stadtbrand von 1692 besitzt es architektur- und stadtbaugeschichtlichen Quellenwert. In dem Haus waren für lange Zeit eine Schuhmacherei, eine Wirtschaft und eine Metzgerei untergebracht. Damit ist es Beleg der Wirtschaftsgeschichte und Sozialtopographie. Geschützt nach § 2 DSchG |    |
| Weitere Bilder | Wohn- und Geschäftshaus                                           | Lederstraße 46 (Karte) |           | Wohn- und Geschäftshaus, zweigeschossiger giebelständiger, teilweise verputzter Bau, Satteldach mit Aufschiebling, massives Erdgeschoss mit Eckquaderung und jüngerem Ladeneinbau, darüber Fachwerk mit Zierformen im Giebel, am Giebel über Balkenköpfen und kielbogig gefasten Schwellen vorkragend, um 1700; im rückwärtigen Teil der Parzelle an die ehemalige Stadtmauer angrenzendes eingeschossiges Werkstattgebäude mit flach geneigtem Satteldach, nach Plänen des Werkmeisters Hohnecker als Schlosserei errichtet, 1903 1957 Außeninstandsetzung, Fachwerkfreilegung Straßenseite; 1999 an der Nagoldseite Balkon angefügt; 2003 Einbau eines Bistros im Erdgeschoss; 2009 Sanierung, Anstrich Fassade, leerstehendes Lokal im Erdgeschoss renoviert, Rettungsbalkon, Dachgaube, Einbau von drei Dachflächenfenstern Das Gebäude gehört zu einer Gruppe giebelständiger Fachwerkhäuser an der östlichen Lederstraße. Nach der weitgehenden Zerstörung der Stadt im Pfälzischen Erbfolgekrieg wurde es um 1700 errichtet. Als Zeugnis der Wiederaufbauphase nach dem großen Stadtbrand von 1692 besitzt es architektur- und stadtbaugeschichtlichen Quellenwert. Als ehemaliges Handwerkerhaus mit separater Werkstatt im Hof ist es zudem Beleg der Wirtschaftsgeschichte und Sozialtopographie. Geschützt nach § 2 DSchG |    |
| Weitere Bilder | Wohn- und Geschäftshaus                                           | Lederstraße 48 (Karte) |           | Wohn- und Geschäftshaus, dreigeschossiger giebelständiger, teilweise verputzter Bau mit Satteldach, massives Erdgeschoss mit jüngerem Garageneinbau, darüber Fachwerk, am 2. Obergeschoss und Giebel über Balkenköpfen und Knaggen vorkragend, Giebel mit Zierformen und Ladeluken, rundbogige Torfahrt mit Sandsteingewände, im Keilstein bezeichnet 1797; erbaut im 18. Jahrhundert Der hohe seine Nachbarn überragende Bau hat entscheidenden Anteil an einer Reihe von giebelständigen Fachwerkhäusern an der östlichen Seite der Lederstraße. Nach Ausweis der Vorkragungen und Zierformen am Giebel dürfte es aus der Wiederaufbauphase nach der weitgehenden Zerstörung der Stadt im Pfälzischen Erbfolgekrieg stammen. Das Datum 1797 auf dem Keilstein der Toreinfahrt weist auf einen Umbau hin. Das Gebäude vereint verschiedene Funktionen unter einem Dach: Über Torfahrt und Sockelgeschoss befanden sich Handwerkerstube bzw. Materialienkammer, das Obergeschoss diente als Wohngeschoss, der Dachraum der Vorratshaltung. Das Gebäude belegt eindrucksvoll, dass die Besitzer neben der landwirtschaftlichen Arbeit zugleich ein Handwerk betrieben. Damit ist es als anschaulich überlieferter baulicher Beleg für die Wohn- und Arbeitsverhältnisse in Calw in der Frühen Neuzeit. Geschützt nach § 2 DSchG |    |
| Weitere Bilder | Wohn- und Geschäftshaus                                           | Marktplatz 1 (Karte) |           | Wohn- und Geschäftshaus, dreigeschossiger giebelständiger Bau in Hanglage, Krüppelwalmdach mit Gauben, massives Erdgeschoss mit jüngerem Ladeneinbau, darüber Fachwerk, an 2. Obergeschoss und Giebel über Balkenköpfen und kielbogig gefasten Schwellen vorkragend, reich profiliertes Traufgesims, über zwei älteren tonnengewölbten Kellern errichtet, 18. Jahrhundert 1957 Einbau Ladengeschäft, rückwärtiger Anbau; 1981 nach Dachstuhlbrand 2. Obergeschoss und Dachstuhl in alter Form weitgehend neu errichtet, Fachwerkfreilegung, Umbau Erdgeschoss-Fassade; 2010 Um- und Anbau (Treppenhaus), Verfüllung Gewölbekeller Das Gebäude ist Teil des nahezu lückenlos erhaltenen Ensembles von giebelständigen Fachwerkhäusern, die den Calwer Marktplatz säumen. Es ist eines der für Calw und besonders für den Marktplatz charakteristischen Bürgerhäuser mit massiven (heute zu Gewerbezwecken umgebauten) Erdgeschossen, über denen sich in der Regel zwei Wohngeschosse und Lagerräume im Dach befanden. Mit ihren mehr oder weniger aufwendig gestalteten Fachwerkfassaden prägen die nach der Zerstörung der Stadt im Pfälzischen Erbfolgekrieg wieder aufgebauten Gebäude das Bild der Calwer Altstadt bis heute in entscheidendem Maße. Der stattliche Bau ist von Bedeutung für die Stadtbaugeschichte im 18. Jahrhundert und trägt dazu bei, dass der Calwer Marktplatz bis heute einen der eindrucksvollsten Platzräume des späten 17./18. Jahrhunderts in Württemberg darstellt. Geschützt nach § 2 DSchG |    |
|                | Gasthaus Zum Hirsch (heute Wohn- und Geschäftshaus)               | Marktplatz 3 (Karte) |           | Gasthaus Hirsch (heute Wohn- und Geschäftshaus), dreigeschossiger giebelständiger, teilweise verputzter Bau in Hanglage, Krüppelwalmdach mit Gauben, massives Erdgeschoss aus Sandsteinquadern mit korbbogigen Öffnungen, darüber Fachwerk, am Giebel über Balkenköpfen vorkragend, flach gedeckter Keller, im 1. Obergeschoss Vertäfelungen, im 2. Obergeschoss Bohlendecke des 18. Jahrhunderts, 1693/94, Umbau 1792; schmiedeeiserner Wirtshausausleger mit vergoldeter Figur eines Hirschs 1985/86 umfassende Sanierung, dabei die westlichste der Korbbogenöffnungen vergrößert, Fachwerkfreilegung, rückwärtiger Anbau zur Erweiterung der Ladenfläche im Erdgeschoss, Sicherung der Stadtmauer im Hof; 1986 Restaurierung des Wirtshausschilds Das Gebäude ist Teil des nahezu lückenlos erhaltenen Ensembles von giebelständigen Fachwerkhäusern, die den Calwer Marktplatz säumen. Es ist eines der für Calw und besonders für den Marktplatz charakteristischen Gast- und Bürgerhäuser mit massiven (heute zu Gewerbezwecken umgebauten) Erdgeschossen, über denen sich in der Regel zwei Wohngeschosse und Lagerräume im Dach befanden. Der Wiederaufbau des stattlichen Baus wurde sofort nach dem großen Stadtbrand von 1692 durch den Metzger Michael Schnaufer begonnen und ab 1693 durch Martin Haydt weitergeführt, der hier den Gasthof Zum Hirsch einrichtete. Bereits 1695 speiste Markgraf Ludwig Wilhelm von Baden auf seiner Reise von Baden nach Teinach im Calwer Hirschen. Lange Zeit war es auch das Zunftlokal so bedeutender Zünfte wie die der Metzger, Tuchmacher, Kaminfeger und Flößer. Das Gebäude hat hohe Bedeutung für die Sozial- und Stadtbaugeschichte und trägt dazu bei, dass der Calwer Marktplatz bis heute einen der eindrucksvollsten Platzräume des späten 17./18. Jahrhunderts in Württemberg darstellt. Als einstiges Gasthaus Zum Hirsch hat es zudem wirtschaftsgeschichtlichen Zeugniswert und erinnert daran, dass Calw als wichtigen Handelsplatz im Tal der Nagold zahlreiche Gasthäuser besaß. Bis heute unterstreicht der prachtvolle Wirtshausausleger die Bedeutung des ehemals „ersten Hauses“ am Platze. Geschützt nach § 2 DSchG |    |
| Weitere Bilder | Wohn- und Geschäftshaus                                           | Marktplatz 4 (Karte) |           | Wohn- und Geschäftshaus, zweigeschossiger giebelständiger Bau mit Satteldach, massives Erdgeschoss mit rundbogigem Hauseingang mit rustiziertem Gewände und jüngerem Ladeneinbau, darüber konstruktives Fachwerk mit profilierten Schwellen, im Giebelspitz (zum Fenster umgestaltete) Ladeluke, über zwei älteren tonnengewölbten Kellern errichtet, 18. Jahrhundert 1977/78 Fachwerkfreilegung, Umbau zu Bankfiliale, Unter- und Erdgeschoss unter Beibehaltung des rundbogigen Hauseingangs völlig modernisiert und außen mit Sandsteinplatten verkleidet, Anbau Treppenhaus; 1992 Ausbau Dachgeschoss; 2013 Fenstererneuerung im Obergeschoss Das relativ bescheiden dimensionierte Fachwerkhaus entstand im 18. Jahrhundert und bildet seit dem Abbruch des Nachbarhauses (Nr. 2) den Auftakt der Bebauung an der Nordostseite des Marktplatzes. Das Haus wurde über zwei älteren tonnengewölbten Kellern errichtet, die Hinweise auf die Bebauung des Marktplatzes vor dem großen Stadtbrand von 1692 geben. Das strenge konstruktive Fachwerk ohne Vorkragungen könnte ein Hinweis darauf sein, dass das Gebäude ursprünglich putzsichtig geplant war. Der Bau ist von Bedeutung für die Stadtbaugeschichte im 18. Jahrhundert und hat Anteil daran, dass der Calwer Marktplatz bis heute einen der eindrucksvollsten Platzräume des späten 17./18. Jahrhunderts in Württemberg darstellt. Geschützt nach § 2 DSchG |    |
| Weitere Bilder | Wohn- und Geschäftshaus                                           | Marktplatz 6 (Karte) |           | Wohn- und Geschäftshaus, dreigeschossiger giebelständiger Bau, Krüppelwalmdach mit straßenseitiger Walmdachgaube, massives Erdgeschoss mit rundbogigem Hauseingang mit rustiziertem Gewände und jüngerem Ladeneinbau, darüber konstruktives Fachwerk mit profilierten Schwellen, anstelle eines 1695 errichteten Vorgängerbaus für den Bürgermeister Grafft errichtet, 1753 1946 Dachausbau; 1961 Erdgeschoss modernisiert; 1980 Fachwerkfreilegung; 1985 Umbau, Erhalt bzw. Instandsetzung des Kellergewölbes mit Nebengewölbe, Reparatur Fachwerkgefüge, neue Schleppgauben, Dachneudeckung, Fenstererneuerung, Zwischenbau zu Haus Kronengasse 1; 1994 Umbau Laden und Eingangsbereich; 2001 Fassadenrenovierung Das Gebäude ist Teil des nahezu lückenlos erhaltenen Ensembles von giebelständigen Fachwerkhäusern, die den Calwer Marktplatz säumen. Es ist eines der für Calw und besonders für den Marktplatz charakteristischen Gast- und Bürgerhäuser mit massiven (heute zu Gewerbezwecken umgebauten) Erdgeschossen, über denen sich in der Regel zwei Wohngeschosse und Lagerräume im Dach befanden. Der Bau wurde anstelle eines nach dem großen Stadtbrand von 1692 errichteten Vorgängers im Jahr 1753 für den Bürgermeister Maximilian B. Grafft errichtet. Das strenge konstruktive Fachwerk ohne Vorkragungen dürfte ein Hinweis darauf sein, dass das Gebäude ursprünglich putzsichtig geplant war. Seit dem späten 17. Jahrhundert war es ein Handelshaus, in dem u.a. der Kolonialwarenhändler Emil Dreiß und die Textilhändler Traugott Schiler und Friedrich Daur ihren Geschäften nachgingen. Das Haus ist aber nicht nur von Bedeutung für die Stadtbau- und Wirtschaftsgeschichte von Calw, sondern besitzt als Geburtshaus von Hermann Hesse hohen Zeugniswert für die Literaturgeschichte. Die Familie des Nobelpreisträgers wohnte von Dezember 1874 bis April 1880 im zweiten Stock des Hauses. Geschützt nach § 2 DSchG |    |
|                | Wohn- und Geschäftshaus                                           | Marktplatz 7 (Karte) |           | Wohn- und Geschäftshaus, dreigeschossiger Bau in Ecklage, Satteldach mit Aufschiebling, massives Erdgeschoss aus Sandstein, darüber Fachwerk mit Zierformen, u.a. geschweifte Andreaskreuze, Rautenformen, geschwungene Streben, über Balkenköpfen bzw. Schwellen mit Klötzchenfries vorkragend, giebelseitig Schaufenster mit Säulenstellung, im Giebel drei rundbogige (teilweise zu Fenstern umgestaltete) Ladeluken, über zwei älteren tonnengewölbten Kellern errichtet, 18. Jahrhundert Um 1900 Einbau Schaufenster; 1976 Sanierung und Umbau von Gastarbeiterwohnheim zu Räumen für die Stadtverwaltung, dabei u.a. Erdgeschoss an der Traufseite neu aufgemauert, vom Holzwurm geschädigtes Fachwerk ausgetauscht, teilweise neue Decken und Innenwände eingezogen, verschobener Dachstuhl saniert, Schleppgauben aufgesetzt und ein Erker mit abgewalmtem Satteldach angefügt, Umnutzung zu Geschäfts- und Büroräumen mit teilweise veränderter Innenstruktur; 2013-2019 Sanierung, Restaurierung, Umbau des aus fünf Gebäuden bestehenden Rathauskomplexes zum miteinander verbundenen barrierefreien Dienstleistungszentrum, hier Umbau zur Stadtinformation Das Gebäude markiert heute den Auftakt der Häuserzeile an der Ostseite des Marktplatzes, ursprünglich schloss sich nach Süden aber ein weiterer Bau an, der zur Verbreiterung der Salzgasse in den 1970er Jahren abgerissen wurde. Der stattliche Bau weist mit dem reich gestalteten Zierfachwerk im Giebel als Wiederaufbau nach der fast vollständigen Brandzerstörung Calws im Pfälzischen Erbfolgekrieg aus. Er ist eines der für Calw und besonders für den Marktplatz charakteristischen Gast- und Bürgerhäuser mit massiven Erdgeschossen, über denen sich in der Regel zwei Wohngeschosse und Lagerräume im Dach befanden. Damit ist das Gebäude ist von Bedeutung für die Wirtschafts- und Stadtbaugeschichte im 18. Jahrhundert und trägt dazu bei, dass der Calwer Marktplatz bis heute einen der eindrucksvollsten Platzräume des späten 17./18. Jahrhunderts in Württemberg darstellt Geschützt nach § 2 DSchG |    |
| Weitere Bilder | Gasthaus Zur Krone (heute Wohn- und Geschäftshaus)                | Marktplatz 8 (Karte) |           | Gasthaus Zur Krone (heute Wohn- und Geschäftshaus), dreigeschossiger, giebelständiger, teilweise verputzter Bau, Satteldach mit Aufschiebling, massives Erdgeschoss mit jüngerem Ladeneinbau, darüber Fachwerk mit Zierformen, u.a. geschweifte Andreaskreuze, Kreisformen und genaste Büge, an 2. Obergeschoss und Giebel über Balkenköpfen, Knaggen und kielbogig gefasten Schwellen vorkragend, um 1700; schmiedeeiserner Wirtshausausleger mit goldener Krone An dieser Stelle bereits vor dem Dreißigjährigen Krieg ein Gasthaus Zum Goldenen Ochsen erwähnt, dieses kam 1721 an die aus Liebenzell stammende Metzgerfamilie Diefenbach; 1793 führt Georg Friedrich Diefenbach das Gasthaus unter dem Namen Zur Krone weiter; 1924 Restaurierung des Auslegers; 1963 Fachwerkfreilegung; 1965 Umbau Erdgeschoss, Modernisierung der Schaufensterfront; 1993 Umbau Erdgeschoss; 1997 Ausbau Dachgeschoss; 2010 Fenstererneuerung Das Gebäude ist Teil des nahezu lückenlos erhaltenen Ensembles von giebelständigen Fachwerkhäusern, die den Calwer Marktplatz säumen. Es ist eines der für Calw und besonders für den Marktplatz charakteristischen Gast- und Bürgerhäuser mit massiven (heute zu Gewerbezwecken umgebauten) Erdgeschossen, über denen sich in der Regel zwei Fachwerkgeschosse und Lagerräume im Dach befanden. Bereits für die Zeit vor dem Dreißigjährigen Krieg ist an dieser Stelle ein Gasthaus, der Goldene Ochse, belegt. Der nach dem großen Stadtbrand von 1692 neu errichtete Gasthof kam 1721 an die aus Liebenzell stammende Metzgerfamilie Diefenbach. Georg Friedrich Diefenbach führte das Haus seit 1793 unter dem Namen Zur Krone, an das noch heute ein aufwendiges Wirtshausschild aus den 1920er Jahren erinnert. Das ehemalige Gasthaus Zur Krone besitzt wirtschaftsgeschichtlichen Zeugniswert und erinnert daran, dass Calw als wichtigen Handelsplatz im Tal der Nagold zahlreiche Gasthäuser besaß. Es hat aber nicht nur hohe Bedeutung für die Sozial- und Stadtbaugeschichte, sondern trägt auch dazu bei, dass der Calwer Marktplatz bis heute einen der eindrucksvollsten Platzräume des späten 17./18. Jahrhunderts in Württemberg darstellt. Geschützt nach § 2 DSchG |    |
| Weitere Bilder | Rathaus                                                           | Marktplatz 9 (Karte) |           | Rathaus, dreigeschossiger giebelständiger verputzter Bau, zwei jeweils um eine Achse treppenartig schmaler werdende Dachgeschosse, Satteldach, Erdgeschoss als ursprünglich offene, in drei steinernen Rundbögen geöffnete, dreischiffige Halle gebildet, an der Rückseite Obergeschoss über Außentreppe und Erker erschlossen, anstelle des 1634 brandzerstörten Vorgängerbaus errichtet, 1673, die 1692 zerstörten Obergeschosse wieder aufgebaut, 1726-1730, verputzt und mit Stuckgliederungen versehen, nach 1754, Umgestaltung des Inneren für das Kreisstrafgericht, 1869, Modernisierung mit Vereinfachung der Fassadengliederung und Anbringung von Figuren (Aufbau, Hüter des Tals und Fürsorge) vom Stuttgarter Bildhauer Ernst Yelin und des Dachtürmchens, 1929 2013-2019 Sanierung, Restaurierung, Umbau des aus fünf Gebäuden bestehenden Rathauskomplexes zum miteinander verbundenen barrierefreien Dienstleistungszentrum, Der mächtige Bau des Rathauses beherrscht den unteren Teil des Marktplatzes und bildet einen städtebaulichen Gegenpol zur Stadtpfarrkirche Peter und Paul. Das erste urkundlich fassbare Rathaus von 1454 wurde 1634 zerstört. Der an seiner Stelle 1673 errichtete Neubau brannte 1692 ab, nur das steinerne Erdgeschoss mit der offenen Markthalle blieben stehen. Der Wiederaufbau zog sich bis 1730 hin, genügte aber im 19. Jahrhundert dem Zeitgeschmack nicht mehr und wurde mit Stuckgliederungen versehen. Der heute Zustand geht auf eine entscheidende, die Fassade purifizierende Modernisierung von 1929 zurück. Der den Platzraum beherrschende mächtige Bau des nach den Zerstörungen des Pfälzischen Erbfolgekriegs neu erbauten Rathauses ist von zentraler Bedeutung für die Stadt(bau)geschichte. Er belegt eindrucksvoll den durch die Kriegswirren und Brandkatastrophen des 17. Jahrhunderts nicht gebrochenen Bürgerstolz der Calwer. Als zentraler Sitz von Handel und Verwaltung – das Erdgeschoss ist als Halle für Metzig, Brotbänke und Stadtwaage ausgebildet, die Obergeschosse enthielt die Amtsstuben und zeitweise das Kreisstrafgericht – ist das Rathaus wichtiges bauliches Dokument der Wirtschafts- und Verwaltungsgeschichte der Stadt. Geschützt nach § 2 DSchG |    |
| Weitere Bilder | Wohn- und Geschäftshaus                                           | Marktplatz 10 (Karte) |           | Wohn- und Geschäftshaus, zweigeschossiger, giebelständiger, teilweise verputzter Bau, Satteldach mit Aufschiebling, massives Erdgeschoss mit jüngerem Ladeneinbau, darüber Fachwerk mit Zierformen, u.a. geschweifte Rauten und geschwungene Streben, am Obergeschoss über profilierter Schwelle, am Giebel über Balkenköpfen, kielbogig gefasten und mit Klötzchenfries besetzten Schwellen vorkragend, über tonnengewölbtem Keller errichtet, um 1700 1958 Umbau des Erdgeschosses, dabei Zwischengeschoss darüber in das Erdgeschoss einbezogen, 1976/77 Umbau und Erweiterung im Erd- und Zwischengeschoss, Fenster im Zwischengeschoss verschlossen; Vordach über dem Eingang; 1993 Umbau Ladengeschäft; 2002 Glasvordach Das Gebäude ist Teil des nahezu lückenlos erhaltenen Ensembles von giebelständigen Fachwerkhäusern, die den Calwer Marktplatz säumen. Es ist eines der für Calw und besonders für den Marktplatz charakteristischen Gast- und Bürgerhäuser mit massiven (heute zu Gewerbezwecken umgebauten) Erdgeschossen, über denen sich in der Regel zwei Wohngeschosse und Lagerräume im Dach befanden. Der Bau wurde anstelle eines nach dem großen Stadtbrand von 1692 errichteten Vorgängers über einem tonnengewölbten Keller errichtet. An der Fassade ist bis heute das für Calw immer wieder zu beobachtende Zwischengeschoss mit zu erkennen, dass in den 1950er Jahren bei einem Umbau mit dem Erdgeschoss zusammengefasst wurde. Das Gebäude weist sich damit als ehemaliges Handwerkerhaus aus. Es ist von Bedeutung für die Wirtschafts- und Stadtbaugeschichte in der Frühen Neuzeit und trägt dazu bei, dass der Calwer Marktplatz bis heute einen der eindrucksvollsten Platzräume des späten 17./18. Jahrhunderts in Württemberg darstellt. Geschützt nach § 2 DSchG |    |
| Weitere Bilder | Steinhaus (heute Wohn- und Geschäftshaus)                         | Marktplatz 11 (Karte) |           | Steinhaus (heute Wohn- und Geschäftshaus), giebelständiger, dreigeschossiger verputzter Massivbau mit Satteldach, Erdgeschoss mit jüngerem Ladeneinbau, in den Obergeschossen Einzel- und Zwillingsfenster mit profilierten Gewänden, sehr tiefer großer Keller mit Tonnengewölbe, als Eigentum des Meisters Hans, Bildhauer von Urach erwähnt 1523, an der Nordecke Inschriftenstein als Hinweis auf einen Umbau, bezeichnet 1587 1709 (d) Wiederaufbau von Innenfachwerk, Mauerkrone und Dachwerk nach Beschädigung durch den Stadtbrand von 1692; mehrere Umbauphasen im 19. Jahrhundert; 1905 Umbau und Dachausbau, neuer Dachstuhl; 1958 Umbau des Erdgeschosses, 1979 Umbau der Ladenzone und Vereinheitlichung der Fensteröffnungen im Giebel; 2013-2019 Sanierung, Restaurierung, Umbau des aus fünf Gebäuden bestehenden Rathauskomplexes zum miteinander verbundenen barrierefreien Dienstleistungszentrum, hier teilweise Entkernung, restauratorische Untersuchung Putz- und Farbfassungen Das sog. Steinhaus mit seinem sehr tiefen großen Keller mit Tonnengewölbe wurde wohl um 1500 errichtet und erscheint erstmals im Jahr 1523 in der schriftlichen Überlieferung. Im Lagerbuch heißt es: „Meister Hannß bildhow von Urach git jerlich 4 Hlr. uß sinem steinhuß aller nechsten oben an der statt rauthuß gelegen.“ Durch seine massive Bauweise überstand das Steinhaus die beiden großen Stadtbrände von 1634 und 1692 weitgehend unbeschadet. Als eines der ältesten erhaltenen Gebäude Calws hat es besonderen Wert für die Stadtbaugeschichte und die Hausforschung. Zudem ist es mit den zur städtischen Oberschicht zählenden Besitzern (Stadtschreiber und Complagnieverwandte) sowie seinen für das 19. Jahrhundert verbürgten Nutzungen als Metzgerei und Hutgeschäft ein Beleg der Calwer Sozial- und Wirtschaftsgeschichte. Geschützt nach § 2 DSchG |    |
| Weitere Bilder | Wohnhaus mit Gaststätte                                           | Marktplatz 12 (Karte) |           | Wohnhaus mit Gaststätte, dreigeschossiger, giebelständiger, teilweise verputzter Bau, Satteldach mit Aufschiebling, massives Erdgeschoss, mit Sandstein verblendet, darüber Fachwerk mit Zierformen, u.a. Andreaskreuze, Rauten und genaste Büge, an Obergeschossen und Giebel über Balkenköpfen vierfach vorkragend, tonnengewölbter Keller, Hauswappen mit Schlachtermesser, bezeichnet 1688, nach dem Stadtbrand von 1692 errichtet, um 1700 1962 Instandsetzung und Freilegung des Fachwerks; 1987/88 umfassende Instandsetzung, Umbau des Gasthauses Ratsstube, dabei Zwischendecke zwischen Erdgeschoss und 1. Obergeschoss teilweise herausgenommen; 2003 Instandsetzungsarbeiten Das Gebäude ist Teil des nahezu lückenlos erhaltenen Ensembles von giebelständigen Fachwerkhäusern, die den Calwer Marktplatz säumen. Es ist eines der für Calw und besonders für den Marktplatz charakteristischen Gast- und Bürgerhäuser mit massiven (heute zu Gewerbezwecken umgebauten) Erdgeschossen, über denen sich in der Regel zwei Wohngeschosse und Lagerräume im Dach befanden. Der Bau wurde anstelle eines nach dem großen Stadtbrand von 1692 errichteten Vorgängers über einem tonnengewölbten Keller errichtet. Das Gebäude zeichnet sich an der Fassade durch eines der in Calw immer wieder zu beobachtende Zwischengeschoss aus (wenn im Inneren die Geschossdecke auch entfernt wurde). Auch mit Hauswappen eines Schlachters und den für das 18. und 19. Jahrhundert nachweisbaren Nutzungen als Bäckerei und Gasthaus weist es sich als von Bedeutung für die Wirtschafts- und Stadtbaugeschichte in der Frühen Neuzeit aus. Es hat Anteil daran, dass der Calwer Marktplatz bis heute einen der eindrucksvollsten Platzräume des späten 17./18. Jahrhunderts in Württemberg darstellt. Geschützt nach § 2 DSchG |    |
| Weitere Bilder | Musikschule                                                       | Marktplatz 13 (Karte) |           | Wohn- und Geschäftshaus, dreigeschossiger giebelständiger, teilweise verputzter Bau mit Satteldach, Erd- und Zwischengeschoss massiv, an der Nordostecke Sandsteinmauer mit geschweifter Konsole, darüber Fachwerk mit Zierformen, u.a. geschweifte Andreaskreuze und genaste Büge, an Obergeschoss und Giebel dreifach über profilierten Schwellen bzw. Balkenköpfen und Knaggen vorkragend, beschnitzter Eckständer, große rundbogige (modern verglaste) Torfahrt mit Holztor, rundbogige (zu Fenster umgestaltete) Ladeluke im Giebel, Laubenanbau auf der Rückseite, um 1700 1907 Dachausbau und Modernisierung; 1970er Jahre der unter dem nördlichen Teil liegende tonnengewölbte Keller durch das Einziehen einer Betoneisendecke im oberen Teil gekappt; 1977 Renovierung Fassade und Fachwerkfreilegung; 1997 Umbau und Sanierung Das Gebäude ist Teil des nahezu lückenlos erhaltenen Ensembles von giebelständigen Fachwerkhäusern, die den Calwer Marktplatz säumen. Es ist eines der für Calw und besonders für den Marktplatz charakteristischen Gast- und Bürgerhäuser mit massiven (heute zu Gewerbezwecken umgebauten) Erdgeschossen, über denen sich in der Regel zwei Wohngeschosse und Lagerräume im Dach befanden. Der Bau wurde anstelle eines nach dem großen Stadtbrand von 1692 errichteten Vorgängers um 1700 errichtet. Das Gebäude zeichnet sich an der Fassade durch eines der in Calw immer wieder zu beobachtende Zwischengeschoss aus. Eine Besonderheit am Calwer Marktplatz ist die große Torfahrt, die Zugang zum rückwärtigen Hof erlaubte. Das Gebäude ist von Bedeutung für die Wirtschafts- und Stadtbaugeschichte in der Frühen Neuzeit und hat Anteil daran, dass der Calwer Marktplatz bis heute einen der eindrucksvollsten Platzräume des späten 17./18. Jahrhunderts in Württemberg darstellt. Geschützt nach § 2 DSchG |    |
| Weitere Bilder | Gasthaus Zur Krone (heute Musikschule)                            | Marktplatz 14 (Karte) |           | Gasthaus Zur Krone (heute Wohn- und Geschäftshaus), dreigeschossiger giebelständiger, teilweise verputzter Bau in Hanglage, Satteldach mit Aufschiebling, Keller und (modern erneuertes) Erdgeschoss in Buntsandstein, darüber Fachwerk mit Zierformen, u.a. geschweifte Andreaskreuze und Streben, an Obergeschoss und Giebel vierfach über Balkenköpfen vorkragend, rundbogige (zu Fenster umgestaltete) Ladeluke im Giebel, nach Brandzerstörung 1692 wiederaufgebaut, 1715 1590 ein Wirtshaus zur Krone an dieser Stelle erstmals erwähnt; Neubau nach Brandzerstörung im Dreißigjährigen Krieg; 1686 erneut abgebrannt und wiederaufgebaut; 1692 zum dritten Mal zerstört, 1715 Wiederaufbau; 1780 zum letzten Mal als Gasthaus erwähnt; 1808 als „gemischter Warenladen“ genannt; im 19. Jahrhundert Handelshaus der Familie Georgii mit Geschäftsräumen der 1862 gegründete Handwerkerbank; 1966 Bankgebäude modernisiert und Erdgeschoss völlig entkernt; 1970 Fachwerkfreilegung; 1985 Umgestaltung Erdgeschossfassade, Umbau Erd- und 1. Obergeschoss; 2009 Sanierung und Umbau von Volksbank zur Musikschule Das Gebäude ist ein besonders stattlicher Bau des nahezu lückenlos erhaltenen Ensembles von giebelständigen Fachwerkhäusern, die den Calwer Marktplatz säumen. Es ist eines der für Calw und besonders für den Marktplatz charakteristischen Gastund Bürgerhäuser mit massiven (heute zu Gewerbezwecken umgebauten) Erdgeschossen, über denen sich in der Regel zwei Fachwerkgeschosse und Lagerräume im Dach befanden. Der nach dem großen Stadtbrand von 1692 neu errichtete Gasthaus Zur Krone war im 19. Jahrhundert im Besitz der Familie Georgii und ab 1862 der von dieser gegründeten Handwerkerbank, einer Vorläuferin der heutigen Volksbank. Im Hinterhaus war im späten 19. Jahrhundert die aus der von dem Lehrer Andreas Ansel gegründeten privaten Töchterschule hervorgegangene Mädchenmittelschule untergebracht. Das ehemalige Gast-, Bank- und Schulhaus besitzt ist nicht nur von hoher Bedeutung für die Wirtschafts-, Sozial- und Stadtbaugeschichte, sondern trägt auch dazu bei, dass der Calwer Marktplatz bis heute einen der eindrucksvollsten Platzräume des späten 17./18. Jahrhunderts in Württemberg darstellt. Geschützt nach § 2 DSchG |    |
| Weitere Bilder | Wohn- und Geschäftshaus                                           | Marktplatz 15 (Karte) |           | Wohn- und Geschäftshaus, dreigeschossiger giebelständiger, teilweise verputzter Bau in Eck- und Hanglage, Satteldach mit Aufschiebling, massives Erdgeschoss mit jüngerem Ladeneinbau, darüber Fachwerk mit Zierformen im Giebel, u.a. geschweifte Streben, an Obergeschoss und Giebel vierfach über Balkenköpfen und kielbogig gefasten Schwellen vorkragend, rundbogige (zu Fenster umgestaltete) Ladeluke im Giebel, nach Brandzerstörung 1692 wiederaufgebaut, um 1700 1972 Modernisierung und Umbau Erdgeschoss; 1974 Fachwerkfreilegung Das Gebäude ist Teil des nahezu lückenlos erhaltenen Ensembles von giebelständigen Fachwerkhäusern, die den Calwer Marktplatz säumen. Es ist eines der für Calw und besonders für den Marktplatz charakteristischen Gast- und Bürgerhäuser mit massiven (heute zu Gewerbezwecken umgebauten) Erdgeschossen, über denen sich in der Regel zwei Wohngeschosse und Lagerräume im Dach befanden. Der Bau wurde anstelle eines nach dem großen Stadtbrand von 1692 errichteten Vorgängers um 1700 errichtet. Es ist von Bedeutung für die Wirtschafts- und Stadtbaugeschichte in der Frühen Neuzeit und hat Anteil daran, dass der Calwer Marktplatz bis heute einen der eindrucksvollsten Platzräume des späten 17./18. Jahrhunderts in Württemberg darstellt. Geschützt nach § 2 DSchG |    |
| Weitere Bilder | Wohnhaus mit Gaststätte                                           | Marktplatz 16 (Karte) |           | Wohnhaus mit Gaststätte, zweigeschossiger giebelständiger, teilweise verputzter Bau in Eck- und Hanglage, Satteldach mit Aufschiebling und traufseitigem Zwerchhaus, massives Erdgeschoss mit jüngerem Ladeneinbau, darüber Fachwerk mit Zierformen im Giebel, u.a. genaste Rauten und Büge, am Giebel dreifach über Balkenköpfen und kielbogig gefasten Schwellen vorkragend, (zu Fenster umgestaltete und) von Segmentbogenfenstern flankierte Ladeluke im Giebel, an der südlichen Traufseite rundbogiger Kellerabgang und Toreingang mit vergittertem Oberlicht, nach der Brandzerstörung vom Zuckerbäcker Hans Jakob Zahn über einem älteren, tonnengewölbten Keller errichtet, 1692 1985 Umbau und Modernisierung, dabei vor allem das massive Erdgeschoss umgebaut, Fachwerkfreilegung; 1989 Einbau Bierlokal in Gewölbekeller; 1990 Ausbau Dachgeschoss, Dachgauben; 2016 Umnutzung Erdgeschoss Das Gebäude ist Teil des nahezu lückenlos erhaltenen Ensembles von giebelständigen Fachwerkhäusern, die den Calwer Marktplatz säumen. Es ist eines der für Calw und besonders für den Marktplatz charakteristischen Gast- und Bürgerhäuser mit massiven (heute zu Gewerbezwecken umgebauten) Erdgeschossen und Lagerräume im Dach. Im Gegensatz zum überwiegenden Teil der Marktplatzbebauung verfügt es nur über ein Obergeschoss. Der Bau wurde anstelle eines nach beim großen Stadtbrand vernichteten Vorgänger 1692 von dem Zuckerbäcker Hans Jakob Zahn über einem älteren, tonnengewölbten Keller errichtet, der über einen Rundbogeneingang an der Kronengasse zugänglich ist. Das Gebäude ist von Bedeutung für die Wirtschafts- und Stadtbaugeschichte in der Frühen Neuzeit und hat Anteil daran, dass der Calwer Marktplatz bis heute einen der eindrucksvollsten Platzräume des späten 17./18. Jahrhunderts in Württemberg darstellt. Geschützt nach § 2 DSchG |    |
| Weitere Bilder | Physikatsgebäude (heute Wohn- und Geschäftshaus)                  | Marktplatz 17 (Karte) |           | Physikatsgebäude (heute Wohn- und Geschäftshaus), dreigeschossiger giebelständiger, teilweise verputzter Bau in Eck- und Hanglage, Satteldach mit Aufschiebling, massives Erdgeschoss mit jüngerem Ladeneinbau, darüber Fachwerk mit Zierformen im Giebel, u.a. Rauten, geschweifte Andreaskreuze und Streben, an Obergeschossen und Giebel vierfach über Balkenköpfen und profilierten bzw. kielbogig gefasten mit Klötzchenfries besetzten Schwellen vorkragend, an der nördlichen Traufseite rundbogiger Kellerabgang, rundbogige (zu Fenster umgestaltete) Ladeluke im Giebel, nach Brandzerstörung 1692 von Stadt und Amt Calw als Physikatsgebäude für das Doktoramt errichtet, 1707 (i) 1523 Gebäude im Lagerbuch genannt; nach Brand 1636 als Apotheke neu errichtet; 1783 von Stadt und Amt Calw an Privat verkauft; im 19. Jahrhundert Fenster verbreitert; 1930er Jahre an der Traufseite Hauseingang mit rundbogigem Oberlicht und die breite Dachgaube eingerichtet; 1966 Erdgeschoss völlig umgebaut und das Fachwerk der Giebelseite freigelegt; 1986 Ausbau 2. Dachgeschoss; 1991 Änderung Schaufenster Das Gebäude ist Teil des nahezu lückenlos erhaltenen Ensembles von giebelständigen Fachwerkhäusern, die den Calwer Marktplatz säumen. Es ist eines der für Calw und besonders für den Marktplatz charakteristischen Gast- und Bürgerhäuser mit massiven (heute zu Gewerbezwecken umgebauten) Erdgeschossen und Lagerräume im Dach. Der Bau wurde anstelle eines nach beim großen Stadtbrand vernichteten Vorgänger im Jahr 1707 von Stadt und Amt Calw als Physikatsgebäude, also Haus des Arztes erbaut. Damit ist es von Bedeutung für die Gesundheitsvorsorge- und Stadtbaugeschichte in der Frühen Neuzeit und hat Anteil daran, dass der Calwer Marktplatz bis heute einen der eindrucksvollsten Platzräume des späten 17./18. Jahrhunderts in Württemberg darstellt. Zudem hat es als langjähriges Wohnund Atelierhaus des regional bekannten Bildhauers Fritz Roller ortsgeschichtliche Bedeutung. Geschützt nach § 2 DSchG |    |
| Weitere Bilder | Wohn- und Geschäftshaus                                           | Marktplatz 18 (Karte) |           | Wohn- und Geschäftshaus, dreigeschossiger giebelständiger, teilweise verputzter Bau, Satteldach mit Aufschiebling, massives Erdgeschoss in Buntsandstein mit jüngerem Ladeneinbau, über profiliertem Sandsteingesims konstruktives Fachwerk, an 2. Obergeschoss und Giebel über Balkenköpfen vorkragend, nach Brandzerstörung 1692 neu errichtet, 1708 (i) 1911 nach Plänen des Architekten Kiefner um ein Geschoss erhöht und an der Südseite Schleppgaubenband aufgesetzt; 1923 Umbau Erdgeschoss; 1956 Instandsetzung; 1981 Erdgeschossumbau, Schaufenstereinbau, Sandsteinverkleidung, Fachwerkfreilegung; 1996 Sanierung von zwei Wohnungen, Fenstererneuerung, Außenputz; 2009 Erneuerung Sockelzone Das Gebäude ist Teil des nahezu lückenlos erhaltenen Ensembles von giebelständigen Fachwerkhäusern, die den Calwer Marktplatz säumen. Es wurde nach dem großen Stadtbrand im Jahr 1708 errichtet und 1911 nach Plänen des Architekten Kiefner um ein zweites Obergeschoss aufgestockt. In den 1980er Jahren wurde das Fachwerk freigelegt, das durch die Aufstockung von 1911 verändert wurde und damals nicht mehr auf Sicht angelegt worden war. Das Gebäude hat nicht nur Zeugniswert für die Stadtbaugeschichte, es besitzt auch eine besondere orts- und wissenschaftsgeschichtliche Bedeutung als Wohn- und Arbeitsort der Biologen Joseph Gärtner (1732–91), Joseph Kölreuter (1733-1806) und Karl Friedrich von Gärtner (1772-1850). Joseph Gärtner wirkte nach ausdehnten Studienreisen als Professor für Botanik und Direktor des Botanischen Gartens in Sankt Petersburg, kehrte aber 1770 nach Calw zurück, da er das russische Klima nicht vertrug. In Calw wurde sein Sohn Karl Friedrich geboren, der mit seiner Grundlagenforschung zur Fortpflanzung der Pflanzen sowohl Evolutionstheorie von Charles Darwin als auch die Mendelsche Vererbungslehre beeinflusste. Joseph Kölreuter, der 1762 nach Calw zog wirkte zeitweise als Direktor der fürstlichen Gärten in Karlsruhe im Rang eines Professors der Naturgeschichte. Geschützt nach § 2 DSchG |    |
| Weitere Bilder | Wohnhaus mit Gaststätte                                           | Marktplatz 19 (Karte) |           | Wohnhaus mit Gaststätte, schmaler dreigeschossiger giebelständiger, teilweise verputzter Bau mit Satteldach, massives Erdgeschoss mit jüngerem Ladeneinbau, darüber Fachwerk mit Zierformen, u.a. geschweifte Andreaskreuze und genaste Büge, am 2. Obergeschoss über Balkenköpfen und Knaggen vorkragend, (zu Fenster umgestaltete) segmentbogige Ladeluke im Giebel, nach Brandzerstörung über einem älteren, tonnengewölbten Keller errichtet, um 1700 Um 1900 an der hinteren Traufseite zweiachsiger abgeschleppter Dachausbau; vor 1960 Fachwerkfreilegung; 1977 Sanierung Fachwerkfassade; 1978 Umbau und Sanierung Erdgeschoss, Verkleidung mit Sandsteinplatten, 2010 Sanierung Sandstein am Erdgeschoss, Änderung Eingangstür, Brandschutzmaßnahmen Das Gebäude ist Teil des nahezu lückenlos erhaltenen Ensembles von giebelständigen Fachwerkhäusern, die den Calwer Marktplatz säumen. Es ist eines der für Calw und besonders für den Marktplatz charakteristischen Gast- und Bürgerhäuser mit massiven (heute zu Gewerbezwecken umgebauten) Erdgeschossen, über denen sich in der Regel zwei Wohngeschosse und Lagerräume im Dach befanden. Der Bau wurde anstelle eines nach dem großen Stadtbrand von 1692 errichteten Vorgängers um 1700 über einem tonnengewölbten Keller errichtet. Der im Vergleich zur restlichen Marktplatzbebauung bescheiden dimensionierte Bau ist von Bedeutung für die Wirtschafts- und Stadtbaugeschichte in der Frühen Neuzeit und hat Anteil daran, dass der Calwer Marktplatz bis heute einen der eindrucksvollsten Platzräume des späten 17./18. Jahrhunderts in Württemberg darstellt. Geschützt nach § 2 DSchG |    |
| Weitere Bilder | Neue Apotheke (heute Wohn- und Geschäftshaus)                     | Marktplatz 22 (Karte) |           | Neue Apotheke (heute Wohn- und Geschäftshaus), dreigeschossiger giebelständiger, teilweise verputzter Bau mit Satteldach, massives Erd- und Zwischengeschoss mit jüngerem Ladeneinbau, darüber Fachwerk mit Zierformen, u.a. geschweifte VStreben und Büge, am Giebel über Balkenköpfen und kielbogig gefasten Schwellen zweifach vorkragend, (zu Fenster umgestaltete) rundbogige Ladeluke im Giebel, nach Brandzerstörung über drei älteren, tonnengewölbten Kellern errichtet, kurz nach 1692 1808 Einrichtung einer Apotheke, diese in Abgrenzung zur ehemaligen alten Apotheke in der Marktstraße 11 als neue Apotheke benannt; 1958 Fachwerkfreilegung, Umbau Ladengeschäft; 1978 Instandsetzung Fachwerk; 1990 Einbau von zwei Wohnungen; 2003 Umbau. Einrichtung Ladengeschäft mit Ausschank Das Gebäude ist Teil des nahezu lückenlos erhaltenen Ensembles von giebelständigen Fachwerkhäusern, die den Calwer Marktplatz säumen. Es wurde kurz nach dem großen Stadtbrand von 1692 über drei älteren tonnengewölbten Kellern vermutlich vom Krämer Johann Wild als Handelshaus errichtet und ist eines der für Calw und besonders für den Marktplatz charakteristischen Bürgerhäuser mit massiven (heute zu Gewerbezwecken umgebauten) Erdgeschossen, über denen sich in der Regel zwei Wohngeschosse und Lagerräume im Dach befanden. Das Gebäude zeichnet sich an der Fassade durch eines der in Calw immer wieder zu beobachtende Zwischengeschoss aus. Zu Beginn des 18. Jahrhunderts kam das Anwesen an die Familie Notter und diente einige Jahre als Sitz der Salzhandelsgesellschaft Notter & Stuber. Nachdem der württembergische Herzog 1808 das alleinige Privileg für die Calwer Landapotheke aufgehoben und dem Apotheker Bernhard Friedrich Balz aus Lauffen die Erlaubnis für die Eröffnung einer zweiten Apotheke in Calw erteilt hatte, kaufte dieser das Nottersche Haus und richtete darin die „Neue Apotheke“ ein. Das Gebäude ist von Bedeutung für die Wirtschafts- und Stadtbaugeschichte Calws in der Frühen Neuzeit und trägt dazu bei, dass der Calwer Marktplatz bis heute einen der eindrucksvollsten Platzräume des späten 17./18. Jahrhunderts in Württemberg darstellt. Geschützt nach § 2 DSchG |    |
| Weitere Bilder | Wohn- und Geschäftshaus                                           | Marktplatz 24 (Karte) |           | Wohn- und Geschäftshaus, dreigeschossiger verputzter Bau mit Krüppelwalmdach in Ecklage, massives Erdgeschoss mit jüngerem Ladeneinbau, darüber Fachwerk, am 1. Obergeschoss über profilierter Schwelle vorkragend, in der Mittelachse zweigeschossiger Holzerker mit Bogenabschluss vor dem 2. und 3. Obergeschoss und darüber Dachgaube mit Spitzhelm, im Kern um 1700, nach Plänen des Werkmeisters Hohnecker umgebaut und um ein Geschoss erhöht, 1897 1973 Renovierung Fassade, Holzwerk und Verputz, Fenstererneuerung, Modernisierung Erdgeschoss; 1998 Einbau Bistro im Erdgeschoss; 1999 verfüllter Gewölbekeller ausgeräumt; 2005 Reparatur Sockel; 2009 Sanierung Fassade, Dachreparatur, Fenstererneuerung bzw. -anstrich, 2014 Sanierung Gewölbekeller; 2021 Austausch Fenster, Ausbesserung Erker; 2015 Einbau von zwei Fenstern Das Gebäude hebt sich durch seine Gestaltung von der langen Reihe giebelständiger Fachwerkhäuser, die den Calwer Marktplatz säumen, ab. Im Kern handelt es sich auch bei ihm um eines der nach dem Stadtbrand von 1692 um 1700 wiederaufgebauten Häuser, doch wurde es 1897 nach Plänen des Werkmeisters Hohnecker in ein repräsentatives historistisches Wohn- und Geschäftshaus für den Fotografen Karl Fuchs umgebaut. In diesem Zusammenhang wurde die Dachform verändert und die Fassadenmitte durch einen von einer Dachgaube mit Spitzhelm betonten zweigeschossigen Holzerker akzentuiert. Das Gebäude ist von Bedeutung für die Wirtschafts- und Stadtbaugeschichte Calws in der Frühen Neuzeit und trägt dazu bei, dass der Calwer Marktplatz bis heute einen der eindrucksvollsten Platzräume des späten 17./18. Jahrhunderts in Württemberg darstellt. Geschützt nach § 2 DSchG |    |
| Weitere Bilder | Wohn- und Geschäftshaus                                           | Marktplatz 26 (Karte) |           | Wohnhaus, dreigeschossiger, teilweise verputzter Fachwerkbau mit niedrigem massivem Sockel in Ecklage, Satteldach mit Aufschiebling und Schleppgaubenband, konstruktives, am Giebel dreifach vorkragendes Fachwerk, rautenförmig aufgedoppelte Haustür, über zwei älteren Gewölbekellern errichtet, um 1700 Um 1900 Modernisierung und Ladeneinbau in der Südostecke, Zwischenbau zwischen Marktplatz 26 und Biergasse 1 errichtet; 1968 Fachwerkfreilegung, nach 1988 Rückbau des Ladeneinbaus im Erdgeschoss Der stattliche Bau ist Teil des nahezu lückenlos erhaltenen Ensembles von giebelständigen Fachwerkhäusern, die den Calwer Marktplatz säumen. Es wurde kurz nach dem großen Stadtbrand von 1692 über zwei älteren Gewölbekellern errichtet. Im Gegensatz zu den anderen für den Marktplatz charakteristischen Bürgerhäusern besitzt es kein massives Erdgeschoss, sondern wurde gänzlich in Fachwerkbauweise errichtet. Das Gebäude ist von Bedeutung für die Wirtschafts- und Stadtbaugeschichte Calws in der Frühen Neuzeit und trägt dazu bei, dass der Calwer Marktplatz bis heute einen der eindrucksvollsten Platzräume des späten 17./18. Jahrhunderts in Württemberg darstellt. Geschützt nach § 2 DSchG |    |
| Weitere Bilder | Alte Apotheke (heute Wohn- und Geschäftshaus)                     | Marktplatz 28 (Karte) |           | Alte Apotheke (heute Wohn- und Geschäftshaus), dreigeschossiger giebelständiger Bau in Ecklage, Satteldach mit Aufschiebling, (giebelseitig modern erneuertes) Erdgeschoss in Buntsandstein, darüber Fachwerk mit Zierformen im Giebel, u.a. geschweifte Streben, am Giebel vierfach über Balkenköpfen und kielbogig gefasten Schwellen vorkragend, im Inneren Türen, Ofennischen und Stuckecken aus dem 18. und 19. Jahrhundert, nach Brandzerstörung 1692 vom Apotheker Achatius I. Gärnter über zwei älteren tonnengewölbten Kellern wiederaufgebaut, 1699 Nach 1765 vom Apotheker Gaupp modernisiert und durch Anbau erweitert, aus dieser Zeit das Erdgeschoss aus Sandsteinquadern an der Traufseite; bis 1965 als Apotheke betrieben, dann Umbau des Erdgeschosses zur Bankfiliale; 1966 Fachwerkfreilegung; 1993 Anbau; 2003 Umbau Erdgeschoss, Anbau Besprechungszimmer, Fassadeninstandsetzung; 2021 Planungen für Umbau im Inneren und Nutzungsänderung Das Gebäude ist ein besonders stattlicher Bau des nahezu lückenlos erhaltenen Ensembles von giebelständigen Fachwerkhäusern, die den Calwer Marktplatz säumen. Es ist eines der für Calw und besonders für den Marktplatz charakteristischen Gastund Bürgerhäuser mit massiven (heute zu Gewerbezwecken umgebauten) Erdgeschossen, über denen sich in der Regel zwei Fachwerkgeschosse und Lagerräume im Dach befanden. Nach dem großen Stadtbrand von 1692 ließ der Apotheker Achatius I. Gärnter den Bau 1699 über zwei älteren gewölbten Kellern neu errichten. Nachdem die Apotheke 1765 von der Familie Gärtner an dem Apotheker Gaupp kam, wurde sie modernisiert und behielt bis 1965 diese Funktion, um dann nach einem Umbau von einer Bankfiliale ersetzt zu werden. Das Gebäude ragt über die meisten Nachbarhäusern hinaus und setzt damit einen Akzent am nördlichen Ende des Marktplatzes. Es hat wichtigen Anteil daran, dass der Calwer Marktplatz bis heute einen der eindrucksvollsten Platzräume des späten 17./18. Jahrhunderts in Württemberg darstellt und belegt die Calwer Medizin-, Wirtschafts- und Stadtbaugeschichte. Geschützt nach § 2 DSchG |    |
| Weitere Bilder | Haus Schütz (heute Städtische Galerie und Hermann-Hesse-Museum)   | Marktplatz 30 (Karte) |           | Haus Schütz (heute Städtische Galerie und Hermann-Hesse-Museum), breitgelagerter dreigeschossiger traufständiger verputzter Bau, Halbwalmdach mit dreiachsigem Zwerchhaus mit Dreiecksgiebel, axialsymmetrische Fassade, 1. Obergeschoss durch Stuckrahmung hervorgehoben, Betonung der Mittelachse durch zweiflügelige Eingangstür mit geradem Sturz, Vasendekorationen über den Beletagefenstern der mittleren drei Achsen, im 1. Obergeschoss ein vertäfelter Raum mit Kachelofen und Butzenfenstern mit Wappenscheiben aus der Zeit um 1900 über einem älteren Gewölbekeller für Dr. med. Johann Georg Zahn wohl nach Plänen von Reinhard Ferdinand Heinrich Fischer errichtet, 1813/14; westlich rustizierte Toreinfahrt mit darüber liegender Terrasse Um 1900 im Inneren umgestaltet; 1987 Einrichtung der städtischen Galerie im 1. Obergeschoss; 1990 Eröffnung des Hermann-Hesse-Museums im 2. Obergeschoss; 1996 Umbau Dachgeschoss; 1998 Seminarraum im Kellergeschoss eingerichtet; 2017 Austausch zweier Fenstertüren in 1. und 2. Obergeschoss; 2021 Planungsbeginn für umfangreiche Sanierungs-, Umbau- und Modernisierungsmaßnahmen, u.a. barrierefreie Erschließung, energetische Sanierung, Neuorganisation Erdgeschoss Der mächtige breitgelagerter Bau bildet zusammen seinem Nachbarn die nördliche Schmalseite des Marktplatzes. Er wurde in den Jahren 1813/14 anstelle eines 1722 erbauten Vorgängers für den Arzt Johann Georg Zahn errichtet und kam 1835 in Besitz von Dr. med. Johann Schütz. Der Bau entstand wohl nach Plänen (oder zumindest nach dem Vorbild der Bauten) von Reinhard Ferdinand Heinrich Fischer als repräsentatives Stadtpalais, das sich mit seiner klassizistischen Gestaltung von den giebelständigen Fachwerkhäusern am Marktplatz deutlich abhebt. Der reich gestaltete, repräsentative Bau kündet eindrucksvoll vom Selbstbewusstsein des bürgerlichen Bauherrn, der sich hier mit seinem Bauprojekt auf eine Stufe mit dem Adel stellt ebenso wie von der Bedeutung, die Calw als eine der damals reichsten Städte in Württemberg besaß. Geschützt nach § 2 DSchG |    |
| Weitere Bilder | Wohnhaus mit Gaststätte                                           | Marktplatz 32 (Karte) |           | Wohnhaus mit Gaststätte, dreigeschossiger, teilweise verputzter Bau in Ecklage, Satteldach mit Aufschiebling, massives Erdgeschoss mit jüngerem Ladeneinbau, darüber Fachwerk mit Zierformen, u.a. geschweifte Andreaskreuze und Streben, an Obergeschossen und Giebel über Balkenköpfen und kielbogig gefasten Schwellen vorkragend, an der Traufseite zwei segmentbogige Eingänge, nach Brandzerstörung 1692 anstelle von zwei Gebäuden über einem tonnengewölbten Keller von dem Biersieder Hans Jakob Völlnagel errichtet, 1699 1872 Umbau und Anbau; 1902 Laden im Erdgeschoss umgebaut, Treppe erneuert; 1975 Fachwerkfreilegung; 2006/07 umfassende Sanierung, kleinere Umbauten, Umnutzung zu Wohnzwecken Das Gebäude ist ein besonders stattlicher Bau des nahezu lückenlos erhaltenen Ensembles von giebelständigen Fachwerkhäusern, die den Calwer Marktplatz säumen. Es ist eines der für Calw und besonders für den Marktplatz charakteristischen Gast- und Bürgerhäuser mit massiven (heute zu Gewerbezwecken umgebauten) Erdgeschossen, über denen sich in der Regel zwei Fachwerkgeschosse und Lagerräume im Dach befanden. Nach dem großen Stadtbrand von 1692 wurde es 1699 anstelle von zwei Vorgängerbauten über einem tonnengewölbten Keller von dem Biersieder Hans Jakob Völlnagel neu errichtet. Das Gebäude bildet zusammen mit seinem Nachbarn die die Bebauung am nördlichen Ende des Marktplatzes. Es hat wichtigen Anteil daran, dass der Calwer Marktplatz bis heute einen der eindrucksvollsten Platzräume des späten 17./18. Jahrhunderts in Württemberg darstellt und belegt die Calwer Wirtschafts- und Stadtbaugeschichte. Geschützt nach § 2 DSchG |    |
|                | Oberer Brunnen                                                    | Marktplatz (Karte) |           | Oberer Brunnen, Buntsandstein, oktogonaler Brunnentrog mit als einfache Spiegel ausgebildeten Feldern, an den Ecken volutenartig eingerollte Blattstützen, auf einem mit Fratzen, aus denen die Wasserläufe entspringen, verzierten Sockel eine gebauchte Mittelsäule, bekrönt von Löwen mit Wappen von Calw und Württemberg, am Sockel des Löwen 1586 (i), Brunnen von Steinmetz Hans Kessler neu erstellt 1622 (a) Zwei Röhrenbrunnen – der Obere und der Untere Brunnen – stehen im Zentrum der einstigen württembergischen Amtsstadt. Mit der bekrönenden Löwenfigur, die die Wappen von Württemberg und Calw in den Pranken hält, verdeutlicht er in künstlerisch anspruchsvoller Gestaltung für jedermann sichtbar an zentralem Ort die angestammte Landesherrschaft und den Bürgerstolz der Calwer. Brunnen dieser Art waren charakteristisch für die Amtsstädte im Herzogtum. Der Obere Brunnen – eines der wenigen erhaltenen baulichen Zeugnisse aus der Zeit vor der fast vollständigen Zerstörung der Stadt im Dreißigjährigen und dann wieder im Pfälzischen Erbfolgekrieg – ist nicht nur ein Zeugnis des historischen, im Mittelalter geschaffenen und bis heute überlieferten Wasserversorgungssystems von Calw, sondern auch der Ortsund Herrschaftsgeschichte. Geschützt nach § 2 DSchG |    |
| Weitere Bilder | Unterer Brunnen                                                   | Marktplatz (Karte) |           | Unterer Brunnen, Buntsandstein, oktogonaler Brunnentrog mit als einfache Spiegel ausgebildeten Feldern, an den Ecken volutenartig eingerollte Blattstützen, auf einem mit spitzbogigen Nischen, aus denen die Wasserläufe entspringen, verzierten Sockel eine Mittelsäule, bekrönt von Löwen mit Wappen von Calw und Württemberg, 17. Jahrhundert, Renovierung 1813 (i) Zwei Röhrenbrunnen – der Obere und der Untere Brunnen – stehen im Zentrum der einstigen württembergischen Amtsstadt. Mit der bekrönenden Löwenfigur, die die Wappen von Württemberg und Calw in den Pranken hält, verdeutlicht er in künstlerisch anspruchsvoller Gestaltung für jedermann sichtbar an zentralem Ort die angestammte Landesherrschaft und den Bürgerstolz der Calwer. Brunnen dieser Art waren charakteristisch für die Amtsstädte im Herzogtum. Der Untere Brunnen ist nicht nur ein Zeugnis des historischen, im Mittelalter geschaffenen und bis heute überlieferten Wasserversorgungssystems von Calw, sondern auch der Orts- und Herrschaftsgeschichte. Geschützt nach § 2 DSchG |    |
| Weitere Bilder | Wohnhaus mit Gaststätte                                           | Marktstraße 2 (Karte) |           | Wohnhaus mit Gaststätte, zwei- bis dreigeschossiger, teilweise verputzter Bau in Eck- und Hanglage, massives Erdgeschoss, darüber Fachwerk, an der Marktplatzseite an Obergeschoss und Giebel vorkragendes Fachwerk mit Zierformen, u.a. durchkreuzte Rauten und geschweifte Andreaskreuze sowie von Pilastern gerahmter rundbogiger Hauseingang mit reich verzierter zweiflügeliger Haustür, an der Seite zur Marktstraße konstruktives, am 2. Obergeschoss vorkragendes Fachwerk, Mittelrisalit mit Streifenrustika aus Sandstein in den beiden unteren Geschosse und Walmdach, tonnengewölbter Keller, auf zwei Hausgrundstücken für Kaufmann Finckh errichtet, kurz nach 1692; umgebaut, verputzt und mit Stuckgliederungen versehen, 1798 1998 Erneuerung der Haustreppe, Sanierung der Eingangstür, Verputzen des Eingangsbereichs, Errichtung eines Windfangs; 2006 Fenstererneuerung; 2014 Sanierung der Wohnung im 1. Dachgeschoss und weiterer Ausbau des Dachraums in Richtung Marktstraße, Dachdämmung Das stattliche Eckhaus wurde kurz nach 1692 auf zwei Hausgrundstücken für Kaufmann Finckh errichtet und kam später in den Besitz von Johann Martin II. Vischer, den führenden Kaufmann der Calwer Floß- und Handelskompagnie. Von diesem erwarb es 1798 Christoph Mose Doertenbach, Leiter der Bergwerksgesellschaft, der es 1798 umbauen ließ. Die Gestaltung des Ursprungsbaus lässt sich bis heute an der dem Marktplatz zugewandten Seite erkennen: er zeigte ein reiches Zierfachwerk mit Vorkragungen. Die Umgestaltung des späten 18. Jahrhunderts schuf ein auf Verputz angelegtes konstruktives Fachwerk an der Marktstraßenseite, die Mitte wird durch einen Risalit mit Sandsteinrustika betont. 1798 wurde die verputzte Fassade sicher durch eine Stuckgliederung (vgl. Palais Vischer in der Bischofstraße) repräsentativ gestaltet. So dokumentieren die heute freigelegten verschieden gestalteten Fachwerkfassaden zwei für die Architekturgeschichte der Frühen Neuzeit charakteristische Phasen: reich gestaltetes Zierfachwerk der Zeit um 1700 ebenso wie dem Zeitgeschmack des späten 18. Jahrhunderts und den Bestrebungen des Brandschutzes verpflichtetes konstruktives, verputztes Fachwerk. Mit den reichen Handelsherren als Besitzer und Erbauer ist es zudem ein Zeugnis der Calwer Sozial- und Wirtschaftsgeschichte. Geschützt nach § 2 DSchG |    |
| Weitere Bilder | Wohn- und Geschäftshaus                                           | Marktstraße 4 (Karte) |           | Wohn- und Geschäftshaus, schmaler dreigeschossiger giebelständiger Bau, Satteldach mit Aufschiebling, massives Erdgeschoss mit jüngerem Ladeneinbau, darüber Fachwerk, an Obergeschossen und Giebel über Balkenköpfen, Knaggen und kielbogig gefasten Schwellen vorkragend, beschnitzter Eckständer, im rückwärtigen Erdgeschoss tonnengewölbter Keller, nach Brandzerstörung 1692 neu errichtet, 1694 1968 Modernisierung; 1957 Fachwerkfreilegung; 1968 Umbau im Inneren, Erneuerung der Schaufensteranlage; 2009 Neuanstrich Fassade Das Haus Marktstraße 4 wurde nach Auskunft der Inschrift am Eckständer 1694 errichtet und beherbergte u.a. ein Obstgeschäft, einen Spielwarenladen und eine Kupferschmiede. Es hat Anteil an einer Reihe von giebelständigen Fachwerkhäusern an der westlichen Marktstraße. Es ist eines der für den Wiederaufbau nach den Zerstörungen des Pfälzischen Erbfolgekrieges um 1700 charakteristischen Bürger- und Handwerkerhäuser mit massiven gewerblich genutzten Erdgeschossen, über denen sich in der Regel zwei Wohngeschosse und Lagerräume im Dach befinden, und die Aufschlüsse über die Wohn- und Arbeitsverhältnisse ihrer Zeit gewähren. Mit ihren mehr oder weniger aufwendig gestalteten Fachwerkfassade prägen sie das Bild der Calwer Altstadt bis heute in entscheidendem Maße. Geschützt nach § 2 DSchG |    |
| Weitere Bilder | Haus Jourdan, Gasthaus Zum Rappen (heute Wohn- und Geschäftshaus) | Marktstraße 5 (Karte) |           | Haus Jourdan, Gasthaus Zum Rappen (heute Wohn- und Geschäftshaus), zweigeschossiger, teilweise verputzter Bau in Ecklage, Satteldach, traufseitig mit Schleppgaubenband und abgewalmtem Zwerchdach in der Mitte, massives Erdgeschoss mit jüngerem Ladeneinbau, darüber Fachwerk mit Zierformen, u.a. geschweifte Andreaskreuze, genaste Büge und Rautenfeld, an Obergeschossen und Giebel über Balkenköpfen und kielbogig gefasten, profilierten Schwellen vorkragend, Fenstererker am 1. Obergeschoss, giebelseitig Portal mit Dreiecksgiebel sowie reliefiertem Gewände mit Bauinschrift, an der Traufseite Eingang mit Oberlicht, im Giebel Ladeluken, nach Brandzerstörung 1692 für den Rappenwirt und Chirurgen Tobias Weber errichtet, 1693 (i) Ende 18. Jahrhundert Anbau einer Färberwerkstatt; seit 1875 Metzgerei; 1905 Umbau und Einbau von Wohnungen für den Metzger Christian Jourdan; 1950 Laden modernisiert und Fachwerk im 2. Obergeschoss vereinfacht erneuert; 1967 Instandsetzung Fachwerk; 1976 Laden vergrößert, dabei Zwischengeschoss entfernt, Schaufenster eingebaut; 1978 Renovierung Außenfassade, Neuanstrich, Ausbesserung des Dachs; 2004/05 Sanierung und Modernisierung, Umbau im Inneren, die vorhandenen Wohnungen in den Obergeschossen in mehrere Ein- bis Zweizimmerwohnungen aufgeteilt, Umbau der Metzgerei; 2017 Austausch von Fenstern in Ober- und Dachgeschoss Der stattliche Eckbau des Gasthauses Zum Rappen bildet den Auftakt zur östlichen Marktstraße. Es wurde 1693 für den Rappenwirt und Chirurgen Tobias Weber errichtet und 1905 für den Metzger Christian Jourdan umgebaut. Es ist eines der für den Wiederaufbau nach den Zerstörungen des Pfälzischen Erbfolgekrieges um 1700 charakteristischen stattlichen Fachwerkhäuser, wobei das reich dekorierte Rundbogenportal mit Giebelbekrönung eine Besonderheit für Calw darstellt und den Reichtum sowie das Repräsentationsbedürfnis des Erbauers widerspiegelt. Der in gasthaustypischer Lage unweit des südlichen Stadteingangs stehende Bau belegt mit seinen Dimensionen und seiner Gestaltung die hohe Bedeutung des Gasthauswesens in der Handels- und Marktstadt. Auch mit seinen späteren Funktionen als Färberei und Metzgerei dokumentiert es Calwer Wirtschaftsgeschichte. Geschützt nach § 28 DSchG |    |
| Weitere Bilder | Wohn- und Geschäftshaus                                           | Marktstraße 6 (Karte) |           | Wohn- und Geschäftshaus, zweigeschossiger giebelständiger, teilweise verputzter Bau mit Satteldach, massives Erdgeschoss mit jüngerem Ladeneinbau, darüber konstruktives Fachwerk, am Giebel über Balkenköpfen, Knaggen und kielbogig gefasten Schwellen zweifach vorkragend, für den Schuhmacher Peter Koch errichtet, 1693 1954 Fachwerkfreilegung; 1980 Umbau Das 1693 für einen Schuhmacher errichtete Haus Marktstraße 6 Anteil an einer Reihe von giebelständigen Fachwerkhäusern an der westlichen Marktstraße. Es ist eines der für den Wiederaufbau nach den Zerstörungen des Pfälzischen Erbfolgekrieges um 1700 charakteristischen Bürger- und Handwerkerhäuser, die Aufschlüsse über die Wohn- und Arbeitsverhältnisse ihrer Zeit gewähren. In dem bescheiden dimensionierten und schmucklos gestalteten Haus lebten im Laufe der Zeit unterschiedliche Handwerker. Damit ist es anschaulicher Beleg der Sozial- und Wirtschafts- wie auch der Stadtbaugeschichte. Geschützt nach § 2 DSchG |    |
| Weitere Bilder | Wohn- und Geschäftshaus                                           | Marktstraße 8 (Karte) |           | Wohn- und Geschäftshaus, dreigeschossiger giebelständiger, teilweise verputzter Bau mit im Süden zurückspringender Fassade (hier ehemals Treppe zum benachbarten Stadttor), asymmetrisches Satteldach mit Aufschiebling, massives Erdgeschoss mit jüngerem Ladeneinbau, darüber Fachwerk mit wenigen Zierformen, Sandsteintafel mit Jahreszahl und Initialen der Bauherren, für den Weißzeugkrämer Hans Michael Grab und seine Frau Agnes Elisabeth Schnaufer errichtet, 1693 1965 Umbau Erdgeschoss; 1974 Instandsetzung Fachwerk; 1985 Umbau Ladengeschäft Das Gebäude wurde unmittelbar nach dem großen Stadtbrand 1693 für den Weißzeugkrämer Hans Michael Grab und seine Frau Agnes Elisabeth Schnaufer errichtet. Einst bildete es den südwestlichen Abschluss des innerstädtischen Abschnitts der Marktstraße. Der Rücksprung in der Fassade weist noch heute darauf hin, dass sich hier ein Zugang zum südlichen Stadttor, dem Scheufeltor, befand. Das Gebäude Marktstraße 8 hat Anteil an einer Reihe von giebelständigen Fachwerkhäusern an der westlichen Straßenseite. Es ist eines der für den Wiederaufbau nach den Zerstörungen des Pfälzischen Erbfolgekrieges um 1700 charakteristischen Bürger- und Handwerkerhäuser, die Aufschlüsse über die Wohn- und Arbeitsverhältnisse ihrer Zeit gewähren. Damit ist es anschaulicher Beleg der Sozial- und Wirtschafts- wie auch der Stadtbaugeschichte. Geschützt nach § 2 DSchG |    |
| Weitere Bilder | Wohn- und Geschäftshaus                                           | Marktstraße 10 (Karte) |           | Wohn- und Geschäftshaus, zweigeschossiger teilweise verputzter Bau in Ecklage, Satteldach mit Aufschiebling und traufseitigem, zweigeschossigem Zwerchhaus mit Satteldach, massives Erdgeschoss mit jüngerem Ladeneinbau, darüber konstruktives Fachwerk mit Zierformen im Giebel, giebelseitig über Balkenköpfen, Knaggen und kielbogig gefasten Schwellen vierfach vorkragend, 18. Jahrhundert 1965 Umbau Erdgeschoss; 1979 Renovierung und Fachwerkfreilegung; 1997 umfassende Sanierung, Umbau im Ober- und Dachgeschoss Das stattliche Eckhaus zwischen Marktstraße und Metzgergasse lag einst außerhalb der Mauern der Calwer Kernstadt und wurde im 18. Jahrhundert über dem hier im Stadtgraben fließenden Schießgrabenbach errichtet. Es hat stadtbildprägende Wirkung für den zwischen Nikolausbrücke und dem einstigen Scheufeltor liegenden Platzraum am südlichen Eingang zur Innenstadt. In dem um den heutigen Hermann-Hesse-Platz gelegenen Areal siedelten sich bevorzugt Handwerker an, die – wie Metzger, Gerber, Färber oder Kürschner – ein geruchs- und wasserintensives Gewerbe betrieben. Die Lage des Hauses über dem Wasserlauf und die Bezeichnung des Straßenzugs als Metzgergasse erlauben die Vermutung, dass hier ebenfalls ein solches Gewerbe betrieben wurde. Damit ist das Gebäude von Aussagekraft für die Wirtschafts- und Stadtbaugeschichte. Geschützt nach § 28 DSchG |    |
| Weitere Bilder | Wohn- und Geschäftshaus                                           | Marktstraße 11 (Karte) |           | Wohn- und Geschäftshaus, zweigeschossiger giebelständiger, teilweise verputzter Bau mit im Süden vorspringender Fassade (hier ehemals an das benachbarte Stadttor anschließend), südliche Traufseite größtenteils von der Stadtmauer gebildet, asymmetrisches Satteldach mit Aufschiebling, massives Erdgeschoss mit jüngerem Ladeneinbau, darüber Fachwerk, konstruktiv am südlichen ursprünglich verbauten Teil, am nördlichen Teil reiche Zierformen, u.a. geschweifte Andreaskreuze, Rautengitter und genaste Büge, im Giebel (zu Fenstern umgestaltete) Ladeluken, Wiederaufbau nach Stadtbrand für Schumacher Hans Jakob Schnell, 1694-1699 1972 Renovierung des Fachwerkgiebels mit Fachwerkfreilegung; 1980 Umbau, Neugestaltung Schaufensteranlage, Abriss und Neuerrichtung der rückwärtigen Anbauten; 2008 Fassadenrenovierung (Auffrischung); 2015 Umbau Erdgeschossfassade Das Gebäude wurde wenige Jahre nach dem großen Stadtbrand des Jahres 1692 errichtet. Einst bildete es den südöstlichen Abschluss des innerstädtischen Abschnitts der Marktstraße. Der Rücksprung in der Fassade weist noch heute darauf hin, dass sich hier ein Zugang zum südlichen Stadttor, dem Scheufeltor, befand. Das Gebäude Marktstraße 11 hat Anteil an einer Reihe von giebelständigen Fachwerkhäusern an der östlichen Straßenseite. Es ist eines der für den Wiederaufbau nach den Zerstörungen des Pfälzischen Erbfolgekrieges um 1700 charakteristischen Bürger- und Handwerkerhäuser, die Aufschlüsse über die Wohn- und Arbeitsverhältnisse ihrer Zeit gewähren. Besonders auffällig sind die drei rundbogigen Ladeluken im Giebel, die auf die großen Lagerkapazitäten des Hauses verweisen. Das Haus, in dem lange Bäcker, aber auch andere Handwerker lebten und arbeiteten, ist es anschaulicher Beleg der Sozial- und Wirtschafts- wie auch der Stadtbaugeschichte. Geschützt nach § 2 DSchG |    |
| Weitere Bilder | Torhäusle (heute Wohnhaus)                                        | Marktstraße 13 (Karte) |           | Torhäusle (heute Wohnhaus), zweigeschossiges, giebelständiges Fachwerkhaus mit Satteldach, Erdgeschoss teilweise massiv und verputzt, Traufseite an die Stadtmauer angelehnt, neu aufgebaut 1714, nach Abbruch des Stadttors mit einer Achse vor die Stadtmauer gezogen, 1815, durch Stadtbaumeister Werner für den Säckler Stiefel aufgestockt, 1870 1979 Umbau des Ladengeschäfts in eine Gastwirtschaft; 1980 Fachwerkfreilegung; 2015 Umbau, Anhebung Erdgeschossboden, Herausnahme Geschossdecke (bei Wahrung der Außenansicht) Das kleine Torwärterhaus hat zum einen städtebaulichen Wert als die Stadteingangssituation von Süden kennzeichnendes Gebäude. Zum anderen erinnert es an die Wirtschaftsgeschichte der Stadt, zu deren Einnahmequellen jahrhundertelang die von den Torwächtern eingezogen Zoll- und Wegegelder zählten. Geschützt nach § 28 DSchG |    |
| Weitere Bilder | Wohn- und Geschäftshaus                                           | Metzgergasse 2 (Karte) |           | Wohnhaus, dreigeschossiger traufständiger verputzter Bau in Hanglage, Satteldach mit Aufschiebling, zwei spitzgieblige Zwerchhäuser mit Ladeluken, massiver Sockel und Erdgeschoss, die vorderen drei Achsen abgeschrägt, so dass das 1. Obergeschoss vorkragt und an der Hausecke durch eine Holzkonsole mit doppelt steigendem Karnies gestützt wird, darüber Fachwerk, an 2. Obergeschoss und Giebel schwach vorkragend, am Giebel über profilierten Schwellen, nach 1692; auf dem rückwärtigen Grundstück an die Stadtmauer angelehnt ein tonnengewölbter Kellerbau, da unter dem vorderen Teil des Hauses der Schießgrabenbach verläuft 2021 energetische Ertüchtigung (neue Heizung, Fenstererneuerung) Der sehr breit gelagerte Bau steht außerhalb der Stadtmauer in einer Reihe von Fachwerkhäusern. Da unter dem vorderen Teil des Hauses der Schießgrabenbach verläuft, sind die Vorratsräume außerhalb des Gebäudes auf dem rückwärtigen Grundstück in einem an die Stadtmauer angelehnten tonnengewölbter Kellerbau untergebracht. Die Lage des Hauses über dem Wasserlauf und die Bezeichnung des Straßenzugs als Metzgergasse erlauben die Vermutung, dass hier ebenfalls ein solches Gewerbe betrieben wurde. Das wohl bald nach 1692 errichtete Gebäude ist prägender Bestandteil der Äußeren Vorstadt und dokumentiert die Wiederaufbauphase nach der Zerstörung Calws im Pfälzischen Erbfolgekrieg. Geschützt nach § 2 DSchG |    |
|                | Wohnhaus                                                          | Metzgergasse 8 (Karte) |           | Wohnhaus, dreigeschossiger giebelständiger verputzter Bau, Satteldach mit Aufschiebling, massives Erd- und Zwischengeschoss mit jüngerem Garageneinbau, darüber Fachwerk, an Obergeschoss und Giebel über Balkenköpfen dreifach vorkragend, segmentbogige (zu Fenster umgestaltete) Ladeluke im Giebel, tonnengewölbter Keller, um 1700 Um 1900 eine größere Torfahrt an der Südostecke zu kleinerer hochrechteckiger Toreinfahrt umgebaut (heute Garage); 1991 Fassadenrenovierung; 1999 Sanierung und Umbau, statische Ertüchtigung, Sanierung des vom Holzwurm befallenen Dachgeschosses, Innenausbau, Umbau Treppenhaus, Balkon am Dachgeschoss, Einbau einer Garage (anstelle zweier großer ursprünglich mit Läden geschlossener Fensteröffnungen, hinter denen sich ursprünglich ein gewerblich genutzter Raum befand), Vergrößerung einer bestehenden Garage Das nach dem Stadtbrand von 1692 zum Teil über dem Schießgrabenbach errichtete Gebäude vereinte verschiedene Funktionen unter einem Dach. Es gibt sich mit dem heute zu Garagen umgebauten Erdgeschoss (Stallteil?) und der darüberliegenden Werkstatt bzw. Materialienkammer als Handwerkerhaus zu erkennen. Damit ist es ist eines der vielen frühneuzeitlichen Bürger- und Handwerkerhäuser, die den Baubestand in Calw bis heute prägen und hat wirtschafts- und stadtbaugeschichtliche Bedeutung. Geschützt nach § 2 DSchG | BW |
|                | Wohnhaus                                                          | Metzgergasse 9 (Karte) |           | Wohnhaus, dreigeschossiger giebelständiger verputzter Bau mit Satteldach in Hanglage, massives Erdgeschoss, darüber Fachwerk, straßenseitig an Obergeschoss und Giebel über Balkenköpfen bzw. profilierten Schwellen dreifach vorkragend, an Kartusche auf dem innen liegenden Kellereingang bezeichnet, 1738 (i) Anfang 19. Jahrhundert Hauseingang erneuert und talseitig Dach angehoben. Das 1738 erbaute Haus ist eines der frühneuzeitlichen Handwerker- und Bürgerhäuser, die für Calw charakteristisch sind. Es gibt sich als gestelztes Einhaus zu erkennen, das verschiedene Funktionen unter einem Dach vereinte. Das Sockelgeschoss war landwirtschaftlich bzw. gewerblich genutzt, hier befanden sich Arbeits- und Lagerräume und (Klein-)Viehställe, die Obergeschosse dienten zu Wohnzwecken, der Dachraum der Vorratshaltung. Damit ist das Haus anschaulich überlieferter baulicher Beleg für die Wohn- und Arbeitsverhältnisse in Calw in der Frühen Neuzeit und Dokument der Wirtschafts- und Stadtbaugeschichte. Geschützt nach § 2 DSchG | BW |
|                | Wohnhaus                                                          | Metzgergasse 11 (Karte) |           | Wohnhaus, dreigeschossiger giebelständiger verputzter Bau in Hanglage, Satteldach mit Aufschiebling, massives Erdgeschoss, darüber (verputztes Zier-)Fachwerk, an Obergeschoss und Giebel über profilierten Schwellen dreifach vorkragend, rundbogige (zu Fenster umgestaltete) Ladeluke im Giebel, um 1700 2019 Außen- und Innensanierung (ohne Dachgeschoss); 2001 Sanierung Fassade und Fenster, Erneuerung Eingangstür; 2002 Umbau Dachgeschoss, Ausbau 2. Dachgeschoss, Dachgaube, Anbau Balkon Das Haus ist eines der nach dem Stadtbrand von 1692 entstandenen frühneuzeitlichen Handwerker- und Bürgerhäuser, die für Calw charakteristisch sind. Es gibt sich als gestelztes Einhaus zu erkennen, das verschiedene Funktionen unter einem Dach vereinte. Das Sockelgeschoss war landwirtschaftlich genutzt, hier befanden sich Lagerräume und (Klein-)Viehställe, die Obergeschosse dienten zu Wohnzwecken, der Dachraum der Vorratshaltung. Damit ist das Haus anschaulich überlieferter baulicher Beleg für die Wohn- und Arbeitsverhältnisse in Calw in der Frühen Neuzeit und Dokument der Wirtschafts- und Stadtbaugeschichte. Geschützt nach § 2 DSchG | BW |
|                | Wohnhaus                                                          | Metzgergasse 13 (Karte) |           | Wohnhaus, zwei- bis dreigeschossiger giebelständiger verputzter Bau in Eck- und Hanglage, massives Sockelgeschoss, darüber Fachwerk, rundbogige Ladeluke im Giebel, Erschließung an der Traufseite, 1. Hälfte 19. Jahrhundert (vor 1836) Das Haus gibt sich – auch wenn das Sockelgeschoss heute zu Wohnzwecken ausgebaut ist – als ursprünglich gestelztes Einhaus zu erkennen, das verschiedene Funktionen unter einem Dach vereinte. Das Sockelgeschoss war landwirtschaftlich genutzt, hier befanden sich Lagerräume und (Klein-)Viehställe, die Obergeschosse dienten zu Wohnzwecken, der Dachraum der Vorratshaltung, wie die Aufzugsluke bis heute dokumentiert. Damit ist das Haus anschaulich überlieferter baulicher Beleg für die Wohn- und Arbeitsverhältnisse in Calw in der Frühen Neuzeit und Dokument der Wirtschafts- und Stadtbaugeschichte. Geschützt nach § 2 DSchG | BW |
|                | Villa                                                             | Mühlweg 1 (Karte) |           | Villa, zweigeschossiger traufständiger Bau mit überstehendem Satteldach in Hanglage, Erdgeschoss aus Sandsteinquadermauerwerk über einem Rustikasockel, verschindeltes Obergeschoss, Mittelrisalit mit Zwerchhaus und Balkon, bauzeitliche Haustür mit Eisengitter, Innenstruktur mit tonnengewölbtem Keller, Treppenhaus und Wirtschaftsräumen an der Rückseite und repräsentativen Räumen zum Tal hin erhalten, von G. Heldmaier für den Mühlenbesitzer Wilhelm Reichert errichtet, 1873 Das Gebäude wurde 1873 anstelle eines Vorgängerbaus auf dem steil ansteigenden Gelände des Schlossbergs für den Mühlenbesitzer Wilhelm Reichert errichtet. Es ist ein anschaulich überliefertes Beispiel eines durch Formen- und Materialvielfalt charakterisierten Wohnhauses des Späthistorismus, das sich an den vom Schweizerhausstil geprägten Landhausbau anlehnt. Es legt Zeugnis ab von den Wohn- und Lebensformen des wohlhabenden Bürgertums im späteren 19. Jahrhundert und ist sprechender Beleg der Calwer Architektur- und Stadtbaugeschichte. Geschützt nach § 2 DSchG | BW |
|                | Wohnhaus                                                          | Mühlweg 6 (Karte) |           | Wohnhaus, ein- bis zweigeschossiger verputzter Bau in Hanglage, Satteldach mit Aufschiebling, massiver Sockel, darüber Fachwerk, tonnengewölbter Keller an der Talseite, giebelseitig erschlossen, bauzeitliche Rautentür, 18. Jahrhundert 2000 Anbau Balkon Das eher bescheiden dimensionierte und gestaltete Haus steht auf dem steil ansteigenden Gelände des Schlossbergs, so dass es zum Tal hin zweigeschossig und zum Mühlweg eingeschossig ist. Das bis in das 18. Jahrhundert zurückreichende Haus spiegelt die Wohn- und Lebensverhältnisse der weniger wohlhabenden Bevölkerungsschichten. Die Behausungen der unteren sozialen Schichten waren in den Dörfern und Landstädten in der Regel an den Ortsrändern angesiedelt und oft mit Stallungen für ein paar Stück Kleinvieh im Sockelgeschoss ausgestattet. Das Gebäude ist damit von Aussagekraft für die Sozial- und Stadtbaugeschichte von Calw im 18./19. Jahrhundert. Geschützt nach § 2 DSchG | BW |
|                | Wohnhaus                                                          | Mühlweg 8 (Karte) |           | Wohnhaus, ein- bis zweigeschossiger verputzter Bau in Hanglage, Satteldach mit Aufschiebling, massiver Sockel, darüber Fachwerk, im Kern 18. Jahrhundert, modernisiert Ende des 19. Jahrhunderts. 1997 Anbringung Außenkamin, Veränderung der Fensterfläche (Schließung von Fensteröffnungen) Das eher bescheiden dimensionierte und gestaltete Haus steht auf dem steil ansteigenden Gelände des Schlossbergs, so dass es zum Tal hin zweigeschossig und zum Mühlweg eingeschossig ist. Das bis in das 18. Jahrhundert zurückreichende Haus spiegelt die Wohn- und Lebensverhältnisse der weniger wohlhabenden Bevölkerungsschichten. Die Behausungen der unteren sozialen Schichten waren in den Dörfern und Landstädten in der Regel an den Ortsrändern angesiedelt. Das Gebäude ist damit von Aussagekraft für die Sozial- und Stadtbaugeschichte von Calw im 18./19. Jahrhundert. Geschützt nach § 2 DSchG | BW |
|                | Wohnhaus                                                          | Mühlweg 10 (Karte) |           | Wohnhaus, ein- bis zweigeschossiger verputzter Bau in Hanglage, Satteldach mit Aufschiebling, massiver Sockel, darüber Fachwerk, Keller mit Holzbalkendecke, 18. Jahrhundert 1992 Außensanierung, Fenstererneuerung, Reparatur und Ergänzung Klappläden Das eher bescheiden dimensionierte und gestaltete Haus steht auf dem steil ansteigenden Gelände des Schlossbergs, so dass es zum Tal hin zweigeschossig und zum Mühlweg eingeschossig ist. Das bis in das 18. Jahrhundert zurückreichende Haus spiegelt die Wohn- und Lebensverhältnisse der weniger wohlhabenden Bevölkerungsschichten. Die Behausungen der unteren sozialen Schichten waren in den Dörfern und Landstädten in der Regel an den Ortsrändern angesiedelt. Das Gebäude ist damit von Aussagekraft für die Sozial- und Stadtbaugeschichte von Calw im 18./19. Jahrhundert. Geschützt nach § 2 DSchG | BW |
| Weitere Bilder | Brücke                                                            | Nikolausbrücke (Karte) |           | Nikolausbrücke oder Obere Brücke, verbindet die ehemaligen Vorstädte am linken und rechten Nagoldufer miteinander, getragen von zwei Sandsteinpfeilern auf Pfahlrosten mit zugespitzten Vorköpfen und drei Kreissegmenttonnengewölben, anstelle einer älteren Brücke errichtet, um 1400 Brücke immer wieder durch Hochwasser beschädigt und repariert; 1732 teilweiser Einsturz der Pfeiler; 1862 Sanierung. 1949/50 fand eine grundlegende Reparatur der Widerlager und Fundamente anlässlich der Nagoldregulierung statt, seit dieser überspannt heute das dritte Tonnengewölbe zum Stadtkern hin heute trockenes Gelände. 1976 grundlegende Sanierung, dabei u.a. die steinernen Brüstungen über dem umlaufenden Gesimsband erneuert, Brücke für den Autoverkehr gesperrt; 2001-2008 Konservierung und Restaurierung von Brücke und Kapelle Die Nikolausbrücke oder Obere Brücke wurde zusammen mit der Kapelle anstelle eines älteren Nagoldübergangs um 1400 errichtet. Lange Zeit bildete die auf das Äußere oder Scheufeltor zuführende Brücke den wichtigsten Zugang zur ummauerten Kernstadt. Die Nikolausbrücke ist ein Dokument der mittelalterlichen Wasserbaukunst zählt zu den ältesten Naturstein-Gewölbebrücken in Baden-Württemberg. Heute bildet sie zusammen mit der Nikolauskapelle das Wahrzeichen von Calw. Geschützt nach § 12 DSchG |    |
| Weitere Bilder | Brückenkapelle                                                    | Nikolausbrücke (Karte) |           | Nikolauskapelle, kleine Brückenkapelle aus Buntsandsteinquadern über rechteckigem Grundriss und mit dreiseitigem Chor, steiles Satteldach mit Giebelreiter, an der Straßenfassade spitzbogiger Eingang mit Dreipassabschluss, zwei rahmenden hochrechteckigen Fenstern, zwei Figurennischen (Tuchhändler und Flößer) darüber und bekrönendem Rundfenster, seitlich und am Chor hohe, zweigeteilte Maßwerkfenster, im Inneren Rippengewölbe mit Schlussstein in Form einer Krone, Reste von figürlicher und Architekturmalerei, um 1400 1863 und 1926 grundlegende Renovierungen, 1926 Giebelreiter neugestaltet, Figuren von Ernst Yelin in den Nischen der Fassade neu aufgestellt (ursprünglich Hl. Petrus und Hl. Johannes, diese wahrscheinlich im Zuge der Reformation entfernt), Fenster durch Rudolf Yelin jun. neu verglast mit Darstellung des Hl. Nikolaus und des Hl. Christophorus sowie 55 Wappen von Calwer Familien, die für die Renovierung spendeten; 1997 Instandsetzungsarbeiten (Ausbesserung von Schäden an Gemäuer und Bemalung, Dachneudeckung); 2001-2008 Konservierung und Restaurierung von Brücke und Kapelle Die zum Schutze Gottes für die Brücke und die auf ihr den Fluss Überquerenden um 1400 errichtete Kapelle ist dem Hl. Nikolaus geweiht, dem Schutzpatron der Schiffer, Fischer, Flößer, Kaufleute und Reisenden. In den Nischen der Fassade waren ursprünglich die Figuren zweier Heiliger aufgestellt, die im Zuge der Einführung der Reformation in Calw entfernt wurden. Bei der Restaurierung der Kapelle in den 1920er Jahren wurden sie durch zwei neue Figuren ersetzt. Ein Tuchhändler und ein Flößer symbolisieren seitdem zwei der einst wichtigsten Wirtschaftszweige der Stadt. Als eine der wenigen heute noch erhaltenen gotischen Brückenkapellen in Baden-Württemberg ist die Nikolauskapelle für Kirchen- und Architekturgeschichte und gilt zusammen mit der Brücke als Wahrzeichen der Stadt Calw. Geschützt nach § 12 DSchG |    |
| Weitere Bilder | Wohnhaus                                                          | Nonnengasse 2 (Karte) |           | Wohnhaus, zweigeschossiger giebelständiger verputzter Bau in leichter Hanglage, Satteldach mit Aufschiebling und Schleppgauben, massiver Sockel und Erdgeschoss mit Eckquaderung, darüber Fachwerk, an Obergeschoss und Giebel über Balkenköpfen vorkragend, korbbogiger Hauseingang mit Pilasterrahmung und Keilstein, an Ober- und 1. Dachgeschoss gleichmäßig gereihte Fenster mit Klappläden, tonnengewölbter Keller, für den Compagnieverwandten Hans Jakob Stuber errichtet, 1693 Um 1800 Eingangsportal eingebaut; 1946 Haustür ersetzt; 1943 Dachausbau; 1992 Einbau von Praxisräumen im Anbau; 2004 Einbau Dachflächenfenster; 2015 Verbesserung Fluchtweg durch außenliegende Treppenanlage Der stattliche Bau wurde unmittelbar nach der Zerstörung der Stadt im Pfälzischen Erbfolgekrieg für den Compagnieverwandten Hans Jakob Stuber neu errichtet. Der in zentraler Lage unweit des Marktplatzes stehende Bau weist eine beeindruckende Größe auf und war – wie auf dem Brunnenplan von 1781 zu erkennen ist – von einer großen Gartenfläche umgeben. Von dieser ausgedehnten Freifläche hat sich bis heute ein Garten neben dem Haus erhalten – eine Seltenheit in der Calwer Innenstadt. Das Anwesen belegt den Reichtum, den Calwer Compagnieverwandte im 18. Jahrhundert durch den Zeughandel erwirtschafteten und der ihnen den zügigen Neu- und Ausbau stattlicher Wohn- und Handelshäuser erlaubte. Als Wohnhaus der Familie Stuber, die über Generationen Mitglieder im Stadtrat und in der Zeughandelscompagnie stellten, ist es wichtiger Beleg der Wirtschafts- und Stadtbaugeschichte. Geschützt nach § 2 DSchG |    |
| Weitere Bilder | Wohnhaus                                                          | Nonnengasse 3 (Karte) |           | Wohnhaus, zweigeschossiger, giebelständiger, teilweise verputzter Bau, Satteldach mit Aufschiebling, traufseitigem Zwerchhaus und Schleppgauben, massives Erdgeschoss, darüber Fachwerk mit Zierformen am Giebel, u.a. Kreise und genaste Büge, an Obergeschoss und Giebel über Balkenköpfen, Knaggen und kielbogig gefasten Schwellen vorkragend, Hauseingang mit Pilasterrahmung und gebändertem Segmentbogenabschluss mit Keilstein sowie Füllungstür, rundbogige (zum Fenster umgestaltete) Ladeluke im Giebelspitz, im Inneren Struktur und Ausstattung in vielen Teilen erhalten, u.a. stuckierte Ofennischen, Stuckleistendecken und Wandvertäfelung im Obergeschoss, für den Compagnieverwandten Hans Georg Gfrörer errichtet, 1695 Um 1800 umfassende Modernisierung (Hauseingang, Tür, Treppengeländer); 1987 Instandsetzung und Umbau; 1999 Ausbau des Gewölbekellers zu einem Nebenraum; 2009 Fenstersanierung im Obergeschoss; 2015 Fenster- und Fassadenrenovierung Das Gebäude wurde kurz nach der Zerstörung der Stadt im Pfälzischen Erbfolgekrieg für den Compagnieverwandten Hans Georg Gfrörer neu errichtet. Das um 1800 modernisierte Anwesen hat sich beachtliche Teil der frühneuzeitlichen Ausstattung bewehren können und belegt den Wohnstand, den Calwer Compagnieverwandte im 18. Jahrhundert durch den Zeughandel erwirtschafteten. Als eines der zügig nach dem Stadtbrand von 1692 durch einen der bedeutenden Calwer Handelsmänner wiederaufgebauten stattlichen Anwesen ist es wichtiger Beleg der Wirtschafts- und Stadtbaugeschichte. Mit seinen verschiedenen Bewohnern dokumentiert es zudem Aspekte der Stadtgeschichte: Johann Jakob Doertenbach war von 1761 bis 1769 Bürgermeister in Calw und sein Sohn Christoph Martin Doertenbach leitete zeitweise die Calwer Zeughandlungscompagnie. Vermutlich handelt es sich auch um das Geburtshaus des Historikers Christoph Friedrich Stälin (1805-1873), der die erste zusammenfassende „Württembergische Geschichte“ verfasste. Geschützt nach § 2 DSchG |    |
|                | Wohnhaus                                                          | Nonnengasse 4 (Karte) |           | Wohnhaus, zurückversetzt zwischen Nonnengasse und Lederstraße in starker Hanglage, zur Nonnengasse ein-, zur Lederstraße zweigeschossiger giebelständiger verputzter Bau mit Satteldach, massives Erdgeschoss, darüber Fachwerk, über Balkenköpfen, Knaggen und kielbogig gefasten Schwellen vierfach vorkragend, im Erdgeschoss großer Rundbogeneingang zum kreuzgratgewölbten Keller, an diesem bezeichnet, 1718 (i) Um 1900 nördliches Dach angehoben; 1987 Umbau und Umnutzung des Hochkellers; 1997 Um- und Anbau zu Wohnzwecken, Vergrößerung der Wohnfläche, Grundrissänderungen, Schaffung von abgeschlossenen Wohnungen Das Gebäude wurde zwischen Nonnengasse und Lederstraße auf steil abfallendem Gelände unter Wiederverwendung eines spätmittelalterlichen Kellers wohl 1718 – wie die Jahreszahl auf dem großen Rundbogeneingang nahelegt – errichtet. Der breite Rundbogeneingang zwischen den beiden Sandsteinstrebepfeilern führt in den breiten kreuzgratgewölbten Kellerraum, während der schmale Rundbogeneingang den ursprünglichen Zugang des Hauses von der Lederstraße her bildet. Der große Keller verweist zudem darauf, dass Weinbau und -handel seit dem Mittelalter im Calwer Wirtschaftsleben eine nicht unbedeutende Rolle spielte. Geschützt nach § 2 DSchG | BW |
|                | Wohnhaus                                                          | Nonnengasse 5 (Karte) |           | Wohnhaus, dreigeschossiger, verputzter Bau, flach geneigtes Walmdach, hohes spitzgiebliges Zwerchhaus mit kannelierten Eckpilastern und (zum Fenster umgestalteter) Ladeluke, massives Keller- und Erdgeschoss, darüber Fachwerk, an den Obergeschossen vorkragend, rundbogiger Kellerabgang, Haustür über einläufige Freitreppe erschlossen, am Scheitel des Kellertors bezeichnet, 1723 (i) 1896 überformt, dabei ursprüngliches Satteldach zum Walmdach angehoben und dabei entstandenes Zwerchhaus mit historisierenden Eckpilastern versehen; Ende 1980er Jahre Fenstererneuerung; 2019 Fassadenanstrich Das im frühen 18. Jahrhundert erbaute Haus ist heute durch eine historisierende Überformung von 1896 geprägt, bei der das Satteldach des einst giebelständigen Hauses zu einem flach geneigten Walmdach mit von historisierenden Eckpilastern geschmücktem Zwerchhaus angehoben wurde. Die auf alten Aufnahmen noch zu erkennenden Sprossenfenster mit hölzernen Fensterläden, die die Fassade strukturierten, wurden in jüngerer Zeit entfernt. Ungeachtet der purifizierten Fassade hat das Bürgerhaus Bedeutung sowohl für die Stadtbaugeschichte im frühen 18. wie im späten 19. Jahrhundert. Geschützt nach § 2 DSchG | BW |
|                | Wohnhaus                                                          | Nonnengasse 7 (Karte) |           | Wohnhaus, zweigeschossiger giebelständiger verputzter Bau, Satteldach mit Aufschiebling, massives Erdgeschoss, darüber Fachwerk, giebelseitig dreifach über Balkenköpfen vorkragend, im Erdgeschoss im vorderen Teil Werkstattraum mit Holzbalkendecke und dahinter tonnengewölbter Keller, um 1700 1895 nach Plänen von Werkmeister Hohnecker Umbau des Erdgeschosses zur Küferwerkstatt, neuer Hauseingang mit farbig verglastem Oberlicht, Terrasse auf gusseisernen Stützen vorgesetzt; 1934 Ausbau des 1. Dachgeschosses. Im vorderen Teil des Erdgeschosses ist ein Werkstattraum mit Holzbalkendecke und dahinter ein tonnengewölbter Keller untergebracht. 1895 wurde hier eine Küferwerkstatt für Karl Giebenrath eingerichtet und vor dem Werkstatteingang eine Terrasse auf gusseisernen Stützen abgebaut. Das um 1700 errichtete Gebäude ist damit nicht nur Beleg für die Wiederaufbauphase nach der Stadtzerstörung im Pfälzischen Erbfolgekrieg, sondern dokumentiert als ehemaliges Handwerkerhaus auch die Calwer Sozial- und Wirtschaftsgeschichte. Geschützt nach § 2 DSchG | BW |
| Weitere Bilder | Wohnhaus                                                          | Postgasse 1 (Karte) |           | Wohnhaus, zweigeschossiger giebelständiger, teilweise verputzter Bau mit Satteldach, massives Erdgeschoss, darüber Fachwerk, giebelseitig an Obergeschoss und Giebel über Balkenköpfen und Knaggen vorkragend, tonnengewölbter Keller, für den Metzger Michael Schnaufer und den Bäcker Veit Luz neu errichtet, nach 1692 1860 Kauf durch den Bäcker und Bierbrauer Georg Friedrich Beißer verkauft, der hier Gassenwirtschaft einrichtete; 1954 Wirtschaft im Erdgeschoss für Wohnzwecke umgebaut, defekter Kellerhals zum tonnengewölbten Keller wurde abgebrochen; 1958 Fachwerkfreilegung; 1993 Erweiterung/Sanierung von zwei Zimmern im Erdgeschoss (teilweiser Austausch des schadhaften Fachwerks, Fenstererneuerung) Das Gebäude wurde kurz nach dem großen Stadtbrand von 1692 für den Metzger Michael Schnaufer und den Bäcker Veit Luz neu errichtet. 1860 wurde es an den Bäcker und Bierbrauer Georg Friedrich Beißer verkauft, der eine Gassenwirtschaft einrichtete. Durch den Umbau zu Wohnzwecken und Abbruch des Kellerhalses an der Straßenfassade 1954 ist die einstige Gastwirtschaft heute nicht mehr am Bau ablesbar. Dennoch ist der Bau als altes Wirtshaus mit Wein- oder Bierkeller ein Beleg der Calwer Wirtschaftsgeschichte und zugleich Dokument des Wiederaufbaus nach den Zerstörungen des Pfälzischen Erbfolgekrieges. Geschützt nach § 2 DSchG |    |
| Weitere Bilder | Kaffeehaus, Wohnhaus (heute Vereinsräume)                         | Postgasse 2 (Karte) |           | Wohnhaus, zweigeschossiger Fachwerkbau mit massivem Sockel und Satteldach in Ecklage, an der Traufseite über dem Kellerhals mit Rundbogentor dreigeschossiger Anbau mit Satteldach, konstruktives Fachwerk, nur am Giebel zur Nonnengasse reichere Zierformen, an Obergeschoss und Giebel über Balkenköpfen, Knaggen und kielbogig gefasten Schwellen bzw. über reich profilierter Schwelle vorkragend, vom Gärtner Franz Mohr errichtet, um 1700 1714 kam das Haus in den Besitz der Geistlichen Verwaltung; 1714-1808 Wohnung des Geistliche Verwalters; 1808-1853 Sitz der Thurn- und Taxis‘schen Postverwaltung; 1903-1920 Volkskaffee und Speiseanstalt; 1920 Kauf durch die Stadt, Nutzung als Hauswirtschaftsschule; 1955 Instandsetzung und Erneuerung mit Fachwerkfreilegung; 1980 Renovierung Das um 1700 von dem Gärtner Franz Mohr errichtete Haus diente in seiner langen Geschichte verschiedensten Zwecken. Nachdem es 1714 in den Besitz der geistlichen Verwaltung gekommen war, diente es fortan dem Geistlichen Verwalter als Wohnung. 1808 vermietete die Geistliche Verwaltung das Haus an die Thurn- und Taxis‘sche Postverwaltung, die hier das erste Postamt in Calw einrichtete (1853 in die Bischofstraße verlegt). 1903 kam das Gebäude an den Evangelischen Verein, der hier ein Volkscafé und ein Speisehaus betrieb, dem das Haus seinen bis heute gebräuchlichen Namen „Kaffeehaus“ verdankt. Diese soziale Einrichtung konnte allerdings nicht lange aufrechterhalten werden, die Stadt Calw erwarb das Haus und brachte 1920 die Hauswirtschaftsschule hier unter. Damit ist es nicht nur ein Dokument für den Wiederaufbau nach dem Pfälzischen Erbfolgekrieg, sondern auch der Kirchen-, Verwaltungs-, Post- und Sozialgeschichte. Geschützt nach § 2 DSchG |    |
| Weitere Bilder | Wohnhaus                                                          | Postgasse 3 (Karte) |           | Wohnhaus, dreigeschossiger giebelständiger, teilweise verputzter Bau, Satteldach mit Aufschiebling, Erd- und Zwischengeschoss massiv, darüber Fachwerk mit Zierformen, u.a. geschweifte Andreaskreuze, durchkreuzte Rauten und genaste Büge, an Obergeschoss und Giebel über Balkenköpfen, Knaggen und profilierten Schwellen vorkragend, Ladeluken im Giebel, zwei tonnengewölbte Keller mit Verbindungsgang, um 1700 1956 Instandsetzungsarbeiten; 2000 Sanierung, Reinigung und Schutzanstrich Fachwerk, teilweiser Fensteraustausch, Sanierung der Wohnung im 1. und 2. Dachgeschoss Das nach dem Stadtbrand von 1692 errichtete Gebäude vereinte verschiedene Funktionen unter einem Dach. Es gibt sich mit den beiden Gewölbekellern, dem heute zu Garagen umgebauten Erdgeschoss (Stallteil?) und der darüberliegenden Werkstatt bzw. Materialienkammer als Handwerkerhaus zu erkennen. Die Ladeluken in den beiden oberen Dachgeschossen weisen auf größere Lagernutzungen hin. Damit ist es ist eines der vielen frühneuzeitlichen Bürger- und Handwerkerhäuser, die den Baubestand in Calw bis heute prägen und hat wirtschafts- und stadtbaugeschichtliche Bedeutung. Jedoch hebt es sich durch das reiche Fachwerk von den Nachbarhäusern abhebt und verweist auf das gehobene Repräsentationsbedürfnis des Erbauers. Geschützt nach § 2 DSchG |    |
| Weitere Bilder | Wohn- und Geschäftshaus                                           | Salzgasse 1 (Karte) |           | Wohn- und Geschäftshaus, dreigeschossiger giebelständiger, teilweise verputzter Bau, Satteldach mit Aufschiebling, Erdgeschoss massiv mit jüngerem Ladeneinbau, darüber weitgehend konstruktives Fachwerk, an Obergeschoss und Giebel über Balkenköpfen und Knaggen vorkragend, Ladeluke im Giebel, tonnengewölbter Keller im rückwärtigen Bereich; um 1700 1963 Fachwerkfreilegung; 1986 Sanierung und Umbau, Grundrissänderungen in den Wohnungen, Schaufensteranlage, Fenstererneuerung, neuer Kellerzugang Das Gebäude bildet den östlichen Auftakt der Salzgasse, ist zugleich aber auch Teil des eindrucksvollen Ensembles von giebelständigen Fachwerkhäusern, die den Calwer Marktplatz säumen. Es ist einer der für den Wiederaufbau nach den Zerstörungen des Pfälzischen Erbfolgekrieges um 1700 charakteristischen Bürger- und Handwerkerhäusern mit massiven gewerblich genutzten Erdgeschossen, über denen sich in der Regel zwei Wohngeschosse und Lagerräume im Dach befinden, und die Aufschluss über die Wohn- und Arbeitsverhältnisse ihrer Zeit gewähren. Mit ihren mehr oder weniger aufwendig gestalteten Fachwerkfassade prägen sie das Bild der Calwer Altstadt bis heute in entscheidendem Maße. Geschützt nach § 2 DSchG |    |
| Weitere Bilder | Wohnhäuser mit Gaststätte und Schmiedewerkstatt                   | Salzgasse 3, 5 (Karte) |           | Wohnhaus mit Gaststätte, bestehend aus: Nr. 3, schmaler, vierachsiger, dreigeschossiger giebelständiger Bau mit Satteldach, massives Erdgeschoss mit jüngerem Ladeneinbau, darüber konstruktives Fachwerk mit V-Formen in den Fensterbrüstungen, an Obergeschossen und am Giebel über Balkenköpfen und teils kielbogig gefasten Schwellen vorkragend, gleichmäßig gereihte Fenster, Ladeluke im Giebel, tonnengewölbter Keller, 18. Jahrhundert Nr. 5, schmaler, dreiachsiger, dreigeschossiger giebelständiger Bau mit Satteldach, massives Erdgeschoss mit jüngerem Ladeneinbau, darüber konstruktives Fachwerk mit Andreaskreuzen in den Fensterbrüstungen, an den Obergeschossen und am Giebel über Balkenköpfen und kielbogig gefasten Schwellen vorkragend, gleichmäßig gereihte Fenster, 18. Jahrhundert Nr. 5/1, Schmiedewerkstatt im rückwärtigen Bereich des Grundstücks, 1976 Gewerbe aufgegeben 1963 Fachwerkfreilegung; 1976 Erdgeschoss nach Aufgabe der Schmiedewerkstatt zum Ladengeschäft umgebaut und modernisiert, Überdachung des Hofraums; 2001 Umbau der Metzgerei, Sanierung Eingangsbereich; 2017 Sanierung des Wasserschadens am Kamin, Austausch defekter Traghölzer, Sanierung Kellertreppe Die beiden Gebäude sind wichtige Bestandteile einer Zeile von giebelständigen Fachwerkhäusern an der Südseite der Salzgasse. Es sind für den Wiederaufbau nach den Zerstörungen des Pfälzischen Erbfolgekrieges um 1700 charakteristische Handwerkerhäusern mit massiven gewerblich genutzten (heute modern überformten) Erdgeschossen, über denen sich zwei Wohngeschosse und Lagerräume im Dach befinden. Im rückwärtigen Teil der Parzelle, an die einstige Stadtmauer angelehnt, befindet sich die ehemalige Schmiedewerkstatt. Tiefe Parzellen mit rückwärtigen Werkstätten an der Stadtmauer sind charakteristisch für das Areal an Salzgasse und Marktstraße und verweisen darauf, dass sich hier am Südrand der Kernstadt einst bevorzugt Handwerker niederließen. Das Anwesen ist damit Beleg der Wirtschafts- wie auch der Stadtbaugeschichte. Geschützt nach § 2 DSchG |    |
| Weitere Bilder | Salzknechthaus / Ratsdienerhaus (heute Stadtverwaltung)           | Salzgasse 4 (Karte) |           | Salzknechthaus / Ratsdienerhaus (heute Stadtverwaltung), dreigeschossiger Bau mit Satteldach in Ecklage, Erdgeschoss aus Bruchsteinmauerwerk, darüber Fachwerk mit Fenstererkern und reichen Zierformen, u.a. durchkreuzten Rauten, geschweiften Andreaskreuzen und genasten Bügen, am 1. Obergeschoss stark, an 2. Obergeschoss und Giebel über reich profilierten Schwellen schwach vorkragend, durch Fachwerkwand geschützte Außentreppe zum 1. Obergeschoss, rundbogige Ladeluke im Giebel, nach 1692 1963 Fachwerkfreilegung; 1972 nach dem Abriss des Hauses Salzgasse 2 wurde die sichtbar gewordene, schadhafte Traufseite erneuert und befenstert; Dachgeschoss durch Ausbau für Bürozwecke verändert; 1990 Instandsetzung und Renovierung; 2013-2019 Sanierung, Restaurierung, Umbau des aus fünf Gebäuden bestehenden Rathauskomplexes zum miteinander verbundenen barrierefreien Dienstleistungszentrum Das Gebäude markiert heute den nordöstlichen Auftakt der Salzgasse, ursprünglich schloss sich nach Süden aber ein weiterer Bau an, der zur Verbreiterung der Straße in den 1970er Jahren abgerissen wurde. Der stattliche Bau weist sich schon mit dem massiven Erdgeschoss als Buntsandstein und der zum ehemaligen Fruchtmarkt weisenden reich gestalteten Zierfachwerkfassade als Sonderbau aus: es diente als Amtssitz der Ratsdiener und Salzknechte. Hier im Herzen der Stadt befand sich in den einst offenen Arkaden des Rathauses, auf dem Marktplatz und dem an der Salzgasse gelegenen Frucht- oder Kornmarkt der zentrale Umschlagplatz für Fleisch-, Salz- und Feldfrüchte. Vom 15. Jahrhundert bis zum Jahr 1807 lag das Salzregal, d.h. das Monopol für den Salzhandel, bei den württembergischen Amtsstädten. Nur ihnen war es erlaubt, das im Tausch gegen Wein aus Bayern und Österreich importierte Salz zu lagern und an die Bevölkerung zu verkaufen, was eine erhebliche Einnahmequelle bedeutete. Als wichtiger Verwaltungssitz ist das Salzknechthaus von Bedeutung für die Wirtschaftsgeschichte der Stadt und zugleich ein besonders aufwendiger baulicher Beleg der Wiederaufbauphase nach dem Stadtbrand von 1692. Geschützt nach § 2 DSchG |    |
| Weitere Bilder | Salzhaus (heute Stadtverwaltung)                                  | Salzgasse 8 (Karte) |           | Salzhaus, Salzkasten und Ratsschreiberei, dreigeschossiger, teilweise verputzter Bau mit Satteldach in Eck- und Hanglage, hohes massives Erdgeschoss mit Eckquaderung, darüber Fachwerk, traufseitig konstruktiv, am Giebel zum Fruchtmarkt mit Vorkragungen und Zierformen, u.a. Rauten und genaste Büge, giebelseitig großes Segmentbogentor und rundbogiger Kellerabgang, im Giebel Ladeluken, nach Brandzerstörung 1692 als Salzkasten und Stadtschreiberei neu errichtet, 1696 Bis 1807 Erdgeschoss als Salzlager genutzt, in den Obergeschossen befanden sich Amtsstuben; später Nutzung als Schul- und Lehrerzimmer für die Kleinkinder-, Mädchen- und Lateinschule; 1956 grundlegende Modernisierung und Einrichtung von Büroräumen für die Stadtverwaltung, Vergrößerung der Toreinfahrt; 1987 Umbau, Instandsetzung und Fachwerkfreilegung (zusammen mit Salzgasse 10); 1995 Umbau Hausmeisterwohnung im Dachgeschoss zu Büroräumen; 1996 Umbaumaßnahmen im Inneren, Erweiterung der Registratur im Untergeschoss; 2005 Optimierung der Büroflächen im 1. Dachgeschoss, Nutzung des 2. Dachgeschosses als Registratur Das Gebäude weist sich schon mit seinen stattlichen Dimensionen, dem massiven Erdgeschoss mit Torfahrt und Kellerabgang sowie dem reich gestaltete Zierfachwerkgiebel als Sonderbau aus: es diente als Salzkasten und Ratsschreiberei. Hier im Herzen der Stadt befand sich in den einst offenen Arkaden des Rathauses, auf dem Marktplatz und dem an der Salzgasse gelegenen Frucht- oder Kornmarkt der zentrale Umschlagplatz für Fleisch-, Salz- und Feldfrüchte. Vom 15. Jahrhundert bis zum Jahr 1807 lag das Salzregal, d.h. das Monopol für den Salzhandel, bei den württembergischen Amtsstädten. Nur ihnen war es erlaubt, das im Tausch gegen Wein aus Bayern und Österreich importierte Salz zu lagern und an die Bevölkerung zu verkaufen, was eine erhebliche Einnahmequelle bedeutete. Als wichtiger Verwaltungssitz mit großen Lagerräumen für das Salz und andere Güter ist der Salzkasten von Bedeutung für die Wirtschaftsgeschichte der Stadt und zugleich ein besonders aufwendiger baulicher Beleg der Wiederaufbauphase nach dem Stadtbrand von 1692. Geschützt nach § 2 DSchG |    |
| Weitere Bilder | Wohn- und Geschäftshaus                                           | Salzgasse 9, 9/1 (Karte) |           | Gasthaus Zum Goldenen Schwan (heute Wohn- und Geschäftshaus), dreigeschossiger giebelständiger, teilweise verputzter Bau in Hanglage, Satteldach mit Aufschiebling, Erdgeschoss massiv mit jüngerem Ladeneinbau, darüber Fachwerk mit Zierformen, u.a. geschweifte Andreaskreuze, Rauten und geschwungene Streben, an Obergeschossen und Giebel über Balkenköpfen, Knaggen und kielbogig gefasten Schwellen vorkragend, giebelseitig gleichmäßig gereihte Fenster, Ladeluke im Giebel, zwei tonnengewölbte Keller, nach 1692; zweigeschossiger Bau mit Pultdach im rückwärtigen Teil der Parzelle an der Stadtmauer, tonnengewölbter, ebenerdiger Keller, 1730 (i) 1954 Fachwerkfreilegung; 1956 und 1975 Umbau des Ladengeschäfts; 1985 Instandsetzung und Umbau, Aufbau Dachgaube, Modernisierung Rückgebäude; 1994 Austausch von Fenstern im 1. Obergeschoss; 2009 Fassadenanstrich, Dachsanierung, Dachdämmung Das Gebäude hat wichtigen Anteil an einer Reihe von giebelständigen Fachwerkhäusern an der südlichen Salzgasse. Es ist ein stattliches und verhältnismäßig reich gestaltetes Beispiel der für den Wiederaufbau nach den Zerstörungen des Pfälzischen Erbfolgekrieges um 1700 charakteristischen Fachwerkhäuser, die das Bild der Calwer Altstadt bis heute in entscheidendem Maße prägen. Tiefe Parzellen mit rückwärtigen Werkstätten an der Stadtmauer sind charakteristisch für das Areal an Salzgasse und Marktstraße und verweisen darauf, dass sich hier am Südrand der Kernstadt einst bevorzugt Handwerker niederließen. Für das Anwesen Salzgasse 9, dass lange Zeit zwei Besitzen gehörte, sind Nutzungen als Gerberei, Seifensiederei und Buchbinderei belegt, während sich im Hauptgebäude die Gastwirtschaft Zum goldenen Schwan befand. Das Anwesen ist damit Beleg der Sozialtopografie wie auch der Wirtschafts- und Stadtbaugeschichte. Geschützt nach § 2 DSchG |    |
|                | Schul- und Spritzenhaus (heute Stadtverwaltung)                   | Salzgasse 10 (Karte) |           | Schul- und Spritzenhaus (heute Stadtverwaltung), dreigeschossiger traufständiger Bau mit Satteldach in Hanglage, massives Erdgeschoss aus Sandsteinquadern, darüber konstruktives Fachwerk, im Erdgeschoss drei große Tore, an der Straßenseite gleichmäßig gereihte Fenster, wohl 1836-1838 Im 2. Obergeschoss waren zwei Realschulklassen und die Elementarschule untergebracht, im 1. Obergeschoss ein Saal. Nach Aufgabe der Schulnutzung von der Stadtverwaltung genutzt. 1985 Umbau, Instandsetzung und Fachwerkfreilegung (zusammen mit Salzgasse 8) Der stattliche Bau wurde als Schul- und Spritzenhaus von der Stadt errichtet. Im massiven Erdgeschoss waren die Gerätschaften der Feuerwehr, im 2. Obergeschoss zwei Realschulklassen und die Elementarschule untergebracht. Im 1. Obergeschoss befand sich ein Saal. Das Schulhauses entstand in einer Zeit, in der infolge des im Jahr 1836 in Württemberg erlassenen Volksschulgesetzes zahlreiche neue Schulneubauten entstanden. Typisch für diese Erbauungszeit ist auch die Unterbringung weiterer städtischer Funktionsräume, wie hier für die örtliche Feuerwehr. In seinem äußeren Erscheinungsbild lehnt sich das Schulhaus an die für Calw c harakteristische Fachwerkarchitektur des 18. Jahrhunderts an. Kurze Zeit später sollte für Schulhäuser ein repräsentativer, an die Formensprache der Renaissance angelehnter Baustil bevorzugt werden, wie ihn z.B. auch die Mädchenschule an der Badstraße zeigt. Das Schul- und Spritzenhaus in der Badstraße ist damit Zeugnis für eine spezifische Phase im württembergischen Schulhausbau in der Mitte des 19. Jahrhunderts. Geschützt nach § 2 DSchG | BW |
|                | Villa Nüßle mit Garten                                            | Schillerstraße 19 (Karte) |           | Villa Nüßle, zweigeschossiger giebelständiger Bau in starker Hanglage, Krüppelwalmdach mit Schleppgaubenbändern, Erdgeschoss verputzt, Obergeschoss verschindelt, Giebel verbrettert, offene Vorhalle an der Südwestecke, fünfseitiger Erker an der Südostecke im 1. Obergeschoss, dreiachsige Loggia im Dachgeschoss, bauzeitliche Innenausstattung, von Bauwerksmeister Christian Nüßle für sich selbst errichtet, 1914; südlich des Hauses auf künstlichem Plateau Gemüsegarten mit kreuzförmiger Unterteilung der Felder und Rondell in der Mitte; zweigeschossiger Bau mit Satteldach an der Nordseite des Grundstücks, Kleintierstall im massiven Erdgeschoss, darüber Holzlagerraum in Holzkonstruktion, 1922 Im Jahr 1914 ließ der Bauwerksmeister Christian Nüßle sein eigenes Wohnhaus am Hang unterhalb der in den ersten Jahren des 20. Jahrhunderts zur Bebauung freigegebenen damaligen Panoramastraße errichten. Auf dem großen Grundstück wurde südlich des Hauses auf einem eigens hergerichteten Plateau ein in Anlehnung an barocke Vorbilder geometrisch gestalteter Gemüsegarten angelegt, darunter ein Baumgarten. 1922 folgte an der Nordseite des Grundstücks ein Kleintierstall mit Holzlagerraum. Die im Sinne der Heimatkunstbewegung in traditionellen Formen und Materialien gestaltete Villa zeichnet sich durch eine reiche bauzeitliche Innenausstattung aus. Die Villa Nüßle ist aber nicht nur ein anschaulich überliefertes Beispiel eines gediegenen Villenbaus der Zeit unmittelbar vor dem Ausbruch des Ersten Weltkriegs, durch ihre exponierte Lage am Westhang über der Altstadt entfaltet sie auch eine hohe stadtbildprägende Wirkung. Geschützt nach § 2 DSchG | BW |
|                | Wohnhaus mit Garten                                               | Schillerstraße 24 (Karte) |           | Wohnhaus mit Garten, zweigeschossiger giebelständiger Bau in Hanglage, weit überstehendes Satteldach mit Aufschiebling und Schleppgaubenbändern, Sandsteinsockel, verputztes Erdgeschoss, verschindeltes Obergeschoss mit asymmetrisch platziertem zweiseitigem Erker über abgetreppter Konsole, weit vorkragender ebenfalls verschindelter Giebel mit Loggia, für Prof. A. Moosbrugger nach Plänen des Baumeisters Wilhelm Kohler errichtet, 1931 Um 1900 wurde die westlich über der Altstadt quer zum Hang verlaufende Panoramastraße für eine Neubebauung erschlossenen und in der Folge entstanden etliche von großzügigen Gärten umgebende Wohnhäuser und Villen. Das Haus Nr. 24 wurde 1931 für Prof. A. Moosbrugger nach Plänen des Baumeisters Wilhelm Kohler errichtet. Es ist ein gestalterisch qualitätvolles Beispiel für den konservativen, an Gedanken der Heimatkunstbewegung orientierten Wohnhausbau des frühen 20. Jahrhunderts. Es knüpft mit seiner Gestaltung in romantisierender Weise an das traditionelle Schwarzwaldhaus und interpretiert dessen charakteristische Baumaterialien und Motive – Schindeln, Loggia, weite Dachüberstände u.a. – aber durchaus neu. Der Architekt greift mit der Asymmetrie in der Fassadengestaltung, der Mischung verschiedener Fensterformen und Fenstergrößen, der Verwendung unterschiedlicher Materialien und der expressionistischen Ausformung von Baudetails auch moderne Strömungen auf. Als gediegen ausgeführtes, gehobenes Wohnhaus des frühen 20. Jahrhunderts Zeit ist der Bau Beleg der Architektur- und jüngeren Stadtbaugeschichte von Calw. Zudem entfaltet es als Teil der westlichen „Stadtkrone“ stadtbildprägende Wirkung. Geschützt nach § 2 DSchG | BW |
|                | Villa mit Garten                                                  | Schillerstraße 26 (Karte) |           | Villa mit Garten, zweigeschossiger giebelständiger Bau in steiler Hanglage, weit überstehendes Satteldach mit ornamentiertem Ortgang und Fußwalm an der Talseite mit, verputztes Erdgeschoss mit Eckquaderung auf Sandsteinsockel, verschindeltes 1. Obergeschoss, verbretterter Giebel, asymmetrische Fassadengestaltung mit Erker an der Südwestseite, unterschiedlich hohen Zwerchhäusern an den Traufseiten und Veranda an der Südseite, bauzeitliche Innenausstattung größtenteils erhalten, Garten, Stützmauer mit Garage und Einfriedung, seitliches kleines Lagergebäude in Holzbauweise, von Baumeister Wilhelm Kohler als Architekt und Bauherr errichtet, 1908 1971 Erneuerung der Treppe wegen Hausschwamm; 1981 Instandsetzung Fassaden; 2014/15 Sanierung der Fassade, Teile des Schindelschirms und der Verschalung erneuert, Sandsteinreparaturen, Sanierung Fenster und Fenstergitter sowie des Lagergebäudes Nachdem die westlich über der Altstadt quer zum Hang verlaufende Panoramastraße im beginnenden 20. Jahrhundert für eine Neubebauung erschlossenen wurde, entstand als erstes Gebäude diese von und für den Architekten Wilhelm Kohler geplante Villa. Es ist ein gestalterisch qualitätvolles Beispiel für den konservativen, an Gedanken der Heimatkunstbewegung orientierten Wohnhausbau des frühen 20. Jahrhunderts. Es knüpft mit seiner Gestaltung in romantisierender Weise an das traditionelle Schwarzwaldhaus und interpretiert dessen charakteristische Baumaterialien und Motive – Schindeln, Loggia, Erker, weite Dachüberstände u.a. – aber durchaus neu. Der Architekt greift mit der Asymmetrie in der Fassadengestaltung, der Mischung verschiedener Fensterformen und Fenstergrößen, der Verwendung unterschiedlicher Materialien und dem Jugendstil verpflichteten Baudetails auch moderne Strömungen auf. Als gediegen ausgeführtes, gehobenes Wohnhaus des frühen 20. Jahrhunderts Zeit ist der Bau Beleg der Architektur- und jüngeren Stadtbaugeschichte von Calw. Zudem entfaltet es als Teil der westlichen „Stadtkrone“ stadtbildprägende Wirkung. Geschützt nach § 2 DSchG | BW |
|                | Beamtenwohnhaus                                                   | Schillerstraße 27 (Karte) |           | Beamtenwohnhaus, ein- bis dreigeschossiger Bau mit Walmdach in starker Hanglage, Sandsteinuntergeschoss, von der Talseite ebenerdig zugänglich und durch Spitzbogenblendarkaden zwischen pfeilerartigen Lisenen gegliedert, verputztes Erdgeschoss, verschindeltes Obergeschoss, dieses zur Schillerstraße durch zwei niedrigere Anbauten mit Walmdach erweitert, die Wohngeschosse sind gesonderte Hauseingänge erschlossen, bauzeitliche Innenausstattung weitgehend erhalten, nach Plänen von Oberbaurat Kuhn, Stuttgart, errichtet, 1922 Um 1900 wurde die westlich über der Altstadt quer zum Hang verlaufende Panoramastraße für eine Neubebauung erschlossenen und in der Folge entstanden etliche von großzügigen Gärten umgebende Wohnhäuser und Villen. Das 1922 von Oberbaurat Kuhn, Stuttgart erbaute Gebäude ist durch die Lage auf dem von der Schillerstraße zur Stadt steil abfallenden Gelände zur Schillerstraße eingeschossig, zum Tal hin dreigeschossig. Das qualitätvolles ehemalige Beamtenwohnhaus – heute Verwaltungsgebäude – verbindet Stilelemente des Klassizismus und des Heimatschutzes mit modernen Gestaltungsvorstellungen auf gelungene Art und Weise. Mit den giebelartigen Blendarkaden des Kellergeschosses sowie der eigenwilligen Befensterung der Talseite nimmt es aber auch moderne Architekturströmungen auf. Es dokumentiert Aspekte des staatlichen Wohnbaus im frühen 20. Jahrhundert ebenso wie die auf das Umfeld der Altstadt ausgreifende Stadterweiterung des frühen 20. Jahrhunderts. Geschützt nach § 2 DSchG | BW |
|                | Wohnhaus mit Garten                                               | Schillerstraße 28 (Karte) |           | Wohnhaus mit Garten, zweigeschossiger giebelständiger Bau in steiler Hanglage, weit überstehendes Satteldach mit Aufschiebling und Schleppgaubenbändern, verputztes Erdgeschoss mit Eckquaderung auf Sandsteinsockel, verschindeltes Obergeschoss, verschindelter über abgetreppten Konsolen weit vorkragender Giebel, für Generalleutnant Niethammer nach Plänen von Baumeister Wilhelm Kohler errichtet, 1928; Gartenhäuschen mit anschließendem Laubgang im rückwärtigen Teil des Grundstücks, 1929 Um 1900 wurde die westlich über der Altstadt quer zum Hang verlaufende Panoramastraße für eine Neubebauung erschlossenen und in der Folge entstanden etliche von großzügigen Gärten umgebende Wohnhäuser und Villen. Das Haus Nr. 28 wurde 1928 nach Plänen des Baumeisters Wilhelm Kohler in dem ansteigenden Gelände zwischen Schillerstraße und städtischen Wald für den Generalleutnant a.D. Hermann Niethammer errichtet. Es ist ein gestalterisch qualitätvolles Beispiel für den konservativen, an Gedanken der Heimatkunstbewegung orientierten Wohnhausbau des frühen 20. Jahrhunderts. Es knüpft mit seiner Gestaltung in romantisierender Weise an das traditionelle Schwarzwaldhaus und interpretiert dessen charakteristische Baumaterialien und Motive – Schindeln, Loggia, weite Dachüberstände u.a. – aber durchaus neu. Der Bau zeigt sich jedoch in den expressionistischen Details, wie den spitzwinkeligen Stuckverdachungen über den Erdgeschossfenstern, den abgetreppten Konsolen des Dachgeschosses oder den Giebelöffnungen der Loggia im Dachgeschoss, als Kind seiner Zeit. Als gehobenes Wohnhaus des frühen 20. Jahrhunderts Zeit ist der Bau Beleg der Architektur- und jüngeren Stadtbaugeschichte von Calw. Zudem entfaltet es als Teil der westlichen „Stadtkrone“ stadtbildprägende Wirkung. Geschützt nach § 2 DSchG | BW |
|                | Wohnhaus                                                          | Schlossberg 1 (Karte) |           | Wohnhaus, eingeschossiger verputzter Bau auf Sandsteinsockel, verschindelte Giebel, weit überstehendes Satteldach mit Schleppgaubenband an der Nord- und großer verschindelter Giebelgaube an der Südseite, Standerker an den Ecken, Treppe und eine offene Loggia an der Südwestecke, bauzeitliche Innenausstattung weitgehend erhalten, für den Fabrikanten Trautwein nach Plänen des Architekten Ernst Kiefner errichtet, 1924 Das Wohnhaus wurde in markanter Lage, erhöht über der Stützmauer an der Südostecke des Schlossbergs, für den Fabrikanten Trautwein errichtet. Das Gebäude ist ein charakteristisches Beispiel für die gestalterischen Bestrebungen im Wohnhausbau der Zeit zwischen den beiden Weltkriegen. Es steht für eine klassisch und konservativ geprägte Bauweise, die aber auf historisierende Details verzichtet und sich auf die Durchgestaltung des Baukörpers konzentriert. Das repräsentative Wohnhaus ist ein anschaulich überliefertes Zeugnis der Wohnkultur der 1920er Jahre und hat Bedeutung für die jüngere Calwer Stadtbaugeschichte. Geschützt nach § 2 DSchG | BW |
|                | Dienstgebäude der Militärverwaltung (heute Polizeigebäude)        | Schlossberg 3 (Karte) |           | Dienstgebäude der Militärverwaltung (heute Polizeigebäude), breitgelagerter, zweigeschossiger Sandsteinbau mit Satteldach, Keller- und Erdgeschoss in Rustikamauerwerk, Obergeschoss in Quadermauerwerk, beide mit konsolenbekrönter Eckquaderung, an beiden Traufseiten Mittelrisalite mit Zwerchhäusern, zum Tal mit gruppierten Rundbogenfenstern, an den Giebelseiten flache Mittelrisalite mit Treppengiebeln, Erdgeschoss mit Rundbogenöffnung, 1878 1920er Jahre Zollamt und Frauenarbeitsschule; in der NS-Zeit Wehrbezirkskommando; 1938 Türmchen auf dem talseitigen Zwerchhausgiebel entfernt; nach 1945 Dienststellen des Landratsamtes und des Kreisverbandes; 1979 Erweiterung der Landespolizeistelle; 1994 Abbruch eines Nebengebäudes, Neubau eines Dienstgebäudes (Erweiterungsbau) und eines Hundezwingers; 1998 Untersuchung der beschädigten Sohlbänke aus Buntsandstein; 2000 Sanierung Naturstein der Außenfassade Der stattliche Buntsandsteinbau wurde 1878 aus Mitteln der französischen Kriegsentschädigung als Dienstgebäude der Militärverwaltung in damals exponierter Alleinlage auf der Kuppe des Schlossbergs auf dem Areal der einstigen Calwer Burg errichtet. In seiner massiven, fast trutzigen Bauweise folgt es dem Bautyp der Kasernenbauten der 1870er Jahre. Der Bau ist aber nicht nur von Bedeutung für die Architekturgeschichte, mit seinen verschiedenen Nutzungen – Kaserne, Zollamt, Frauenarbeitsschule, Wehrbezirkskommando und schließlich Polizeigebäude – bildet es auch verschiedene Aspekte der Calwer Stadtgeschichte wie auch der württembergischen Landesgeschichte ab. Geschützt nach § 2 DSchG | BW |
|                | Wohnhaus                                                          | Schlossberg 5 (Karte) |           | Wohnhaus, eingeschossiger verputzter Bau, weit überstehendes, durch abgetreppte Sparren gestütztes Mansarddach mit Aufschiebling und Giebelgaube, bergseitig erschlossen über zweiläufige gerade Treppe mit spitzwinkligem Podest, bauzeitliche Innenausstattung zum Teil erhalten, für den Zigarrenfabrikanten Otto Wagner von der Architektengemeinschaft Theodor Hiller und Albrecht, Otto Linder, Stuttgart, geplant, 1921 1989 Dachneudeckung Das im Areal der einstigen Calwer Burg erhöht über der Stützmauer an der Südostecke des Schlossbergs stehende Wohnhaus wurde 1921 für den Zigarrenfabrikanten Otto Wagner errichtet. Es ist ein charakteristisches Beispiel eines in Anlehnung an barocke Vorbilder gestalteten repräsentativen Wohnhauses der Zwischenkriegszeit. In den 1920er Jahren erfreute sich eine klassisch und konservativ geprägte Bauweise, die aus älteren Bautraditionen schöpft, diese aber durchaus auch mit modernen expressionistischen Stilelementen kombiniert, großer Beliebtheit. Das Gebäude ist damit sowohl für die Architektur- als auch für die jüngere Calwer Stadtbaugeschichte von Bedeutung. Geschützt nach § 2 DSchG | BW |
|                | Wohnhaus (heute Kindergarten)                                     | Schulgasse 5 (Karte) |           | Wohnhaus (heute Kindergarten), ein- bis zweigeschossiger giebelständiger Fachwerkbau in starker Hanglage, Satteldach mit Schleppgaubenbändern, 18. Jahrhundert 1909 Umbau zu Schule und Kindergarten, Einbau von zwei Wohnungen im Dachgeschoss, Ausbesserung Fachwerk, Fenstererneuerung; 1926 Erweiterung bergseitig, Änderung der Fensteröffnungen, neue Haustür; 1996 Einbau einer Fluchttreppe aus dem Dachgeschoss, Umnutzung von ehemaligen Wohnräumen im Dachgeschoss für Zwecke des Kindergartens; 2013 Sanierung und teilweiser Umbau der als Kindergarten genutzten Gebäudeteile Schulgasse 5, Salzgasse 8/1 und Salzgasse 6, Komplettsanierung der Decken-, Wand- und Dachkonstruktion unter statischen, energetischen und brandschutzrechtlichen Gesichtspunkten Das in starker Hanglage zwischen Marktplatz und Schulgasse gelegene Haus reicht in das 18. Jahrhundert zurück, wurde aber im Jahr 1909 als Schulhaus und Kindergarten umgebaut. Hier zog die bislang in der Salzgasse Nr. 8 untergebrachte, 1835 gegründete Kleinkinderschule ein. Das Gebäude dokumentiert nicht nur einen frühneuzeitlichen Fachwerkbau, sondern hat mit der über 100 Jahre alten Funktion als Kindergarten (und teilweise Schule) auch Bedeutung für die Sozial- und Bildungsgeschichte. Kindergärten stellten im späten 19./frühen 20. Jahrhundert eine zukunftsträchtige sozialpädagogische Aufgabe dar, die es Frauen ermöglichen sollte, einer (Fabrik-)Arbeit nachzugehen, ohne die Kinder unbetreut zu Hause zurückzulassen. Geschützt nach § 2 DSchG | BW |
|                | Diakonatshaus (heute Stadtverwaltung)                             | Schulgasse 9 (Karte) |           | Diakonatshaus (heute Stadtverwaltung), dreigeschossiger traufständiger, teilweise verputzter Bau, Satteldach mit Aufschiebling und Schleppgauben, massives verputztes Erdgeschoss mit Eckquaderung, darüber Fachwerk mit Zierformen, u.a. großflächige Rautenmuster am Erdgeschoss, an Obergeschoss und Giebel über Balkenköpfen, Knaggen und kielbogig gefasten Schwellen vorkragend, zwei rundbogige, von Sandstein eingefasste Eingänge zum tonnengewölbten Keller und zu einem großen mit einer Balkendecke ausgestatteten Raum, im Inneren bauzeitliche Ausstattung teilweise erhalten, 1696 (i) Bis 1860 Nutzung als Diakonatshaus; 1921 Umbau; bis 1960 Nutzung als Pfarrhaus; 1985/87 grundlegende Renovierung, Fachwerkfreilegung; Ausbau des Dachs, Aufbau Schleppgauben, Neubau eines Verbindungsbaus; 2020 Fassadensanierung, Ausbesserungsarbeiten, Neuanstrich Fassade, Fenster, Läden Der stattliche Bau wurde wenige Jahre nach dem großen Stadtbrand von 1692 in funktionstypischer Lage unweit der Ev. Stadtpfarrkirche als Diakonatshaus, also als Haus des zweiten Geistlichen errichtet. Auf der Wappenkartusche der rundbogigen Toreinfahrt an der Talseite ist das Baujahr „1696“ und der Bauherr „HCW“ vermerkt. Der Bau zeugt in seinen Dimensionen und seiner reichen Gestaltung von der Bedeutung der Calwer Pfarrei. Es ist damit von kirchengeschichtlicher Bedeutung und belegt zudem die Wiederaufbauphase nach dem Pfälzischen Erbfolgekrieg. Geschützt nach § 2 DSchG | BW |
| Weitere Bilder | Wohnhaus                                                          | Torgasse 3 (Karte) |           | Wohnhaus, zweigeschossiger giebelständiger, teilweise verputzter Bau in Hanglage, Satteldach mit Aufschiebling, Rückseite steht auf der Stadtmauer, massives Sockelund Erdgeschoss, darüber Fachwerk mit Zierformen, u.a. geschweifte Andreaskreuze, Rauten, genaste Büge, giebelseitig Zugang zum tonnengewölbten Keller, um 1700 2003 Anbau eines Balkons mit Unterstellmöglichkeit für Mülltonnen Das Fachwerkhaus steht am oberen Ende der steil ansteigenden Torgasse an der Einmündung der Nonnengasse mit Rückseite auf der Stadtmauer. Das um 1700 entstandene Haus weist ein reiches Fachwerk und war zusammen mit seinem Nachbarn jahrhundertelang der städtebauliche Abschluss der Nonnengasse, da nach der Zerstörung des gegenüberliegenden ehemaligen Beginenhauses im Jahr 1634 das Eckgrundstück (heute Nonnengasse 13) bis 1959 unbebaut war. Das nach dem großen Stadtbrand von 1692 errichtete Haus ist mit seinem zeittypischen Fachwerkgefüge mit Vorkragungen, kielbogig gefasten Schwellen mit Klötzchenfriesen und den geschweiften Andreaskreuzen und genasten eines der für die Calwer Altstadt charakteristischen barocken Bürgerhäuser und damit von hoher Bedeutung für die Stadtbaugeschichte. Geschützt nach § 2 DSchG |    |
| Weitere Bilder | Wohnhaus                                                          | Torgasse 5 (Karte) |           | Wohnhaus, zweigeschossiger giebelständiger verputzter Bau in Hanglage, Satteldach mit Aufschiebling, Rückseite steht auf der Stadtmauer, massives Sockel- bzw. Erdgeschoss, darüber Fachwerk, am Giebel über Balkenköpfen und Knaggen zweifach vorkragend, in der westlichen Haushälfte rundbogiger Kellereingang zum tonnengewölbten Keller, in der östlichen Hälfte Hauseingang mit daneben liegendem Werkstattraum, um 1700 1943 Modernisierung und Dachausbau; 1991 Abbruch Holzschuppen, Anbau von Wohnräumen; 1992 Dachausbau, Aufbau von Dachgauben, Kaminsanierung Das heute verputzte Fachwerkhaus steht am oberen Ende der steil ansteigenden Torgasse an der Einmündung der Nonnengasse mit Rückseite auf der Stadtmauer. Das um 1700 entstandene Haus bildete zusammen mit seinem Nachbarn jahrhundertelang der städtebauliche Abschluss der Nonnengasse, da nach der Zerstörung des gegenüberliegenden ehemaligen Beginenhauses im Jahr 1634 das Eckgrundstück (heute Nonnengasse 13) bis 1959 unbebaut war. Das nach dem großen Stadtbrand von 1692 errichtete Haus ist eines der für die Calwer Altstadt charakteristischen frühneuzeitlichen Bürgerhäuser und damit von hoher Bedeutung für die Stadtbaugeschichte. Der rundbogige Kellerabgang verweist zudem darauf, dass Weinbau und -handel einst auch in Calw eine gewisse Rolle spielten. Geschützt nach § 2 DSchG |    |
|                | Wohnhaus                                                          | Torgasse 13 (Karte) |           | Wohnhaus, dreigeschossiger giebelständiger verputzter Bau mit Satteldach, massives Erdgeschoss mit Eckrustika und jüngerem Ladeneinbau, darüber Fachwerk, über Balkenköpfen, Knaggen und kielbogig gefasten Schwellen fünffach vorkragend, im Giebelspitz (zu Fenster umgestaltete) segmentbogige Ladeluke, um 1700 2017 Umbau und Sanierung, Ausbau 2. Dachgeschoss, Austausch Fenster, Einbau Heizungsanlage; 2020 Fassadensanierung Der mächtige, nahe dem Unteren Tor unmittelbar an der Stadtmauer stehende Bau wurde um 1700 errichtet und dokumentiert den Wiederaufbau nach den Zerstörungen des Pfälzischen Erbfolgekrieges. Das mächtige Gebäude hebt sich gegenüber den niedrigeren Fachwerkhäusern in der Torgasse ab und wirkt mit seiner Fassade in das Straßenbild der Lederstraße hinein. Das Erdgeschoss – das zeitweise aus Stallung für eine nahegelegene Metzgerei fungierte – wurde im 19. Jahrhundert umgestaltet. Geschützt nach § 2 DSchG | BW |
|                | Wohnhaus                                                          | Vorstadtweg 1 (Karte) |           | Wohnhaus, dreigeschossiges Wohnhaus mit abgeknickter Fassadenflucht in Hanglage, Satteldächer, massives verputztes Erd- und Sockelgeschoss, darüber Fachwerk, an den Obergeschossen verschindelt, im Dachgeschoss verbrettert, Rundbogeneingang zum tonnengewölbten Keller und schmaler Rundbogeneingang mit Oberlicht, 18. Jahrhundert Wohl im 19. Jahrhundert zwei Häusern zu einem Haus vereinigt; frühes 20. Jahrhundert Umbau Das entstand durch mehrere Umbauten aus zwei kleineren Gebäuden. Damit ist es Beleg der veränderten Wohnbedürfnisse im 19. und 20. Jahrhundert. Der massive Sockel-/Erdgeschossbereich mit dem Eingang zum Gewölbekeller lässt aber immer noch erkennen, dass die Bewohner einst neben ihrem Handwerk eine Nebenerwerbslandwirtschaft betrieben. Damit ist der Bau von Aussagekraft für die Wirtschafts- und Stadtbaugeschichte. Geschützt nach § 2 DSchG | BW |
|                | Wohnhaus                                                          | Vorstadtweg 2 (Karte) |           | Wohnhaus, zweigeschossiger verputzter Fachwerkbau mit massivem Sockel, einachsigem Vorbau und steilem Satteldach, Obergeschoss und Giebel über Balkenköpfen vorkragend, tonnengewölbter Keller, um 1700 2006 Sanierung Fassade, Ausbesserung Putz, Anstrich; 2018 Dämmung und Neueindeckung Dach Das schmale Fachwerkhaus mit einachsigem Vorbau steht städtebaulich markant zwischen den beiden Straßenzweigen des Vorstadtwegs und der Burgsteige und prägt damit das Bild der Oberen Vorstadt. Das wohl um 1700 errichtete Gebäude steht über einem tonnengewölbten Keller, auf alten Aufnahmen ist noch die große Ladeluke im Giebel zu erkennen – Hinweise darauf, dass die Bewohner einst neben ihrem Handwerk eine Nebenerwerbslandwirtschaft betrieben. Damit ist der Bau von Aussagekraft für die Wirtschafts- und Stadtbaugeschichte. Geschützt nach § 2 DSchG | BW |
|                | Wohnhaus                                                          | Vorstadtweg 8 (Karte) |           | Wohnhaus, zweigeschossiger, verputzter Fachwerkbau mit massivem Sockel in Ecklage, Satteldach mit Aufschiebling und Schleppgaubenband, Giebel über Balkenköpfen und profilierten Schwellen zweifach vorkragend, im Giebelspitz (zu Fenster umgestaltete) rundbogige Ladeluke, 18. Jahrhundert, 20. Jahrhundert Einbau eines Ladens und einer Wirtschaft; 2012 Firsterhöhung am Verbindungsbau zwischen den Gebäuden Vorstadtweg 8 und 10 Nach Ausweis des Fachwerks dürfte das Gebäude nach den Zerstörungen des Pfälzischen Erbfolgekrieges im 18. Jahrhundert errichtet worden sein. Es ist aber nicht nur Beleg der Stadtbaugeschichte, sondern stellte auch einen städtebaulich wichtigen Bau dar. Es liegt markant an der Ecke Vorstadtweg/Burgsteige und prägt die hier platzartige Straßenverbreiterung. Geschützt nach § 2 DSchG | BW |
|                | Wohnhaus                                                          | Vorstadtweg 12 (Karte) |           | Wohnhaus, zweigeschossiger giebelständiger Fachwerkbau mit Sockel aus Buntsandstein, Satteldach mit Aufschiebling, Erdgeschoss (modern) verbrettert, Obergeschoss und Giebel verputzt und vorkragend, am Giebel über Balkenköpfen, Knaggen und profilierten Schwellen, 18. Jahrhundert 1992 Erstellung einer Dachgaube; 1995 Nutzungsänderung im Dachgeschoss und Anbau einer Zugangstreppe Das am steil ansteigenden Vorstadtwegs stehende Haus dürfte nach dem großen Stadtbrand von 1692 neu errichtet worden sein. Es prägt zusammen mit Nr. 14 und 16 den oberen Straßenzug des Vorstadtwegs und bildet dessen markanten Abschluss. Damit ist es von Bedeutung für die Calwer Stadtbaugeschichte. Geschützt nach § 2 DSchG | BW |
|                | Wohnhaus                                                          | Vorstadtweg 14 (Karte) |           | Wohnhaus, zweigeschossiger giebelständiger verputzter Fachwerkbau mit massivem Sockel, Satteldach mit Aufschiebling, Obergeschoss und Giebel über Balkenköpfen vorkragend, 18. Jahrhundert 1870 Gebäude rückwärtig verlängert; Stall im Erdgeschoss heute für Wohnzwecke umgebaut Das schmale verputzte Fachwerkhaus ist in seinen Dimensionen und seiner Gestaltung bescheidener als die Fachwerkhäuser im Stadtkern und ist als Behausung eines weniger wohlhabenden Bewohners der Oberen Vorstadt anzusprechen. Einst befand sich im Erdgeschoss ein Stall – ein Hinweis darauf, dass die Bewohner einst eine Nebenerwerbslandwirtschaft betrieben. Der Bau ist aber nicht nur von Bedeutung für die Sozial-, Wirtschafts- und Stadtbaugeschichte, zusammen mit den beiden flankierenden Nachbarhäusern bildet er auch den markanten Abschluss des Vorstadtweges. Geschützt nach § 2 DSchG | BW |
|                | Wohnhaus                                                          | Vorstadtweg 16 (Karte) |           | Zweigeschossiger giebelständiger verputzter Fachwerkbau mit massivem Sockel, Satteldach mit Aufschiebling, Obergeschoss und Giebel über Balkenköpfen, Knaggen und profilierten Schwellen vorkragend, bergseitig angefügtes Querhaus, nach dem Brand von 1692 neu errichtet, 18. Jahrhundert Das am Ende des steil ansteigenden Vorstadtwegs stehende Haus dürfte nach dem großen Stadtbrand von 1692 neu errichtet worden sein. Es prägt zusammen mit Nr. 12 und 14 den oberen Straßenzug des Vorstadtwegs und bildet dessen markanten Abschluss. Damit ist es von Bedeutung für die Calwer Stadtbaugeschichte. Geschützt nach § 2 DSchG | BW |